# Crisis política en Perú de 2016-2020

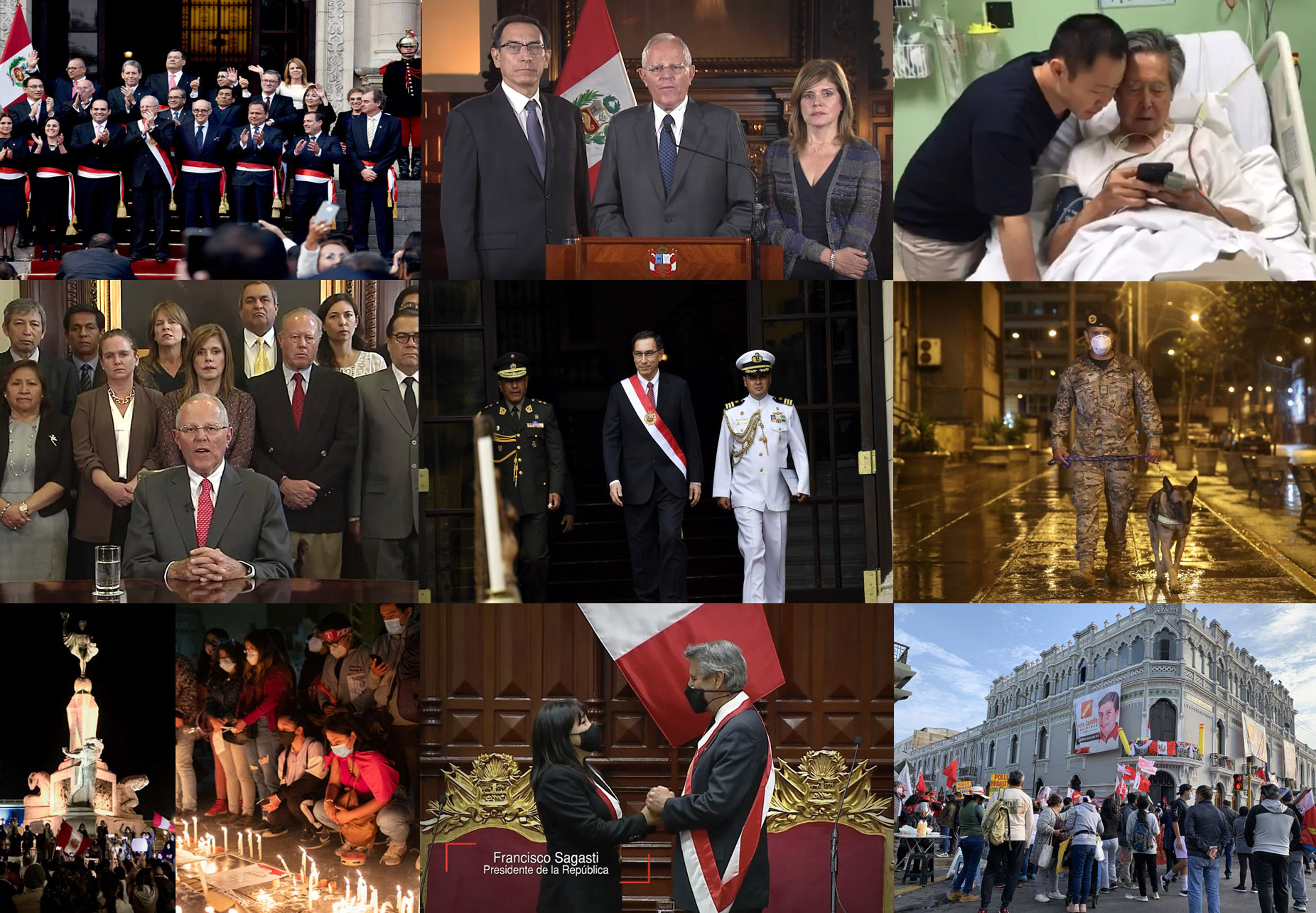
En sentido horario de izquierda a derecha: El primer gabinete ministerial del presidente Pedro Pablo Kuczynski; este junto a sus dos vicepresidentes Martín Vizcarra y Mercedes Aráoz durante el primer proceso de vacancia; Kenji Fujimori y su padre Alberto durante el indulto a éste; Kuczynski anunciando su renuncia tras el segundo proceso de vacancia; Vizcarra como nuevo presidente; militar patrullando las calles de Lima durante la pandemia de COVID-19; manifestaciones en contra de Manuel Merino; Francisco Sagasti jurando como presidente; y manifestaciones tras las elecciones generales de 2021. Esta última imagen no forma parte de la crisis de los gobiernos anteriores, sino de un futuro conflicto con el electo candidato Pedro Castillo.

La crisis política en Perú de 2016-2020 se refirió al período de inestabilidad que se inició durante el gobierno de Pedro Pablo Kuczynski en diciembre de 2016 y que continuó durante el mandato de sus sucesores Martín Vizcarra (2018-2020) y Manuel Merino (2020). La característica fundamental de esta crisis es la constante pugna del Ejecutivo con las fuerzas políticas opositoras del Congreso, en su mayoría del partido político fujimorista Fuerza Popular, la polarización de la ciudadanía y el descontento general de la población.
Los orígenes de la crisis se remontan a los resultados de las elecciones de 2016, las cuales dieron como vencedor a Pedro Pablo Kuczynski, de Peruanos Por el Kambio, sobre Keiko Fujimori por un estrecho margen de ventaja. A pesar de esta victoria, el nuevo gobierno no logró obtener mayoría en el parlamento, el cual estuvo conformado en su mayoría por el partido fujimorista. La confrontación de poderes que solo fue agraviándose con el pasar del tiempo, pese a que desde el punto de vista ideológico no tenían mayor diferencia. La corrupción y los conflictos de intereses fueron una constante de la crisis, durante la cual se revelaron graves escándalos como el Caso Odebrecht - Lava Jato, los Mamani o Kenji-videos, los CNM Audios, el Caso Richard Swing, entre otros.
La crisis bajó intensidad en el gobierno de Francisco Sagasti, quien fue expresidente de un congreso formado en las elecciones parlamentarias extraordinarias. Sin embargo, una nueva crisis comenzaría en 2021 bajo el mandato inicial del electo Pedro Castillo, quien postuló por un partido político de izquierda política, con representantes de Fuerza Popular y partidos afines.

## Cronología
Para organizar la abundante cantidad de eventos e información, el presente artículo divide la cronología de la crisis por años:
- 2016: ocurren los primeros choques entre el gabinete ministerial de Pedro Pablo Kuczynski y el Congreso. Estos resultaron en la censura y destitución del ministro de Educación Jaime Saavedra en diciembre.
- 2017: moción de censura en el Congreso contra los ministros Alfredo Thorne (economía) y Martín Vizcarra (transporte) en mayo y junio, respectivamente. El 15 de septiembre, ocurre una fractura total del Estado en dos.[1][2] Por un lado, el Ejecutivo liderado por el presidente Kuczynski y, por el otro, el Congreso de la República controlado en su mayoría por el partido fujimorista Fuerza Popular, autodenominado «la oposición», dirigido por su líder Keiko Fujimori.[1] El 13 de octubre, el Congreso reanudó las relaciones con el Gobierno de manera frágil.[3] En diciembre, se descubre un supuesto conflicto de interés por parte de Kuczynski cuando fue ministro de Estado del gobierno de Alejandro Toledo (2001-2006). Esto originó un primer pedido de vacancia presidencial por «incapacidad moral» el 15 de diciembre,[4] aunque este fracasó.[5] Poco después, en Navidad, Kuczynski indultó al expresidente Alberto Fujimori, quien purgaba una pena de 25 años.[6] La decisión desencadenó protestas masivas en varias ciudades,[7] la renuncia de tres de sus ministros[8] y graves críticas por parte de la población contra el gobierno.[9]
- 2018: Por insistencia de los partidos de derecha APRA y Fuerza Popular, se aprobó la denominada «Ley Mulder».[10] Poco después, el 8 de marzo, Kuczynski entró bajo un segundo pedido de vacancia promovida por la izquierda y apoyada por los fujimoristas.[11] Unos días antes de debatirse en el Congreso, los fujimoristas revelaron unos videos y audios donde se mostraba que operadores del gobierno negociaban con un congresista de Fuerza Popular para comprar su voto en contra de la vacancia, a cambio de obras para el departamento el cual representaba.[12] Al día siguiente, el 21 de marzo, el presidente envió su carta de renuncia al Congreso,[13] la cual fue aceptada dos días después.[14] Ese mismo día, juramentó como nuevo presidente el primer vicepresidente Martín Vizcarra, de acuerdo a la línea de sucesión presidencial.[15] El 7 de julio, se difundió por medios de comunicación los llamados CNM Audios, filtrados por IDL-Reporteros. Esta polémica dio origen a las llamadas marchas contra la corrupción con el lema «Que se vayan todos», en referencia a los políticos en general y al Congreso.[16][17] Durante su discurso por fiestas patrias, Vizcarra anunció que convocará un referéndum sobre la no reelección de congresistas y miembros de la Magistratura.[18][19] El referéndum, organizado el 9 de diciembre, resultó con la victoria de la gestión Vizcarra.[20] El 31 de diciembre el fiscal de la Nación Pedro Chávarry removió a los fiscales José Domingo Pérez y Rafael Vela del caso Lava Jato, lo cual originó una crisis en el Poder Judicial.[21] Ese mismo día, se originó toda una carga mediática por parte del Gobierno liderado por el presidente[22] —incluido tanto sectores del fujimorismo[23] como del resto de la derecha e izquierda política—[24] en contra de esa decisión y contra la propia figura del fiscal, exigiendo su renuncia.[25]
- 2019: el 2 de enero, Chávarry ordena reponer a los fiscales Pérez y Vela.[26]  En mayo de 2019, el presidente Vizcarra acusó al Congreso de demorar la aprobación de un paquete de reformas políticas (una de ellas, sobre la inmunidad parlamentaria) y planteó una cuestión de confianza para la aprobación de seis de ellas en un plazo determinado.[27] El Congreso aprobó la cuestión de confianza y agilizó la aprobación de los dictámenes pero con diversas modificaciones a los proyectos originales del gobierno.[28] El 25 de julio, quedaron todas aprobadas, aunque dos de ellas, por ser de carácter constitucional, quedaron pendientes de su aprobación final para una segunda legislatura.[29] El 28 de julio, a través de un mensaje a la Nación, Vizcarra señaló que uno de los proyectos medulares de la reforma política, el de la inmunidad parlamentaria, no se había aprobado en su esencia.[30][31] También criticó al Congreso que siguiera «blindando» al fiscal Chávarry y a otros personajes relacionados con los Cuellos Blancos del Puerto (caso CNM Audios).[31] Frente a esta situación, Vizcarra propuso el adelanto de las elecciones generales para que estas se realizaran un año antes, en 2020 en vez de 2021.[30] La comisión de constitución del Congreso archivó el proyecto tras considerarlo anticonstitucional.[32] A los pocos días, el Congreso tenía programada la elección de los nuevos magistrados del Tribunal Constitucional; sin embargo, el Ejecutivo anunció que presentaría una nueva cuestión de confianza para modificar la Ley Orgánica del Tribunal.[33] En la mañana de 30 de septiembre, el Congreso decidió continuar con la elección de los magistrados al elegir a Gonzalo Ortiz de Zevallos Olaechea. Además, pospuso para la tarde del mismo día el debate de la cuestión de confianza.[34] Mientras culminaba el debate y se aprobaba la cuestión de confianza, el presidente Vizcarra dio un mensaje a la Nación, dentro del cual la disolución del Congreso.[35] El gobierno convocó a elecciones para un nuevo Congreso, las cuales estuvieron programadas para enero de 2020.[36]  En esas elecciones, Fuerza Popular redujo su presencia de parlamentarios.
- 2020: El 10 de septiembre, el congresista Édgar Alarcón (Unión por el Perú) presentó tres grabaciones[37][38] en las cuales se mostraban conversaciones entre el presidente Vizcarra, sus asesores y secretarias presidenciales sobre el «Caso Richard Swing».[38] Semanas más tarde, diversas cadenas de televisión abierta emitieron reportajes sobre presuntos sobornos a Vizcarra cuando era Gobernador de Moquegua.[39] A raíz de esto, el 2 de noviembre, el pleno del Congreso aprobó la admisión de la vacancia, programada para el lunes 9 del mismo mes.[40] Finalmente, el parlamento destituyó al presidente.[41] En consecuencia y por la ausencia de un segundo vicepresidente (Mercedes Aráoz había renunciado tras la disolución del Congreso en 2019), el presidente del Congreso Manuel Merino asumió la presidencia.[42] Este hecho generó fuertes protestas a nivel nacional e internacional.[43][44][43] Tras una semana de crisis, la cual terminó con la muerte de 2 jóvenes a manos de la policía[45] y, ante presiones políticas y civiles; el presidente Merino renunció a la presidencia el 15 de noviembre,[46] lo que trajo consigo la renuncia de la Mesa Directiva del Congreso. Tras ello, el Congreso eligió al legislador Francisco Sagasti (Partido Morado) como presidente del congreso y presidente de la República por línea de sucesión presidencial.[47]

## Antecedentes

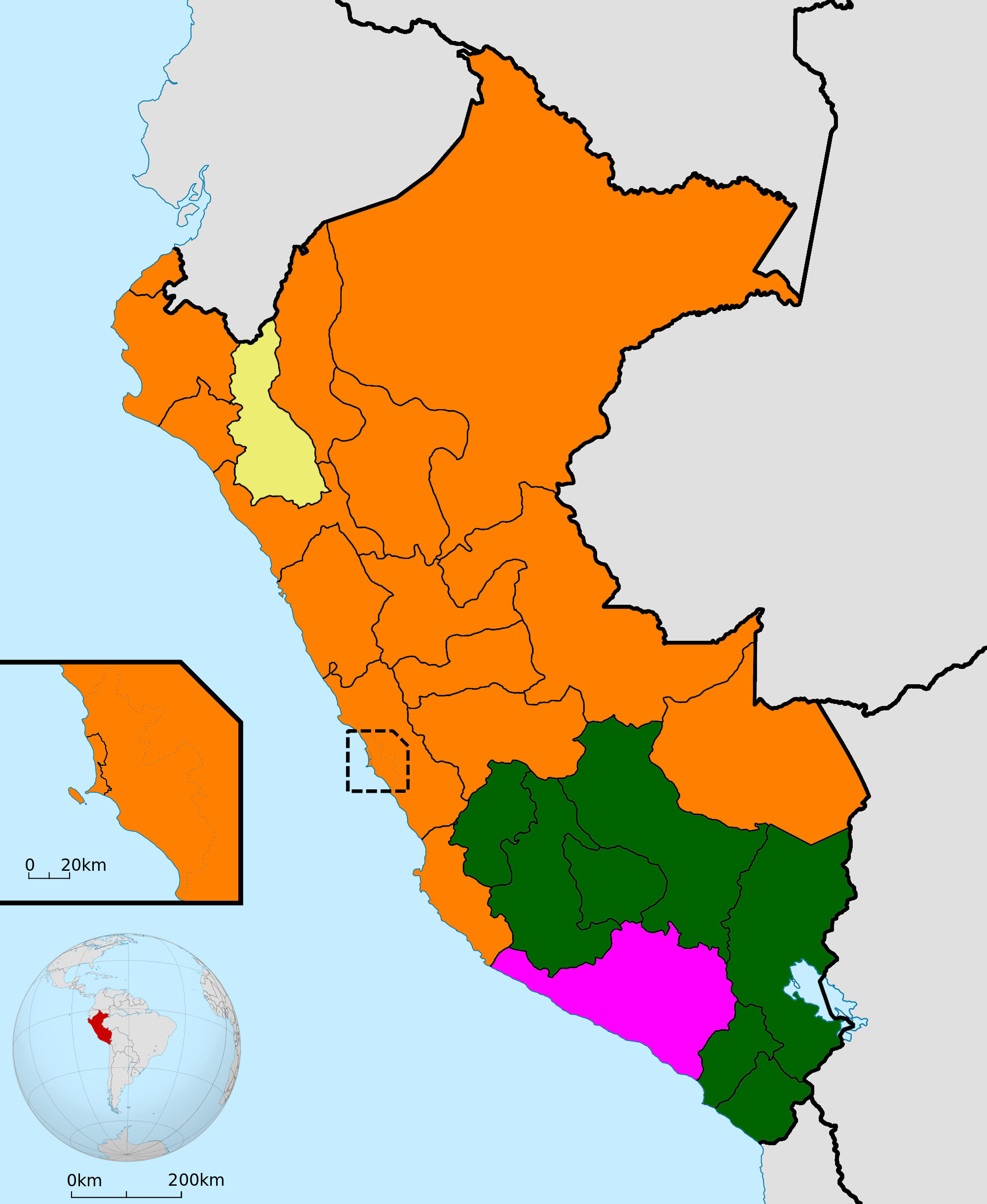
Resultados de las elecciones presidenciales de 2016 por departamento, los colores mostrados son los respectivos de los partidos políticos:
Fuerza Popular
Frente Amplio
Peruanos Por el Kambio
Democracia Directa.

Muchos medios de comunicación nacionales e internacionales consideran que la crisis en realidad de facto comenzó en 2016 Las elecciones de ese año habían enfrentado a los bloques más grandes en su tiempo, Fuerza Popular dirigido por Keiko Fujimori, Frente Amplio dirigido por Verónika Mendoza y Peruanos Por el Kambio dirigido por Kuczynski.
En un primer momento, se creyó que tanto el Congreso como la Presidencia serían ocupados por los integrantes de Fuerza Popular debido a su abrumadora mayoría. El Frente Amplio y Peruanos por el Kambio ocupaban el tercer y segundo lugar, respectivamente. Mendoza (quien se encontraba en tercer lugar) decidió pedir a sus votantes que apoyaran a la elección de Peruanos Por el Kambio para que este lograse llegar al poder.
El objetivo del Frente Amplio era contrarrestar la gran cantidad de votantes que tenía Fuerza Popular. Tal objetivo fue cumplido a medias, ya que Kuczynski llegó a la Presidencia por un estrecho margen, mientras que Fuerza Popular logró mantener la hegemonía en el Congreso.
Esto dio como resultado que Fuerza Popular tuviese poder político decisivo para manejar algunos asuntos que le competía a la nueva administración Kuczynski durante el período 2016-2021.
A pesar de que intentaron llevar una cierta armonía política, ambos «bandos» se enfrentaron por una falta de entendimiento y por diferentes intereses. Las principales discrepancias que tuvieron fueron:
- Censura del ministro de educación Jaime Saavedra.[51]
- El 17 de diciembre de 2016, Saavedra presentó su renuncia y al día siguiente juró en su reemplazo la educadora Marilú Martens.[52]
- Renuncia del ministro de economía y finanzas Alfredo Thorne.[53][54]
- Renuncia del ministro de transporte y telecomunicaciones Martín Vizcarra.[55]
- Posible censura de la ministra de educación Marilú Martens.
- Actos de corrupción y amiguismo como el Caso Odebrecht[56] o el escándalo del Negociazo.[57]
- Protestas contra la implementación del currículo de educación que, según la organización ultraconservadora Con mis hijos no te metas, contiene la llamada ideología de género.[58][59][60]
- Aumento de la delincuencia.
- Poco control hacia los movimientos de fachada política como Movadef, brazo político de Sendero Luminoso.
- Ineficacia del gobierno de manejar los problemas sociopolíticos.
- Consecuencias del Niño costero.[61][62]

## Gobierno de Pedro Pablo Kuczynski (2016-2018)

### Primer período (2016-2017)

#### Censura al ministro Jaime Saavedra
La oposición al gobierno, representada en el Congreso por una abrumadora mayoría fujimorista aliada con la bancada aprista, empezó a cuestionar la labor del ministro de Educación, Jaime Saavedra.
Primero fue en lo referente a la organización de los Juegos Panamericanos de 2019 de Lima, que pese haber sido anunciada en el 2013 (poco antes de asumir como ministro), no se había avanzado lo suficiente en lo referente a la construcción de la infraestructura.
Luego, un programa televisivo dominical lanzó un reportaje en el cual denunciaba que personal de confianza del ministro había hecho un desvío de un presupuesto de 150 millones de soles destinados para la compra de computadoras. La oposición en el Congreso anunció que interpelaría al ministro para exigirle que rindiera cuentas de su gestión, particularmente en lo referente a la presunta corrupción. El presidente Kuczynski respaldó públicamente a su ministro y adujo que la campaña en su contra se originaba en un grupo de legisladores asociados a universidades privadas que pretendían hacer cambios en la Ley Universitaria para favorecer sus intereses.
El 7 de diciembre de 2016, Saavedra fue interpelado en el Congreso, a cuyo recinto asistió voluntariamente para responder un pliego de 11 preguntas. Tras once horas de exposiciones y debate, en las cuales el ministro aceptó que existían irregularidades en las compras realizadas por su sector por personas que habían «traicionado su confianza», la bancada fujimorista anunció que presentaría una moción de censura en contra del ministro, porque, a su ver, era responsable político y no había respondido satisfactoriamente al pliego interpelatorio. Saavedra declaró a la prensa que no renunciaría ante el pedido de censura.
El 15 de diciembre se llevó a cabo el debate de censura del ministro, obteniendo como resultado final 78 votos a favor, ninguno en contra y ninguna abstención (ello debido a que las bancadas de Peruanos por el Kambio y de Frente Amplio, en contra de la censura, se retiraron del hemiciclo antes de la votación). A Saavedra se le dio un plazo de 72 horas para presentar su carta de renuncia.
El 17 de diciembre, Saavedra presentó su renuncia y al día siguiente juró en su reemplazo la educadora Marilú Martens.

#### Huelga magisterial de 2017
La huelga fue convocada por una facción sindicalista del Cuzco el 15 de junio de 2017. Con el paso de los días la huelga se extendió a varios departamentos del sur del país como Apurímac, Loreto, Madre de Dios o Puno.
Durante el desarrollo de la huelga se evidenció la desorganización y fragmentación de los sindicatos de maestros, representados por diversas facciones como el Sindicato Único de Trabajadores de la Educación del Perú (SUTEP), SUTER Cuzco y el Comité Nacional de Reorientación y Reconstrucción del Sutep (Conare). Asimismo se sumó a la huelga los afiliados al Sindicato Unitario de Trabajadores de Educación (SUTE) de varias regiones entre ellos Tacna, Junín y Puno. Ante la falta de clases por un periodo muy prolongado el 20 de julio se declararon en estado de emergencia 6 distritos de los departamentos de Puno y Cuzco.
En busca de una solución a la huelga que se prolongaba ya demasiado, se reunieron la ministra de Educación Marilú Martens, el primer ministro Fernando Zavala, los 25 gobernadores regionales y la Dirección Regional de Lima. Llegaron a un acuerdo que fue anunciado el 3 de agosto, que consistía en que el incremento para los maestros se realizaría desde diciembre de 2017 y ya no desde marzo de 2018. Con ello, el gobierno consideró solucionado el asunto y anunció que las clases se reiniciarían el 7 de agosto.
Sin embargo, los maestros consideraron que ellos nos se hallaban representados en los acuerdos con el gobierno y continuaron con la huelga. El 8 de agosto y tras dialogar con el Gobierno, acordaron suspender la huelga los docentes de los departamentos de Cuzco, Lima, Pasco y Lambayeque.
Sin embargo la huelgas continuaron acatándose en 18 departamentos del país. La razón principal de esta persistencia fue que las Bases del gremio magisterial no se consideraban debidamente representadas, ni por el Comité Ejecutivo Nacional (CEN) del SUTEP, ni por sus secciones regionales, ya que todas éstas estaban bajo el control de Patria Roja, partido político de izquierda que, lejos de su prédica marxista leninista, era acusado por los maestros sindicalistas como vendehuelga y cómplice de los gobiernos de derecha. Si bien un muy minúsculo sector del profesorado también se agrupaba en el llamado CONARE (Comité Nacional de Reorientación y Reconstrucción del Sutep), facción afín al MOVADEF, que a su vez es el brazo político del extinto movimiento terrorista Sendero Luminoso, la gran mayoría de los docentes repudiaban tanto a este sector político como a Patria Roja, ya que consideraban a ambos como aburguesados y oportunistas que solo buscaban colgarse de sus justas demandas.
En oposición a la dirigencia del SUTEP, las distintas bases a nivel nacional empezaron a conformar el nuevo SUTE-Regional o simplemente SUTE-R, con una dirigencia más representativa del interior del país y dinámicas mucho más asamblearias y horizontales, aunque si bien aún conservaban la retórica mariateguista en sus mensajes. El nuevo dirigente de las bases a nivel nacional fue el profesor cajamarquino Pedro Castillo Terrones, quien laboraba como docente en una comunidad campesina de Chota, en Cajamarca.
El 2 de septiembre, el dirigente Pedro Castillo anunció la suspensión de la huelga, según acuerdo tomado en el Congreso Nacional Extraordinario de los SUTE regionales, aunque aclarando que se trataría solo de una suspensión temporal, y que volverían a la lucha si lo consideraban necesario.

#### Censura del gabinete Zabala

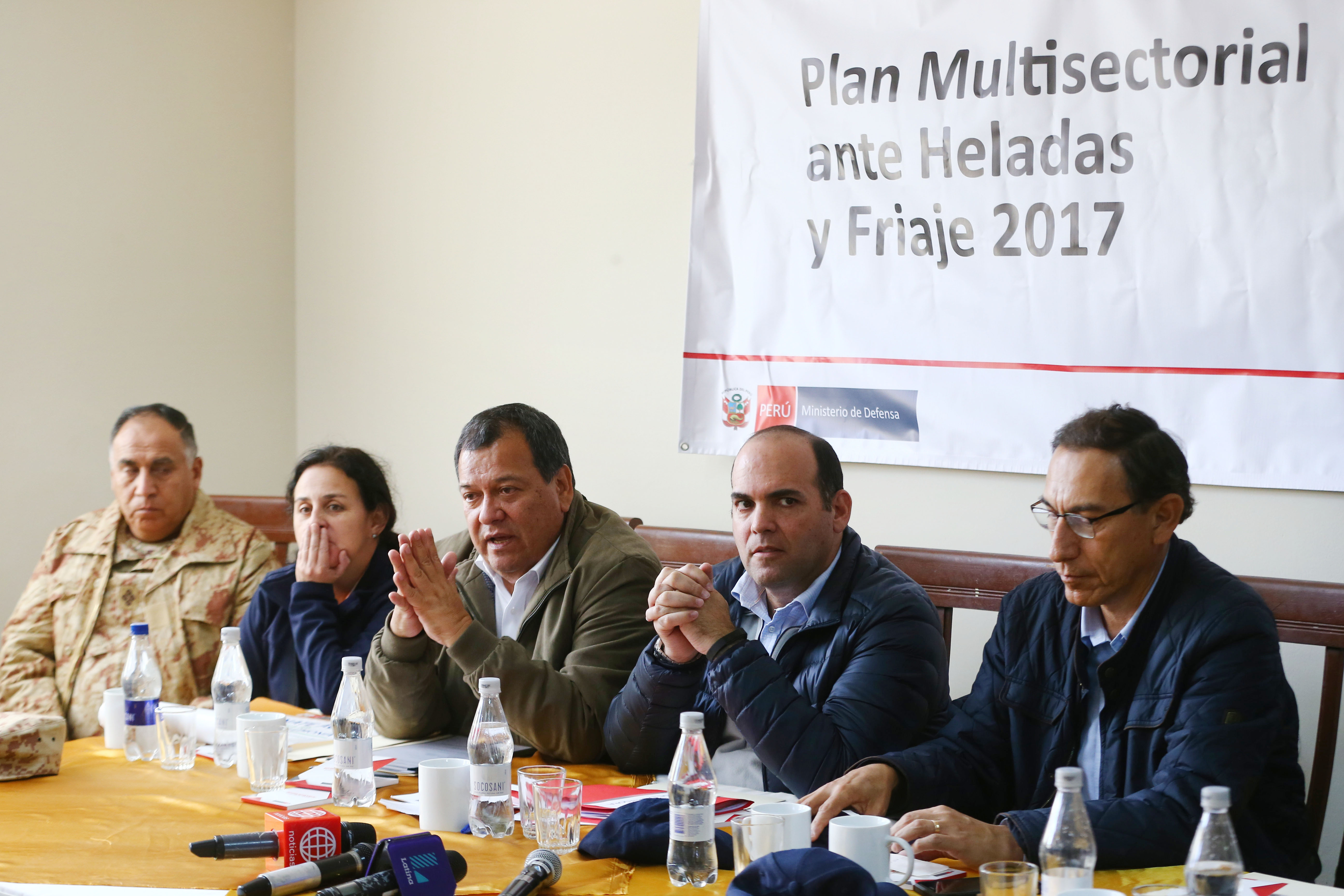
El presidente del Consejo de Ministros, Fernando Zavala, al lado de algunos de los miembros de su gabinete ministerial.

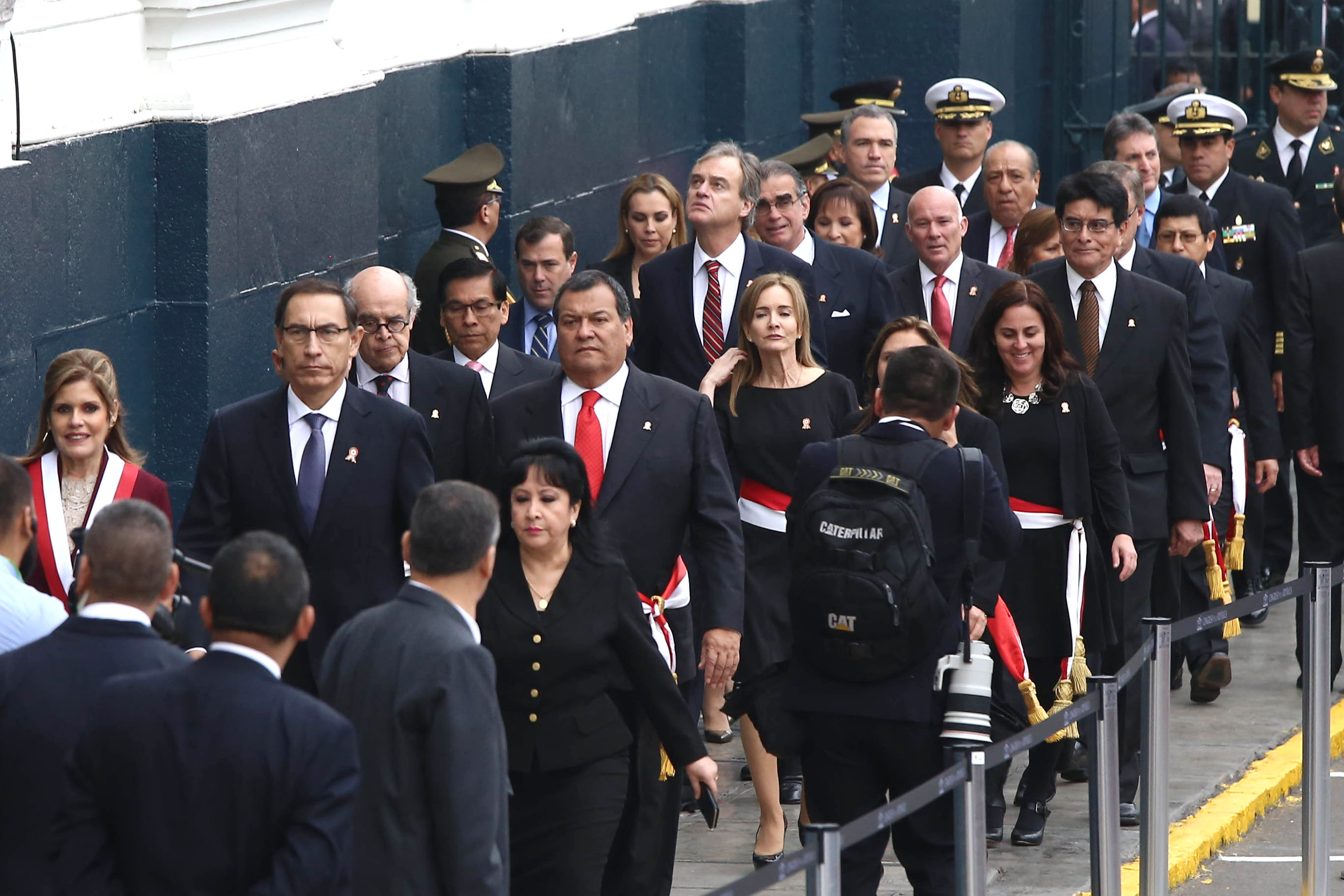
Otros ministros durante una ceremonia protocolar.

El 17 de agosto de 2017 los congresistas de Fuerza Popular presentaron una moción de interpelación contra la ministra de Educación Marilú Martens quien se encontraba en negociaciones con los representantes de los maestros, en busca de la solución a una prolongada huelga magisterial.
El 25 de agosto de 2017 el pleno del Congreso aprobó, con 79 votos a favor, 12 en contra y 6 abstenciones, realizar dicha interpelación. Los votos a favor fueron de las bancadas de Fuerza Popular, el Apra, Frente Amplio y Acción Popular. Se fijó como fecha de la interpelación el 8 de septiembre.
La ministra respondió un pliego de 40 preguntas, principalmente sobre la huelga de maestros que todavía persistía. Martens reconoció deficiencias al afrontar la huelga de maestros, pero aseguró que su gestión no daría marcha atrás en el reconocimiento a la meritocracia dentro del magisterio.
El 13 de septiembre, la bancada de Fuerza Popular anunció que presentaría una moción de censura contra la ministra, pues consideraba que no había respondido satisfactoriamente a las preguntas de la interpelación.
Ante esta amenaza de censura (que sería la segunda contra un titular de Educación en menos de un año), el primer ministro Fernando Zavala solicitó al Congreso una cuestión de confianza para el gabinete ministerial en pleno; en otras palabras, una renovación del voto de confianza que se le había dado al inicio de su gestión.
Desde el Congreso se criticó esta solicitud, señalándose que Zavala se solidarizase con una ministra que estaba cuestionada, poniendo en peligro a todo su gabinete, y más aún, cuando aún no se había oficializado la moción de censura. Se dijo también que la «renovación de confianza» era algo que no contemplaba la Constitución.
De todos modos, la Junta de Portavoces del Congreso convocó a Zavala a las cuatro de la tarde del 14 de septiembre para que sustentara su pedido de confianza. Zavala se presentó al pleno del Congreso con los ministros y expuso su pedido en 12 minutos; su argumentación se centró en la intención del gobierno de defender la política educativa a la que se pretendía, según él, socavar con la censura a la ministra de Educación. Luego se procedió al debate parlamentario.
La cuestión de confianza fue debatida durante 7 horas y votada la madrugada del 15. El gabinete no logró obtener la confianza del Parlamento, que votó con 77 en contra de la confianza, con lo que se produjo la crisis total del gabinete.
Debido a la negación de confianza, el Consejo de Ministros del Perú tuvo que ser renovado por el presidente. A continuación se muestra una lista de los ministros de las distintas carteras magisteriales del Consejo hasta ese momento.
| Cargo                                            | Titular                                     | En el cargo desde       |
| ------------------------------------------------ | ------------------------------------------- | ----------------------- |
| Presidente del Consejo de Ministros              | Fernando Martín Zavala Lombardi             | 28 de julio de 2016     |
| Ministro de Relaciones Exteriores                | Víctor Ricardo Luna Mendoza                 | 28 de julio de 2016     |
| Ministro de Defensa                              | Jorge Nieto Montesinos                      | 5 de diciembre de 2016  |
| Ministro del Interior                            | Carlos Miguel Ramón Basombrío Iglesias      | 28 de julio de 2016     |
| Ministra de Educación                            | Marilú Doris Martens Cortés                 | 18 de diciembre de 2016 |
| Ministra de Salud                                | Patricia Jannet García Funegra              | 28 de julio de 2016     |
| Ministro de Trabajo y Promoción del Empleo       | Alfonso Fernando Grados Carraro             | 28 de julio de 2016     |
| Ministro de Agricultura y Riego                  | José Manuel Hernández Calderón              | 28 de julio de 2016     |
| Ministro de la Producción                        | Pedro Olaechea Álvarez-Calderón             | 25 de mayo de 2017      |
| Ministro de Economía y Finanzas                  | Fernando Martín Zavala Lombardi             | 22 de junio de 2017     |
| Ministro de Comercio Exterior y Turismo          | Eduardo Ferreyros Küppers                   | 28 de julio de 2016     |
| Ministra de Energía y Minas                      | Lucía Cayetana Aljovín Gazzani              | 27 de julio de 2017     |
| Ministro de Transportes y Comunicaciones         | Bruno Giuffra Monteverde                    | 25 de mayo de 2017      |
| Ministro de Vivienda, Construcción y Saneamiento | Edmer Trujillo Mori                         | 28 de julio de 2016     |
| Ministra de la Mujer y Poblaciones Vulnerables   | Ana María Choquehuanca de Villanueva        | 27 de julio de 2017     |
| Ministra del Ambiente                            | Elsa Patricia Galarza Contreras             | 28 de julio de 2016     |
| Ministro de Cultura                              | Salvador Alejandro Jorge del Solar Labarthe | 5 de diciembre de 2016  |
| Ministra de Justicia y Derechos Humanos          | María Soledad Pérez Tello de Rodríguez      | 28 de julio de 2016     |
| Ministra de Desarrollo e Inclusión Social        | Fiorella Giannina Molinelli Aristondo       | 27 de julio de 2017     |

##### Reacciones
El presidente de la República Pedro Pablo Kuczynski anunció que el domingo 17 de septiembre anunciaría al nuevo gabinete que ocuparía el Consejo de ministros.

Soy respetuoso de la Constitución y la democracia. Procederemos conforme ley
Pedro Pablo Kuczynski @ppkamigo (en Twitter)

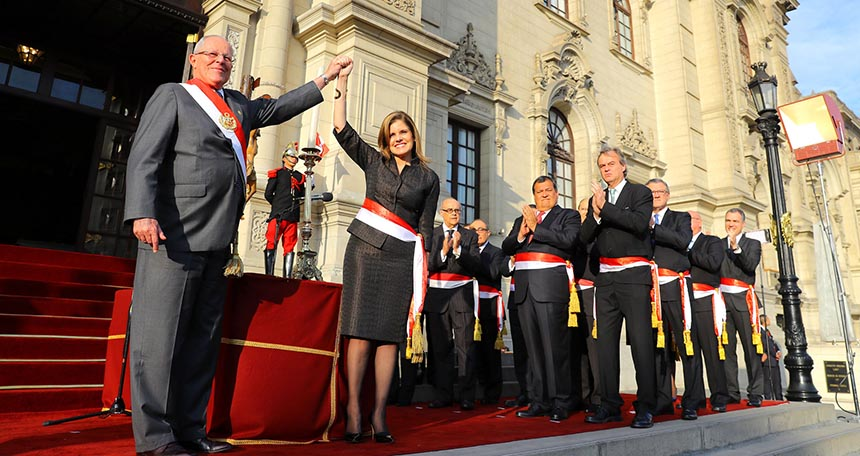
Toma de juramento del segundo gabinete ministerial.

El 17 de septiembre de 2017, la segunda vicepresidenta y congresista Mercedes Aráoz Fernández juramentó como presidenta del Consejo de Ministros del Perú y con ello se anunciaron a cuatro nuevos ministros: Claudia Cooper Fort (Economía), Idel Vexler (Educación), Enrique Mendoza Ramírez (Justicia y Derechos Humanos), Fernando d'Alessio (Salud) y Carlos Bruce (Vivienda).
La nueva jefa del gabinete juramentó con los 18 ministros en una ceremonia realizada en el Patio de Honor de Palacio de Gobierno. El 6 de octubre, se dará el voto de confianza y si este es rechazado por segunda vez, el presidente puede disolver el Congreso y convocar a nuevas elecciones, como dice la Constitución de 1993.
El voto de confianza se atrasó hasta el 12 de octubre iniciándose con las exposiciones del nuevo gabinete liderado por Mercedes Aráoz Fernández y posterior intervención de las diferentes bancadas políticas del Congreso hasta las 00:30 a. m. del día siguiente. Dio como resultado 83 votos a favor y 17 en contra.
| Cargo                                            | Titular                                     | Fecha de juramentación   |
| ------------------------------------------------ | ------------------------------------------- | ------------------------ |
| Presidenta del Consejo de Ministros              | Mercedes Rosalba Aráoz Fernández            | 17 de septiembre de 2017 |
| Ministro de Relaciones Exteriores                | Víctor Ricardo Luna Mendoza                 | 28 de julio de 2016      |
| Ministro de Defensa                              | Jorge Nieto Montesinos                      | 5 de diciembre de 2016   |
| Ministro del Interior                            | Carlos Miguel Ramón Basombrío Iglesias      | 28 de julio de 2016      |
| Ministro de Educación                            | Idel Alfonso Vexler Talledo                 | 17 de septiembre de 2017 |
| Ministro de Salud                                | Fernando d'Alessio Ipinza                   | 17 de septiembre de 2017 |
| Ministro de Trabajo y Promoción del Empleo       | Alfonso Fernando Grados Carraro             | 28 de julio de 2016      |
| Ministro de Agricultura y Riego                  | José Manuel Hernández Calderón              | 28 de julio de 2016      |
| Ministro de la Producción                        | Pedro Carlos Olaechea Álvarez-Calderón      | 25 de mayo de 2017       |
| Ministro de Economía y Finanzas                  | Claudia María Amelia Teresa Cooper Fort     | 17 de septiembre de 2017 |
| Ministro de Comercio Exterior y Turismo          | Eduardo Ferreyros Küppers                   | 28 de julio de 2016      |
| Ministra de Energía y Minas                      | Lucía Cayetana Aljovín Gazzani              | 27 de julio de 2017      |
| Ministro de Transportes y Comunicaciones         | Bruno Giuffra Monteverde                    | 25 de mayo de 2017       |
| Ministro de Vivienda, Construcción y Saneamiento | Carlos Ricardo Bruce Montes de Oca          | 17 de septiembre de 2017 |
| Ministra de la Mujer y Poblaciones Vulnerables   | Ana María Choquehuanca de Villanueva        | 27 de julio de 2017      |
| Ministra del Ambiente                            | Elsa Patricia Galarza Contreras             | 28 de julio de 2016      |
| Ministro de Cultura                              | Salvador Alejandro Jorge del Solar Labarthe | 5 de diciembre de 2016   |
| Ministro de Justicia y Derechos Humanos          | Enrique Javier Mendoza Ramírez              | 17 de septiembre de 2017 |
| Ministra de Desarrollo e Inclusión Social        | Fiorella Giannina Molinelli Aristondo       | 27 de julio de 2017      |

Diversos personajes de la política como los medios de comunicación comunicaron sobre la negación de confianza al primer gabinete; la periodista Rosa María Palacios mandó un mensaje al presidente pidiéndole disolver el Congreso y advirtió que «el fujimorismo ha quedado atrapado», el periodista César Hildebrandt también le mandó un mensaje al mandatario diciéndole que «el país le exige que se enfrente al Congreso fujimorista».
El abogado constitucionalista en una entrevista dijo que el ya ahora expresidente del Consejo de Ministros Fernando Zavala «se está sacrificando por las políticas de Estado», el expresidente del Consejo de Ministros Pedro Cateriano advirtió que «Keiko Fujimori [líder del partido Fuerza Popular] quiere dar un golpe de Estado».

### Segundo período (2017-2018)

#### Primer proceso de vacancia presidencial

##### Causas

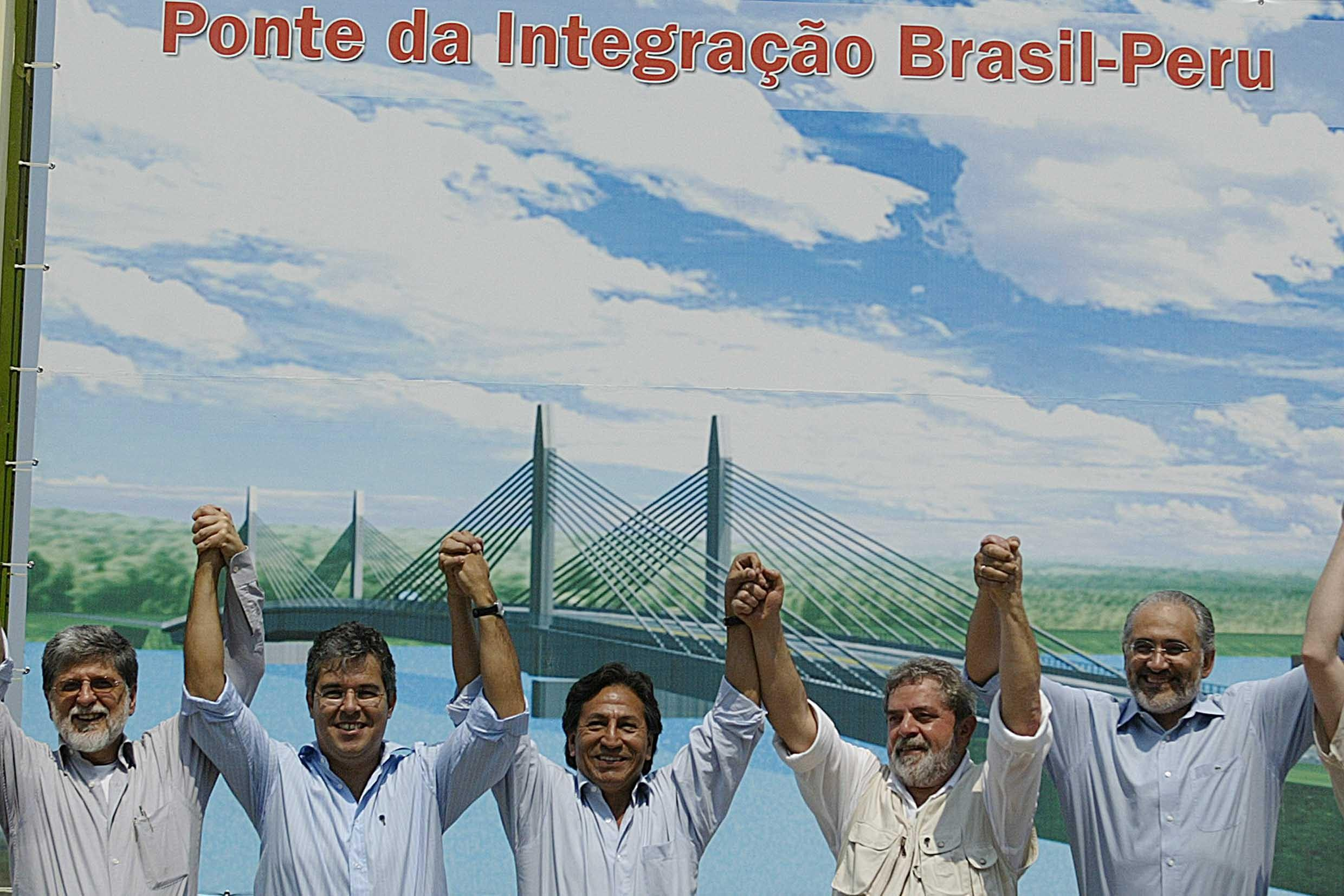
Presidentes y figuras importantes de países americanos durante la fundación del Puente de la Integración de Acre: El tercero a la izquierda es Alejandro Toledo Manrique, presidente del Perú y el de a su lado es Luiz Inácio Lula da Silva, presidente de Brasil. Ambos acusados por casos de corrupción.

En noviembre de 2017, la Comisión Lava Jato del Congreso, presidida por Rosa Bartra y que se dedicaba a investigar las implicaciones en el Perú de la red de corrupción de la organización Odebrecht, recibió una información confidencial de que el presidente Kuczynski había tenido vínculos laborales con dicha empresa, que se remontaban a la época en que fue ministro de Estado entre 2004 y 2006, bajo el gobierno de Alejandro Toledo Manrique, pese a que desde el estallido del caso Odebrecht, Kuczynski lo había negado en varias ocasiones.
La Comisión solicitó entonces a la empresa Odebrecht detalles de su relación con Kuczynski, los mismos que se dieron a conocer públicamente el 13 de diciembre de 2017. Se reveló entonces que Westfield Capital, una empresa de asesoría de banca de inversión, fundada y dirigida por Kuczynski, había realizado siete consultorías para Odebrecht entre noviembre de 2004 y diciembre de 2007 por 782.207 millones de dólares, es decir, coincidiendo con la época en que Kuczynski había sido ministro de Economía (2004-2005) y presidente del Consejo de Ministros (2005-2006). La información revelaba también que otra empresa muy relacionada con Kuczynski, First Capital, constituida por su socio chileno Gerardo Sepúlveda, había realizado igualmente asesorías para Odebrecht entre el 2005 y 2013.
La información resultaba gravemente comprometedora para el presidente, porque los pagos a su empresa personal de consultoría se habían realizado cuando era Ministro de Estado y tratándose de consultorías referidas a obras públicas que la empresa realizaba en el Perú. Lo cual iba contra la norma constitucional que impide a los ministros de Estado administrar negocios particulares en el ejercicio de su función pública (conflicto de intereses). Complicaba aún más el asunto el hecho que esos pagos proviniesen de una empresa como Odebrecht, que ahora se sabe que había pagado coimas para adjudicarse la concesión de obras precisamente bajo el gobierno de Toledo, cuando Kuczynski había sido ministro, una de las cuales fue la construcción de la ruta interoceánica al Brasil. 
Aunque los pagos de Odebrecht a las empresas de consultoría relacionadas con PPK eran legales, hubo quienes especularon que podría haber sido parte de la retribución de la empresa por favorecerla en la buena pro de las obras.

##### Sucesos

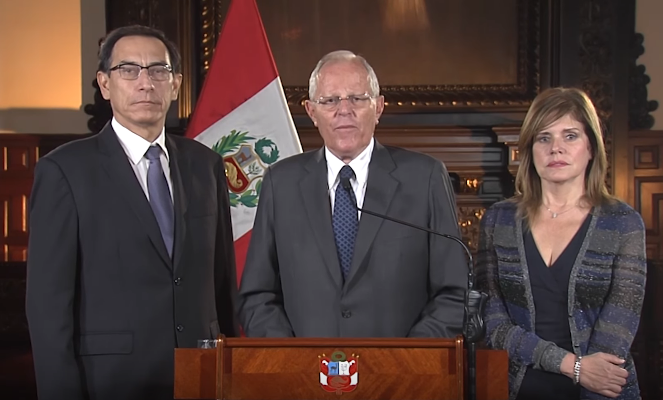
Pedro Pablo Kuczynski al lado de sus vicepresidentes, Martín Vizcarra y Mercedes Aráoz, en mensaje a la Nación previo a la primera sesión de vacancia.

La oposición al gobierno, liderada por Fuerza Popular, exigió la renuncia de Kuczynski y le amenazó con vacarlo de la Presidencia si no lo hacía. Frente Amplio, por su parte, planteó que se procediera directamente a la vacancia.
En la medianoche del 14 de diciembre, Kuczynski, mediante un mensaje a la nación, negó las acusaciones y dijo que no renunciaría a su cargo. «Estoy aquí para decirles: no voy a abdicar ni a mi honor ni a mis valores ni a mis responsabilidades como presidente de todos los peruanos», expresó de entrada.
En su defensa, aseguró no tener ninguna relación con la empresa First Capital, que era propiedad exclusiva de Sepúlveda, y que solo uno de los pagos mencionados tenían que ver con él, el fechado en 2012, cuando ya no era ministro de Estado. En cuanto a Westfield Capital, si bien reconoció que era su empresa unipersonal, afirmó que nunca estuvo bajo su dirección y administración mientras fue ministro de Estado, y que los contratos fechados en esa época los había firmado Sepúlveda, su socio. También señaló que todos los pagos a su empresa eran legales, y que estaban debidamente registrados, facturados y bancarizados.
Las explicaciones de PPK no convencieron a la oposición, y se le achacó de seguir mintiendo, sobre todo en lo referente a que se había desligado de Westfield Capital cuando fue ministro, cuando, según los registros públicos, siempre figuró como director de esa empresa. Aunque PPK argumentó al respecto que había existido una «muralla china», expresión que se usa en los negocios empresariales para referirse cuando el socio o titular no tiene ningún contacto ni recibe información sobre el manejo de la empresa, mientras desempeña un cargo público (pero en el caso de Wesfield Capital, al tratarse de una empresa donde PPK era su único apoderado, no se entiende cómo podría darse esa «muralla china»). Ante la negativa del presidente a renunciar, varias de las bancadas opositoras del Congreso plantearon entonces someter su cargo a la vacancia.
La bancada del izquierdista Frente Amplio presentó la moción para que la solicitud de la vacancia fuera debatida en el pleno del Congreso. Los congresistas de Fuerza Popular, Apra y Alianza para el Progreso se sumaron al pedido y fue así como superaron más de las 26 firmas necesarias para proceder con el trámite. Aprobada la moción, el debate se inició a las 4 y 38 de la tarde del día 15 de diciembre y duró hasta las 10 de la noche.
Los legisladores opositores que introdujeron la moción citaron una incapacidad moral al denunciar que el presidente mintió en las declaraciones que dio sobre sus vínculos con la compañía brasileña.
Los congresistas oficialistas reclamaron que se siguiera el debido proceso, reprochando el hecho de que la oposición procediera con celeridad inusitada y que varios de sus miembros ya hubieran decidido vacar al presidente sin haber escuchado su defensa. También cuestionaron que un solo informe proveniente de Odebrecht fuera considerado prueba suficiente, con lo que se prescindía abiertamente de la investigación que demandaba un caso tan delicado y trascendental.
Según el reglamento, se necesitaba para la admisión del pedido de vacancia el voto del 40% de congresistas hábiles. Como se contabilizaron 118 congresistas presentes, se precisaban solo 48 votos, lo que fue ampliamente rebasado, pues votaron 93 a favor y 17 en contra; estos últimos fueron, en su gran mayoría, los de la bancada oficialista.
Aprobado así el pedido de vacancia, el Congreso acordó que el jueves 21 de diciembre, a las 9 de la mañana, Kuczynski debería presentarse ante el pleno del Congreso para realizar sus descargos; luego se procedería a debate y finalmente se votaría para decidir la vacancia presidencial, necesitándose para esto 87 votos del total de los 130 congresistas.
El día señalado, PPK acudió al Congreso a ejercer su defensa, acompañado de su abogado Alberto Borea Odría. La defensa dio inicio con la alocución del propio presidente, en la que negó haber cometido algún acto de corrupción. Luego vino la defensa de Borea, que tuvo como eje la consideración de que el pedido de vacancia era una exageración pues no se podía acusar a un presidente de la República sin demostrar con pruebas fehacientes su «incapacidad moral permanente», concepto que los congresistas no tenían al parecer muy claro, pues estrictamente el precepto constitucional estaría haciendo alusión a una incapacidad mental. Consideraba que las faltas o delitos imputados debían ventilarse primero en la comisión investigadora, antes de sacar conclusiones apresuradas. Rechazó también que PPK haya mentido reiteradamente sobre su relación con Odebrecht (argumento que los fujimoristas usaban para justificar su incapacidad moral permanente), pues los hechos en cuestión habían ocurrido hacía doce años y no tenía por qué tenerlos presente al detalle.
Terminada la alocución de Borea, se inició el debate congresal que duró catorce horas. La votación por la vacancia se llevó a cabo pasadas las once de la noche, con el siguiente resultado: 78 votos a favor, 19 en contra y 21 abstenciones. Una de las bancadas, la de Nuevo Perú (izquierda), se retiró antes de la votación, pues a decir de sus miembros no querían seguirle el juego al fujimorismo. Como se necesitaban 87 votos para proceder a la vacancia, esta fue desestimada. Toda la bancada de Fuerza Popular votó a favor de la vacancia, con excepción de 10 de sus miembros, encabezados por Kenji Fujimori, que se abstuvieron, y que decidieron así el resultado. Corrió el rumor que este grupo disidente, que luego sería bautizado como los «Avengers», había negociado sus votos con el gobierno a cambio del indulto presidencial a favor de Alberto Fujimori, su líder histórico que se hallaba entonces preso. Ese grupo se separó después de la bancada de Fuerza Popular y encabezados por Kenji anunciaron la formación de un nuevo grupo político, que apoyaría al gobierno.

#### Indulto a Alberto Fujimori

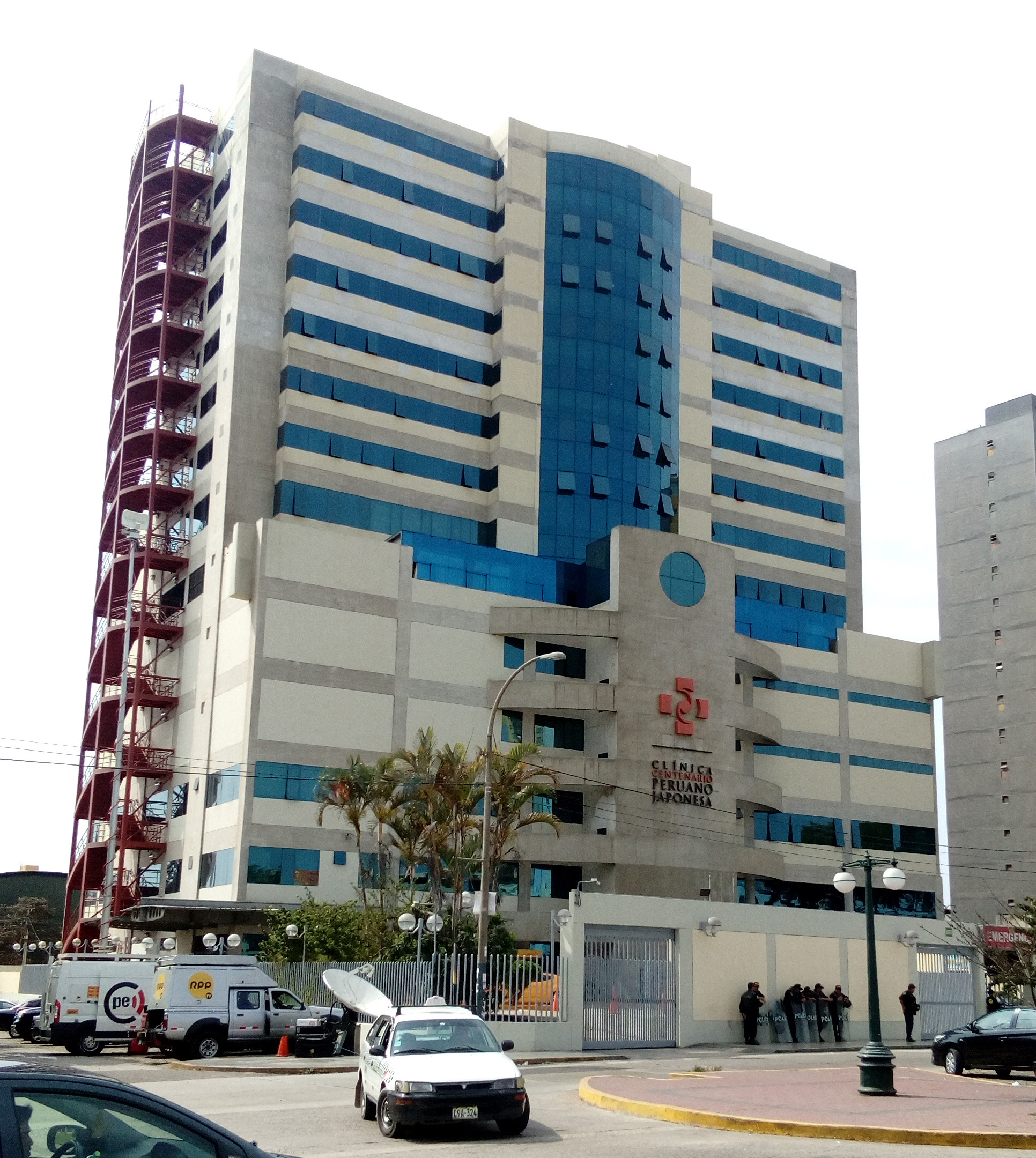
La Clínica Centenario, lugar donde estuvo internado Alberto Fujimori al momento de recibir el indulto.

El 24 de diciembre de 2017, el presidente PPK concedió el indulto humanitario a Alberto Fujimori, que se hallaba preso desde hacía 12 años, con una sentencia de 25 años por delitos de violaciones a los derechos humanos (casos La Cantuta y Barrios Altos). El gobierno aseguró que el indulto se había decidido por razones puramente humanitarias, ante los diversos males físicos que aquejaban al expresidente de la República, confirmados por informes de una junta médica.
Sin embargo, surgió una fuerte sospecha de que el indulto habría sido el resultado de un pacto furtivo del gobierno de PPK con el sector de la bancada fujimorista que se había abstenido durante la votación por la vacancia presidencial y que de esa manera había evitado que se concretara esta. El indulto motivó además la renuncia de los congresistas oficialistas Alberto de Belaúnde, Vicente Zeballos y Gino Costa; del ministro de Cultura Salvador del Solar y del ministro de Defensa Jorge Nieto Montesinos. Ya antes había renunciado el ministro del Interior, Carlos Basombrío Iglesias. Se produjeron además diversas marchas en Lima y el interior del país en protesta contra el indulto.
Alberto Fujimori, que días antes del indulto se había internado en una clínica por complicaciones en su salud, fue dado de alta el 4 de enero de 2018 y así pudo, por primera vez, trasladarse en libertad.
PPK formó un nuevo gabinete ministerial, al que llamó «el Gabinete de la Reconciliación», que según él, debía marcar una nueva etapa en la relación entre el Ejecutivo y el Legislativo. Se mantuvo en la presidencia del Consejo de Ministros a Mercedes Aráoz y se realizaron ocho cambios ministeriales, la renovación más importante en lo que iba del gobierno.

#### Segundo pedido de vacancia presidencial

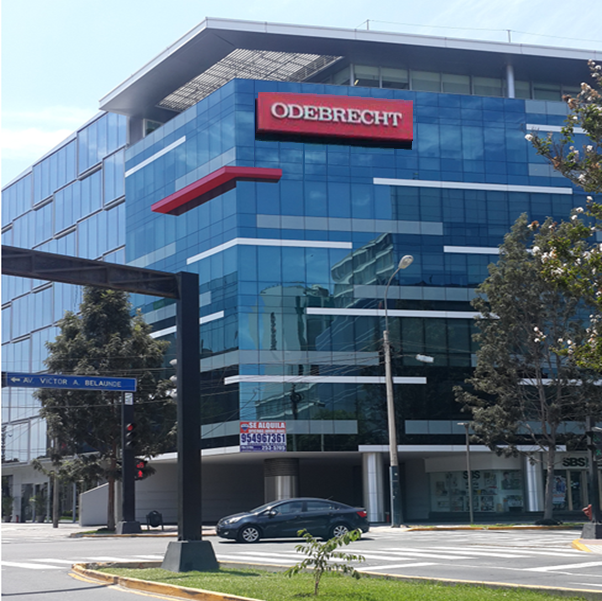
Local de Odebrecht en el distrito financiero de San Isidro, esta empresa ha sido acusada de haber sobornado a los principales líderes políticos del Perú.

Solo días después del primer intento de vacancia presidencial, en enero de 2018, la bancada de Frente Amplio planteó un nuevo pedido de vacancia, teniendo como causal el indulto a Alberto Fujimori, que supuestamente habría sido negociado y otorgado de manera ilegal. Ello no prosperó, ante la falta de apoyo de Fuerza Popular, cuyos votos eran necesarios para llevar adelante una iniciativa como esa. Bajo esa experiencia, las bancadas izquierdistas de Frente Amplio y Nuevo Perú promovieron otra moción de vacancia, concentrándose exclusivamente en el caso Odebrecht, aduciendo que se habrían descubierto nuevos indicios de corrupción y conflicto de intereses de parte de PPK cuando fue ministro de Estado en el gobierno de Alejandro Toledo. Esta vez si lograron el apoyo de Fuerza Popular, así como de otras bancadas como la de Alianza para el Progreso (cuyo vocero, César Villanueva, fue el principal promotor de la iniciativa), reuniendo así los 27 votos mínimamente necesarios para presentar una moción multipartidaria ante el Congreso de la República, lo que se hizo el 8 de marzo de 2018.
El 15 de marzo se sometió a debate la admisión de dicha moción en el pleno del Congreso, siendo el resultado 87 votos a favor, 15 votos en contra y 15 abstenciones. La moción recibió el respaldo de todas las bancadas, a excepción de Peruanos por el Kambio y de congresistas no agrupados, entre ellos, los tres ex oficialistas y el bloque de Kenji Fujimori. La Junta de Portavoces programó el debate del pedido de vacancia presidencial para el jueves 22 de marzo.
Un informe reservado de la Unidad de Inteligencia Financiera (UIF) sobre las movidas de dinero de las cuentas bancarias de PPK, fue remitido al Ministerio Público y a la Comisión Lava Jato del Congreso, pero inexplicablemente se filtró al conocimiento público. Ese documento de 33 páginas revelaba que desde las empresas y consorcios vinculados al Grupo Odebrecht se habían hecho transferencias hacia Westfield Capital, la empresa unipersonal de PPK, por 1.893.841 dólares, es decir, un millón y pico más de lo que se conocía hasta el momento. También se revelaron transferencias hechas a la cuenta del chofer de PPK y a la de Gilbert Violeta, aunque se demostraron que estos eran solo pagos de carácter laboral y de servicios básicos. La filtración de este informe, que se presume fue hecho desde la Comisión Lava Jato presidida por Rosa Bartra, habría sido con la intención de mellar aún más la credibilidad del presidente de la República. Pero el golpe mortal para PPK vino unos días después.

#### Escándalo por los kenjivideos

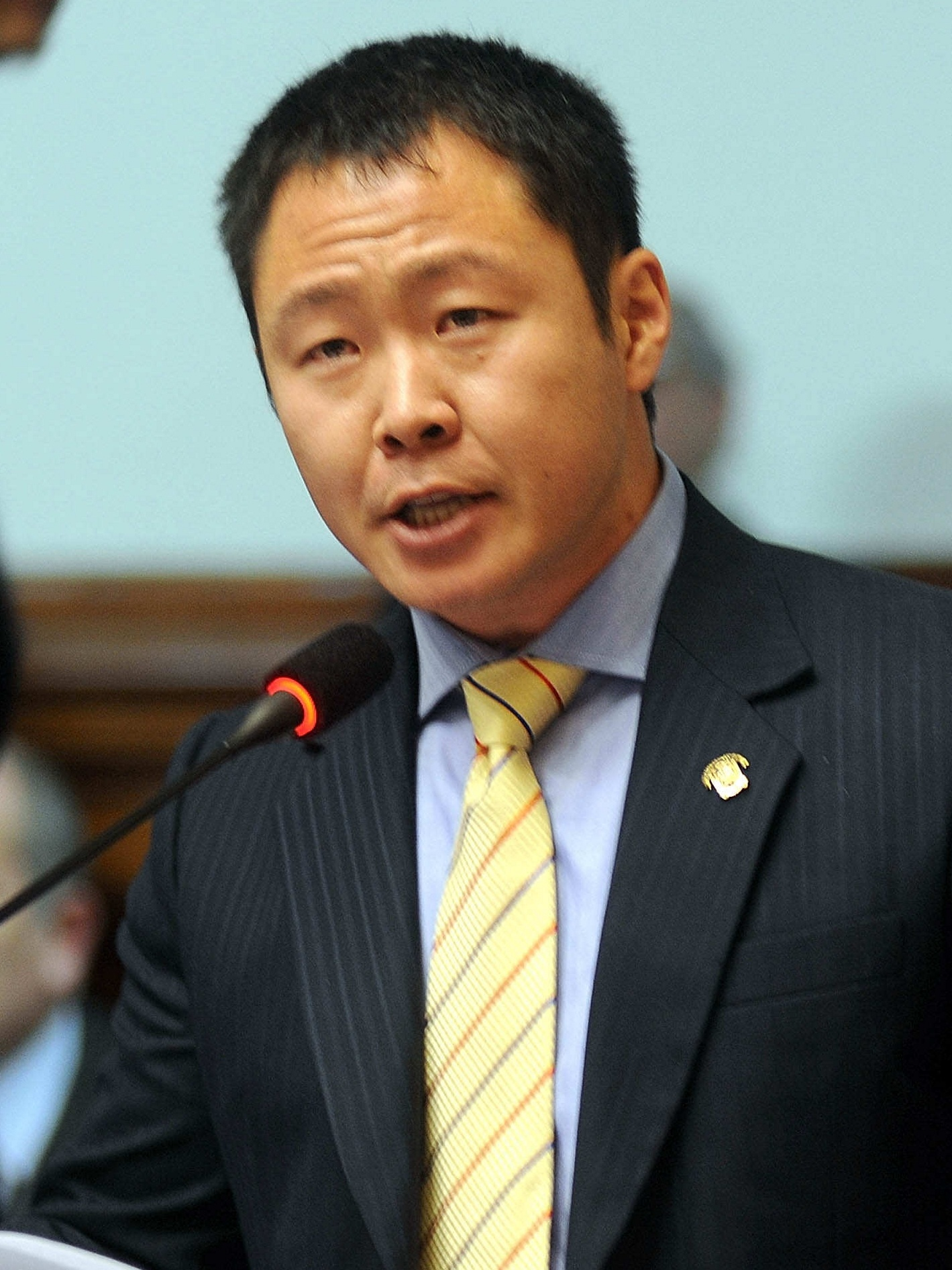
Kenji Fujimori, congresista de la república implicado en los Kenjivideos. Su pleito con su hermana y con su partido por el indulto de su padre afectaron la gestión del Presidente Kuczynski.

El 20 de marzo de 2018, la bancada de Fuerza Popular mostró las pruebas de que el gobierno estaba comprando el apoyo de congresistas para que votaran contra el segundo pedido de vacancia presidencial, un rumor que ya había circulado durante el primer proceso. Se trataba de un conjunto de vídeos donde se observan las conversaciones que habían realizado los legisladores Bienvenido Ramírez y Guillermo Bocángel (de la bancada de Kenji Fujimori) para intentar convencer al congresista Moisés Mamani (de Puno) a no sumarse a apoyar la vacancia presidencial, a cambio de obras para su región. En uno de los videos se ve a Kenji Fujimori en una reunión con Mamani, en la que también se encuentra Bienvenido Ramírez. Este último hace una serie de ofrecimientos al parlamentario puneño para que pudiera agilizar obras y proyectos para su región, a cambio de sumarse a su grupo y apoyar a PPK. En otro video se ve a Bocángel hablando sobre el control administrativo del Congreso, una vez que accedan a la Mesa Directiva. Y en un tercer video, se ve a Alberto Borea Odría, abogado de PPK en el tema de la vacancia, explicando a Mamani sobre aspectos de ese proceso y dándole el número telefónico de un ministro de Estado. Los involucrados en el escándalo, salieron a defenderse, diciendo que era práctica normal que los congresistas recurrieran a los ministros para pedir obras a favor de sus regiones. El congresista Bienvenido dijo incluso que solo había «fanfarroneado». Pero lo que se cuestionaba era el hecho que desde el gobierno se negociaran esas obras con el fin de reorientar la votación de un grupo de congresistas en el tema de la vacancia presidencial, lo que vendría constituir la figura delictiva de tráfico de influencias.
Pocas horas después, los fujimoristas dieron la estocada final, al difundir un conjunto de audios, en los que se escucha al ministro de Transportes y Comunicaciones, Bruno Giuffra ofrecer a Mamani obras a cambio de su voto para evitar la vacancia. La prensa resaltó una frase de Giuffra en la que dice: «compadre, ya sabes cómo es la nuez y qué cosa vas a sacar», presumiblemente haciendo referencia a los beneficios que sacaría Mamani si votaba en contra de la vacancia.
Hasta entonces, se preveía que la votación para lograr la vacancia estaría muy ajustada y que incluso PPK podría nuevamente salir airoso como había ocurrido en el primer proceso. Pero los Kenjivideos determinaron que varios congresistas que hasta entonces habían manifestado su abstención (entre ellos los tres ex oficialistas) se plegaran a favor de la vacancia, y así lo dieron a conocer abiertamente.
Se dice que PPK, al enterarse de los kenjivideos, no le dio mucha importancia y dijo que Kenji Fujimori era el que debía dar las explicaciones al respecto. Pero la difusión del audio entre Mamani y Giuffra fue lo que lo obligó a presentar su renuncia.

#### Renuncia de Pedro Pablo Kuczynski

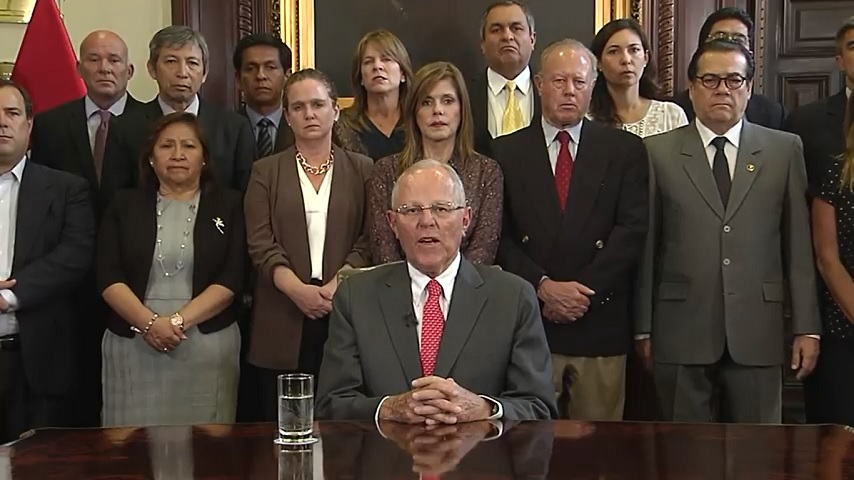
Pedro Pablo Kuczynski anunciando su renuncia al cargo presidencial en su último mensaje a la nación.

Ante el escenario previsible que le aguardaba en el debate programado para el Congreso el día 22, PPK optó por renunciar a la presidencia de la República, enviando la carta respectiva al Congreso, y dando un mensaje televisado a la Nación, que fue transmitido a las dos y cuarenta de la tarde del día 21 de marzo de 2018.

Pienso que lo mejor para el país es que yo renuncie a la presidencia de la República. No quiero ser un escollo para que nuestra nación encuentre la senda de la unidad y la armonía que tanto se necesita y que a mí me negaron. No quiero que la patria ni mi familia sigan sufriendo con la incertidumbre de los últimos tiempos.(...) Habrá una transición constitucionalmente ordenada.
Kuczynski, en su mensaje de renuncia a la presidencia de la República. Lima, 21 de marzo de 2018.

La Junta de Portavoces del Congreso, si bien rechazó los términos de la carta de renuncia de PPK, aduciendo que este no hacía ninguna autocrítica y se victimizaba, aceptó la misma y programó para el día 22 de marzo, a partir las cuatro de la tarde, un debate en el Congreso para evaluar la renuncia. Ese debate se prolongó hasta el día siguiente. Aunque un sector de congresistas de la izquierda sostenía que no se debía aceptar la renuncia de PPK y que el Congreso debía proceder a la vacancia por incapacidad moral, la mayoría de congresistas consideraron que se debía aceptar, para poner de una vez punto final a la crisis. Al hacerse público el texto preliminar de la resolución del Congreso, en el que se le señalaba que el presidente había «traicionado a la patria», PPK anunció que retiraría su carta de renuncia si se mantenía ese calificativo. La Junta de Portavoces decidió entonces omitir esa expresión. La renuncia fue aceptada con 105 votos a favor, 12 en contra y 3 abstenciones. Instantes después se procedió a la juramentación del primer vicepresidente Martín Vizcarra, como nuevo presidente constitucional de la República. Poco después, el flamante gobierno anunció que su primer ministro sería César Villanueva, el mismo que había sido el principal impulsor del segundo pedido de vacancia presidencial contra PPK.

## Gobierno de Martín Vizcarra (2018-2020)

### Tercer período (2018)

#### Escándalo por los CNM Audios

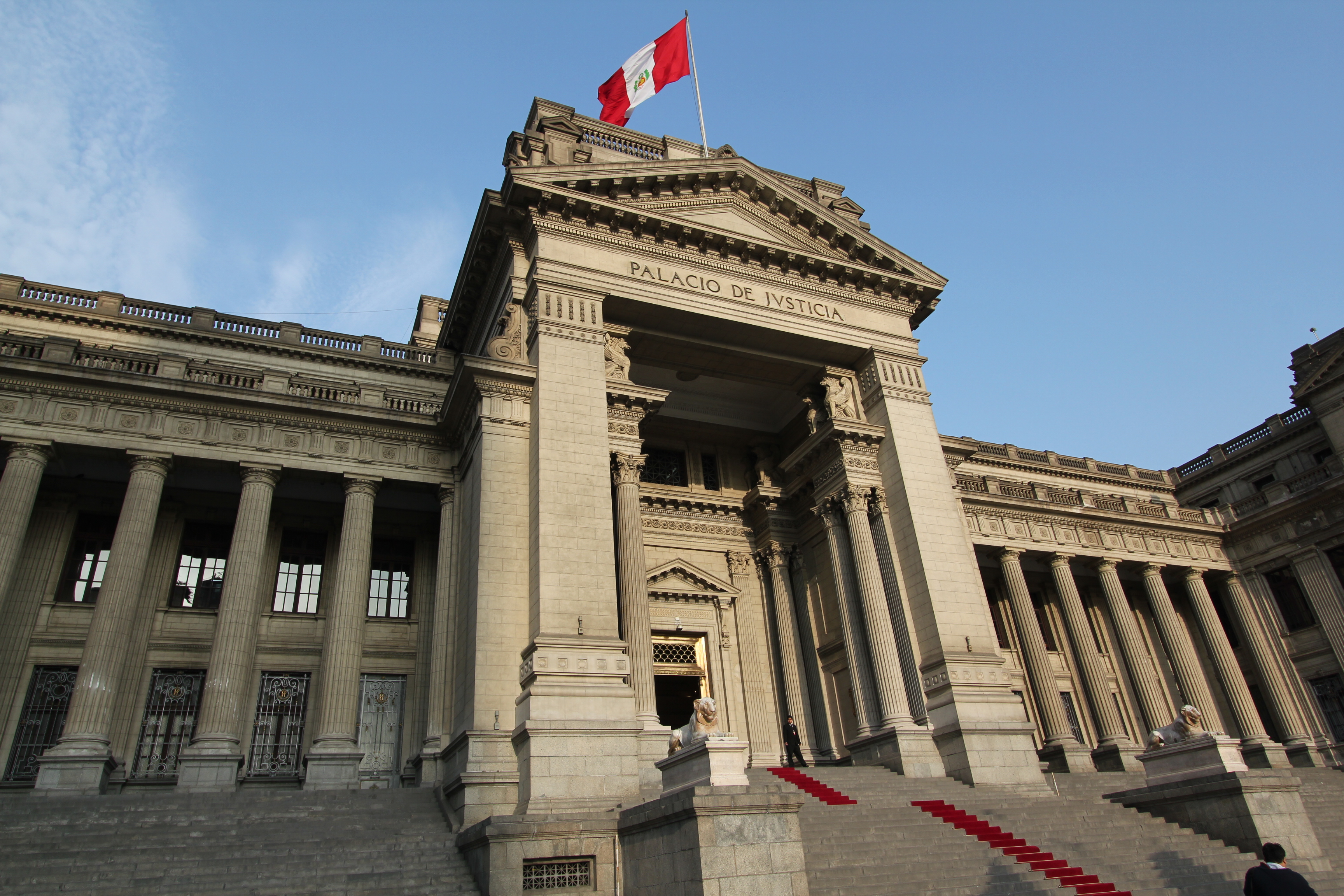
Palacio de Justicia de Lima, sede de la Corte Suprema y símbolo del poder judicial.

El 7 de julio de 2018 el portal IDL-Reporteros liderado por el periodista Gustavo Gorriti difundió una serie de audios a través del programa periodístico Panorama. Se destapó así un grave escándalo de corrupción denominado CNM Audios o caso Corte y Corrupción. Se trata de escuchas telefónicas en los que se revelan supuestos actos de corrupción y tráfico de influencias que involucraban directamente a jueces y miembros del Consejo Nacional de la Magistratura (CNM). En los audios se escucha a César José Hinostroza Pariachi (juez supremo), a Iván Noguera Ramos (consejero), a Julio Gutiérrez (consejero) y a Walter Ríos (presidente de la Corte Superior del Callao), negociando y utilizando su influencia personal en ámbitos de gobierno, a través de conexiones con personas, y con el fin de obtener favores y tratamiento preferencial. Estos polémicos audios habían sido filtrados por los periodistas de una investigación aprobada por la fiscal Rocío Sánchez Saavedra para interceptar las llamadas telefónicas de números incautados por la policía a una organización criminal dedicada al tráfico de drogas (Las castañuelas de Richport), que operaba en el puerto del Callao. Esos números telefónicos pertenecían a los abogados de dicha organización que se contactaban con las autoridades judiciales, y fue así, de esa manera accidental, como se destapó el escándalo que ha llevado a la crisis a todo el sistema judicial del Perú.
El 11 de julio de 2018, el presidente Vizcarra anunció la creación de una comisión para reformar el Poder Judicial (presidida por Allan Wagner Tizón) y ese mismo día el Presidente de la Corte Suprema de Justicia Duberlí Rodríguez anuncio una crisis en el sistema judicial. De otro lado, el fiscal supremo de Control Interno, Víctor Raúl Rodríguez Monteza, dio un plazo de tres días a IDL-Reporteros y al programa Panorama para entregar los audios y sus fuentes. Sin embargo, esto no se concretó debido a que las escuchas telefónicas contenidas en esos audios se habían dado de manera legal, y porque los periodistas no están obligados a revelar sus fuentes por su derecho a la confidencialidad. En los días siguientes se dieron a conocer más audios que involucraban a personajes de todos los ámbitos, no solo de la política.
El 13 de julio de 2018, el Ministro de Justicia y Derechos Humanos del Perú Salvador Heresi presentó su carta de renuncia debido a que en uno de esos audios se le escucha conversando con el controvertido juez César Hinostroza. En su reemplazo fue nombrado el abogado y congresista Vicente Zeballos Salinas, que había sido miembro de la bancada parlamentaria de PPK.
Ante la crisis institucional en el Poder Judicial, Duberlí Rodríguez renunció a la presidencia de la Corte Suprema de Justicia el 19 de julio del 2018. Al día siguiente fue designado para presidir la Primera Sala de Derecho Constitucional y Social Transitoria de la Corte Suprema de Justicia de la República.
El 20 de julio de 2018, a raíz de la renuncia del presidente de la Corte Suprema Duberlí Rodríguez como consecuencia del escándalo de CNM Audios, Francisco Távara Córdova, en su calidad de vocal supremo decano, asumió interinamente la presidencia de dicha institución.

##### Juramentación de Pedro Chávarry como Fiscal de la Nación

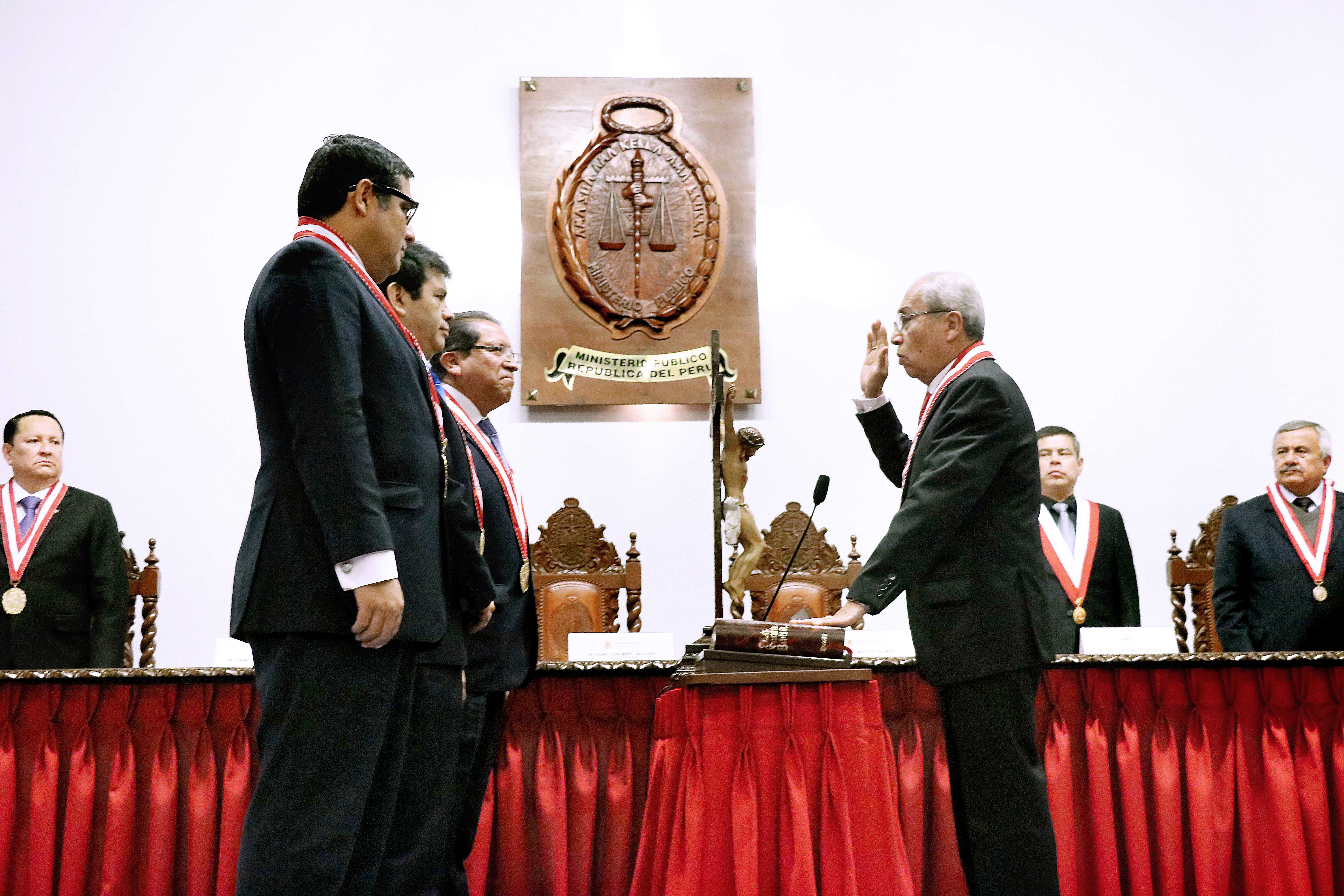
La juramentación de Pedro Chávarry como nuevo fiscal de la Nación estuvo marcada por cuestionamientos debido a las afinidades políticas que poseía.

El 7 de junio de 2018 el abogado Pedro Chávarry fue elegido por Junta de Fiscales Supremos del Ministerio Público como Fiscal de la Nación para el periodo 2018-2021. El 3 de julio el Consejo Nacional de la Magistratura (CNM) lo ratificó por unanimidad como fiscal supremo. Doce días después (El 19 de julio de 2018) se difundió un audio entre el juez César Hinostroza y el electo fiscal de la Nación, Pedro Chávarry, lo cual causó protestas masivas a nivel nacional para pedir su renuncia, sin embargo el 20 de julio de 2018 juramentó como Fiscal de la Nación. Pese a estar involucrado en dicho escándalo de corrupción el fiscal Chávarry se negó a renunciar a su puesto.

##### Roces entre Ejecutivo y Legislativo por el asunto del juez Hinostroza
Hubo también roces entre el Ejecutivo y el Legislativo, por el asunto del juez Hinostroza y el fiscal Chávarry. Los voceros del gobierno, así como las demás bancadas del Congreso, acusaron a la bancada fujimorista de «blindar» a Hinostroza, debido a que no agilizaban su destitución e inhabilitación como juez supremo, algo que la opinión pública demandaba. También hubo la impresión de que el fiscal de la Nación Pedro Chávarry (que ya desde agosto de 2018 fue incluido en un informe de la fiscalía del Callao como parte integrante de Los Cuellos Blancos del Puerto), recibía el respaldo del fujimorismo en el Congreso.
El tema de Hinostroza pasó por la Comisión Permanente del Congreso, donde, si bien hubo votación favorable para su destitución e inhabilitación por diez años, no ocurrió lo mismo en la votación para denunciarlo como cabecilla de una organización criminal. Los 18 congresistas fujimoristas integrantes de la Comisión (que constituían una mayoría frente al resto de 8 congresistas integrantes de otras fuerzas políticas) votaron en contra y según algunos analistas fue una manera de «blindar» al juez para que no respondiera ante la Fiscalía. Ellos fueron: Leyla Chihuán, Segundo Tapia, Yeni Vilcatoma, Percy Alcalá Mateo, Alejandra Aramayo, Tamar Arimborgo, Rosa Bartra, Karina Beteta, Úrsula Letona, Milagros Salazar, Freddy Sarmiento, César Segura, Milagros Takayama, Miguel Castro Grández, Nelly Cuadros, Carlos Domínguez, Mártires Lizana y Mario Mantilla (28 de septiembre de 2018). Unas entregas del chat La Botica revelaron precisamente la manera en que los congresistas fujimoristas se ponían de acuerdo para hacer dicho blindaje.
El pretendido «blindaje» al juez Hinostroza causó indignación en la ciudadanía y los congresistas fujimoristas fueron blanco de las críticas. Hubo presión para que se rectificaran en la votación a realizarse en el pleno del Congreso. Efectivamente, el 5 de octubre de 2018, el Congreso en pleno, luego de escuchar la defensa del mismo Hinostroza, aprobó destituirlo e inhabilitarlo de toda función pública por 10 años, así como acusarlo de cuatro delitos: patrocinio ilegal, tráfico de influencias, negociación incompatible y pertenencia a una organización criminal. La votación fue unánime. También los miembros del CNM fueron destituidos y acusados de diversos cargos, aunque no el de pertenecer a una organización criminal.
En cuanto al fiscal Chávarry, siguió aferrándose a su cargo de Fiscal de la Nación, aduciendo que el Ministerio Público era un ente autónomo; incluso, al ser criticado por el mismo presidente Vizcarra, le amenazó con investigarlo y hacer tramitar las 46 denuncias que tenía (43 de ellas cuando fue gobernador de Moquegua).
El congresista oficialista Juan Sheput presentó ante al Comisión de Acusaciones Constitucionales del Congreso un informe contra el fiscal Chávarry, recomendando su destitución e inhabilitación por diez años. El informe fue rechazado por una mayoría conformada por fujimoristas y apristas. Se justificó esa decisión arguyendo que el informe mostraba falencias (11 de octubre de 2018). También se rechazó un pedido para suspender e inhabilitar al congresista fujimorista Héctor Becerril, involucrado en algunos audios.

##### La fuga de César Hinostroza y la DIGIMIN

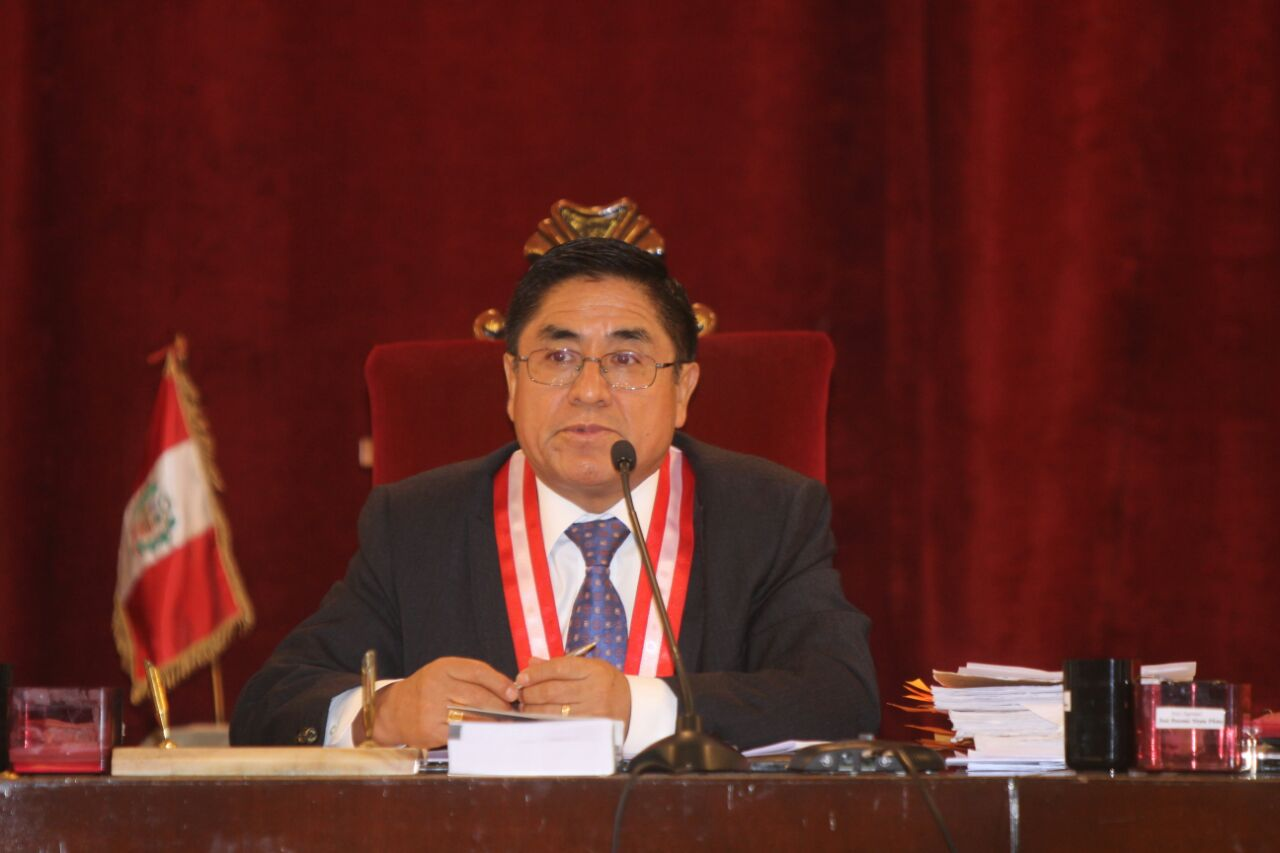
César Hinostroza, implicado en el caso de los CNM Audios. Logra fugarse por la frontera hacia Europa, fue detenido temporalmente por las autoridades españolas pero luego es liberado, actualmente se encuentra prófugo de la justicia con orden de captura internacional tras aprobarse su extradición al Perú

El destituido juez Hinostroza, al cual le pesaba una orden de impedimento de salida del país desde el 13 de julio por los supuestos delitos de cohecho pasivo y cohecho activo, por un plazo de cuatro meses. Saldría del país de manera ilegal, violando la ley y saliendo de manera clandestina por el norte del país, el 7 de octubre en horas de la madrugada. Diez días después (17 de octubre), la información se conocería públicamente, tras lo cual el ministro del Interior Mauro Medina, presentaría su renuncia, tras ser señalado por la clase política como uno de los responsables de la huida del sindicado cabecilla de la organización «Los Cuellos Blancos del Puerto». Al día siguiente ocurriría la remoción de José Abanto de la Oficialía Mayor, por la demora en el envío a la Fiscalía del expediente acusatorio contra el juez César Hinostroza, designandose a Gianmarco Paz Mendoza en su reemplazo. El responsable directo de quitar la vigilancia y el seguimiento de las camáras del destituido juez, el jefe de búsqueda de la Dirección General de Inteligencia del Ministerio del Interior (DIGIMIN), el coronel PNP Martín Gonzales Sánchez alias "Conejo", no fue removido del cargo y permaneció en él durante gobiernos subsecuentes, incluido el del presidente Francisco Sagasti. De hecho, y de manera incomprensible, solo se le sancionó por una infracción leve que prescribió en el mismo momento en la que se firmó.
Tres años después, el día 28 de febrero del año 2021, el programa periodístico de investigación "Panorama" reveló que, el día de la fuga de Hinostroza, este fue escoltado en su recorrido vía terrestre a Tumbes (cuando ya la DIGIMIN había retirado la vigilancia inexplicablemente) por otro automóvil, quien según un testigo acogido a la colaboración eficaz era conducido por el policía y miembro de la DIGIMIN Manuel "Max" Arellanos, quien estuvo a cargo de los seguimientos y vigilancia de los involucrados del caso "Cuellos Blancos". Se confirmó unas semanas antes de la emisión del reportaje que, durante inicios del año 2018 y pocas semanas antes de la difusión del primero de los CNM Audios por parte de IDL-Reporteros, el entonces presidente Vizcarra se había reunido clandestinamente en su departamento de San Isidro con las fiscales encargadas del caso y el mencionado policía Arellanos.

#### Situación de Fuerza Popular

##### Anulación del indulto a Alberto Fujimori
El 3 de octubre el Poder Judicial dictó órdenes de ubicación y captura contra el expresidente Alberto Fujimori. Sus abogados tuvieron 5 días (desde el 4 de octubre) para sustentar un recurso de apelación. El 9 de octubre, se rechazó la apelación que presentaron sus abogados. Seguidamente, el juez ordenó ubicarlo y capturarlo, a fin de que sea reingresado a prisión.

Quiero decirle hoy a las autoridades y a los políticos que, porque ya no tengo fuerza para resistirlo.(...) Quiero pedirle al presidente de la República, a los miembros del Poder Judicial una sola cosa: por favor, no me maten. Si regreso a prisión, mi corazón no lo va a soportar, está demasiado débil para poder a pasar por lo mismo. No me condenen a muerte, ya no doy más.
Fujimori, en la clínica Centenario, donde se encontraba internado, el 5 de octubre de 2018.

En consecuencia de la anulación del indulto, los legisladores a fines del fujimorismo, aprobarían una serie de reformas entre ellas se destacan:
- Una que valida la reelección inmediata de los diputados.
- Reinstala dos cámaras en el Congreso e indica que sus miembros se llamarán parlamentarios.
- Elimina el mecanismo de cuestión de confianza que permite al presidente cerrar el Congreso.
- Quita la obligación de los legisladores de presentar una declaración de sus bienes patrimoniales.
- Excluye los principios de conducta intachable y paridad.
- Rechaza el criterio de representación de la población indígena.[147]

El 23 de enero de 2019 Alberto Fujimori fue trasladado nuevamente al penal Barbadillo, en el distrito de Ate, lugar en el que estuvo internado del 2007 al 2017 cumpliendo su condena antes de ser indultado. El expresidente recibió el alta de la Clínica Centenario luego de que una junta médica del Instituto de Medicina Legal lo evaluara y determinara que se hallaba estable y que podía recibir tratamiento para sus dolencias.

##### Detención preventiva de Keiko Fujimori
El 10 de octubre, en la Fiscalía del Perú, el juez Richard Concepción Carhuancho, ordenó una detención preliminar a Keiko Fujimori, por 10 días en su contra, por los supuestos aportes ilícitos a la campaña del 2011 provenientes de la empresa Odebrecht.

La Fiscalía no cita ninguna prueba en la resolución judicial. A una persona se le dicta detención preliminar cuando hay un riesgo fundado, o una sospecha fundada, de un peligro procesal. ¿Cuál es el peligro si estamos acudiendo puntal y voluntariamente a la Fiscalía? ¿Cuál es el riesgo de fuga?
Defensa de Keiko Fujimori al momento de la detención.

 El 17 de octubre tras una apelación recuperó su libertad, junto a otros cinco detenidos, al no encontrar pruebas factibles de su responsabilidad.
Sin embargo, a los pocos días, el fiscal José Domingo Pérez formalizó la investigación preparatoria y solicitó 36 meses de prisión preventiva para Keiko Fujimori y otras once personas involucradas por presunto lavado de activos. El fiscal Pérez dio una serie de argumentos para sustentar que en el seno de Fuerza Popular se había constituido una organización criminal, y que había un serio peligro de que Keiko, estando en libertad, obstaculizara la labor judicial, debido a las influencias políticas con que contaba. Las audiencias duraron varios días y fueron trasmitidas por televisión, generando gran audiencia. El pedido del fiscal fue aprobado el 31 de octubre por el juez Concepción quien alegó los antecedentes de obstaculización y entorpecimiento del proceso orquestados por Fujimori, los miembros de su bancada en el Congreso y personajes afines a esta en el aparato judicial. Tras la lectura del auto fue trasladada a la carceleta del Palacio de Justicia y el día siguiente, 1 de noviembre, al establecimiento penitenciario Anexo Mujeres de Chorrillos. Un pedido de apelación que hizo Keiko para que se le revocara la prisión preventiva, fue rechazado por la sala de apelaciones, en enero de 2019. Los otros once inculpados en el caso Cócteles tuvieron diversos fallos.

##### Crisis de Fuerza Popular
La situación de Keiko Fujimori, implicada seriamente en el caso Odebrecht por supuestamente haber recibido dinero ilícito para sus campañas electorales del 2011 y 2016, llevó a su partido Fuerza Popular a una crisis interna. Durante las audiencias judiciales para sustentar el pedido de prisión preventiva contra Keiko, el fiscal José Domingo Pérez dio una serie de argumentos para sustentar que en el seno del partido se había constituido una organización criminal. IDL-Reporteros publicó una serie de conversaciones privadas provenientes del chat La Botica, grupo de Telegram conformado por congresistas y dirigentes de Fuerza Popular, donde se lee a miembros de la bancada fujimorista ponerse de acuerdo para desprestigiar al fiscal José Domingo Pérez, encargado de la investigación por lavado de activos contra Keiko Fujimori y Fuerza Popular. Se sabe que dicho material fue proporcionado por uno de los testigos protegidos de la fiscalía (el congresista Rolando Reátegui). En las encuestas de opinión pública, se refleja claramente el rechazo de la ciudadanía al accionar de los fujimoristas en el Congreso, lo que contrasta con el respaldo que tiene el presidente Vizcarra.
El congresista Francesco Petrozzi renunció a la bancada de Fuerza Popular. El presidente del Congreso, Daniel Salaverry, pidió licencia a su partido, pues consideraba que su alta investidura le obligaba a mantenerse al margen de la política partidaria. Se reveló que el congresista Rolando Reátegui de Fuerza Popular era uno de los testigos de la fiscalía en el caso Keiko Fujimori; decisión que tomó Reátegui, según él, al verse abandonado por la dirigencia de su partido, luego que fuera involucrado en la captación de «aportantes fantasmas» para la campaña de Keiko del 2011. José Chlimper Ackerman renunció a la secretaría general de Fuerza Popular, luego de que el gerente de RPP revelara al fiscal Pérez haber recibido de manos de Chlimper, 200 000 dólares en efectivo como pago de un contrato de publicidad en el 2011 (lo que sería un indicio de lavado de activos). Se anunció la reestructuración general del partido, nombrándose un Comité de Emergencia encabezado por el congresista Miguel Torres.
El 28 de noviembre de 2018, la congresista de Fuerza Popular Úrsula Letona renunció a su bancada, aduciendo que no quería ser dividir a la misma, a raíz de un enfrentamiento que tuvo con su colega Yeni Vilcatoma, que lo acusó de bloquear una propuesta para investigar, en la Comisión de Fiscalización, supuestas irregularidades detectadas en Prom-Perú.
A principios del 2019, cuatro congresistas de Fuerza Popular renunciaron a su partido, tras la anunciada moción de censura contra el presidente del Congreso Salaverry. Ellos fueron: Miguel Castro, Rolando Reátegui, Yesenia Ponce y Glider Ushñahua. También Salaverry, quien en una sesión del pleno fue calificado de «traidor», oficializó su renuncia al partido. El 18 de enero de 2019, otro congresista de Fuerza Popular, Israel Lazo, presentó su renuncia irrevocable. En junio de 2019, ocurrieron otras dos bajas: Nelly Cuadros y Francisco Villavicencio. De 73 congresistas que tuvo al principio, la bancada de Fuerza Popular quedó reducida a 53.
De otro lado, dos congresistas de Fuerza Popular fueron suspendidos por 120 días sin goce de haber, por haber sido denunciados por tocamientos indebidos. Ellos fueronː Moisés Mamani, acusado por una aeromoza de la aerolínea Latam; y Luis López Vilela, acusado por la congresista Paloma Noceda. El Poder Judicial pidió al Congreso el levantamiento de la inmunidad a Mamani para procesarlo, lo que fue aprobado por el pleno del Congreso el 8 de marzo de 2019.
El 26 de febrero de 2019, el congresista Héctor Becerril, antiguo vocero de la bancada fujimorista, solicitó licencia temporal a su bancada al verse involucrado en un presunto cobro de sobornos para intervenir a favor de una empresa en una licitación en Lambayeque, en la que también se hallan implicados sus hermanos. Ha sido denunciado ante la Comisión de Ética y la Subcomisión de Acusaciones Constitucionales del Congreso, denuncias que están pendientes por resolver.

#### Referéndum constitucional

##### Debate en el Congreso
Transcurrido más de un mes del anuncio presidencial del 28 de julio de 2018, el Congreso no daba señales de avanzar en el debate de los proyectos de reforma constitucional. Cuando por fin el 14 de septiembre se sometió en la Comisión de Justicia la aprobación del dictamen sobre la reforma del CNM, ella se frustró por la abstención de los representantes de Fuerza Popular. La fujimorista Úrsula Letona, miembro de la Comisión de Justicia, calificó el dictamen propuesto como un «mamarracho». Esto fue lo que colmó la paciencia del Ejecutivo. En la noche del domingo 16 de septiembre, Vizcarra dio un mensaje a la Nación televisado, en el que anunció que plantearía cuestión de confianza, en vista de la demora del Congreso en aprobar los proyectos de reforma constitucional. Para tal efecto, dio una resolución suprema al día siguiente, convocando a una sesión extraordinaria del Congreso para el miércoles 19 de septiembre, en la que se presentaría el primer ministro para sustentar la cuestión de confianza. Según la interpretación del Ejecutivo, si se negaba la confianza al Consejo de Ministros se trataría de la segunda negativa pues la primera había ocurrido con el gabinete Zavala el año anterior, y por ende, el Ejecutivo podría disolver el Congreso y convocar a nuevas elecciones parlamentarias, tal como lo establece el artículo 134 de la Constitución.
Los voceros de Fuerza Popular dijeron que no era cierto que estaban dilatando u obstruyendo el debate de los proyectos de reforma, y que en realidad lo tenían ya todo programado. Como para dar prueba de ello, el día lunes 17 la Comisión de Justicia aprobó el primer dictamen, sobre la reforma del CNM, que fue discutido y aprobado al día siguiente en el pleno del Congreso. Se cambió el nombre del CNM, que pasó a llamarse Junta Nacional de Justicia.
El 19 de septiembre, el primer ministro César Villanueva se presentó ante el Congreso en pleno para sustentar la cuestión de confianza. Villanueva anunció que el gobierno no aceptaría una aprobación parcial de los proyectos de reforma constitucional, sino de todos en general. Luego de un debate de varias horas, se aprobó la confianza solicitada por el gobierno, con 82 votos a favor, 22 en contra y 14 abstenciones. Quedó establecido el 5 de octubre como el plazo máximo para que el Congreso aprobase todos los proyectos de reforma constitucional.
La comisión de Constitución del Congreso apresuró el debate y la aprobación de los tres dictámenes restantes. El 26 de septiembre, el Congreso en pleno aprobó la reforma sobre el financiamiento de los partidos políticos. Y finalmente, el 3 de octubre, se aprobaron las dos reformas restantes: sobre el retorno de la bicameralidad y la no reelección parlamentaria. En cuanto a la primera, se acordó que el nuevo congreso bicameral se denominaría Parlamento Nacional, y que constaría de 130 diputados y 50 senadores (es decir, se aumentaría el número de parlamentarios de 130 a 180). En la madrugada del día 4, el Congreso acordó por votación abrumadora que las autógrafas de las cuatro reformas constitucionales planteadas por el Ejecutivo fuesen remitidas a la Presidencia de la República para que continuaran su trámite y pudieran someterse a referéndum.

##### Promulgación del decreto para el referéndum
El 9 de octubre de 2018, Vizcarra promulgó el decreto para someter a consulta popular los cuatro proyectos de reforma constitucional, mediante un referéndum, que fue fijado para el 9 de diciembre del mismo año. Sin embargo, se mostró en desacuerdo con la cuarta consulta, sobre la bicameralidad, pues según su opinión, el Congreso había desnaturalizado el proyecto original, modificando los aspectos sobre paridad entre hombres y mujeres en las listas de candidatos para diputados y senadores, e incluyendo modificaciones a la cuestión de confianza para restar de prerrogativas al Ejecutivo.

##### Votaciones
El 9 de diciembre de 2018 se realizó el referéndum por las reformas constitucionales y la segunda vuelta de las elecciones regionales en 15 regiones.
Las cuatro preguntas claves del referéndum obtuvieron los siguientes resultados, al 95,76% de actas contabilizadas:

1. ¿Aprueba la reforma constitucional sobre la conformación y funciones de la Junta Nacional de Justicia (antes Consejo Nacional de la Magistratura)?

Sí: 78,49%
No: 12,14%
Blanco: 3,91%
Nulo: 5,46%
2. ¿Aprueba la reforma constitucional que regula el financiamiento de las organizaciones políticas?
Sí: 78,14%
No: 12,90%
Blanco: 4,13%
Nulo: 4,83%
3. ¿Aprueba la reforma constitucional que prohíbe la reelección inmediata de parlamentarios de la República?
Sí: 77,77%
No: 12,81%
Blanco: 4,41%
Nulo: 5,01%
4. ¿Aprueba la reforma constitucional que establece la bicameralidad en el Congreso de la República?
Sí: 8,33%
No: 79,73%
Blanco: 5,75%
Nulo: 6,19%

Las tres primeras preguntas obtuvieron pues, un abrumador apoyo, mientras que la última, referida a la creación de un Congreso Bicameral, fue rechazada mayoritariamente, todo lo cual se interpretó como un triunfo del gobierno. En la noche del 12 de diciembre, el presidente Vizcarra dio un mensaje televisado a la Nación, que duró treinta minutos. Hizo un balance del resultado del referéndum y dijo ya tener en manos el proyecto de ley orgánica para la implementación de la Junta Nacional de Justicia, (redactado por la Comisión de Reforma Judicial y aprobado en el Consejo de Ministros), que sería remitido al Congreso para su debate y aprobación. Exhortó al Congreso para agilizar la reforma judicial, así como la aprobación de siete proyectos de ley complementarios que estaban en compás de espera en las Comisiones del Congreso. Anunció también la creación de una comisión de alto nivel cuya finalidad sería presentar al Congreso de la República propuestas para la reforma política, que se sumaría así a la reforma judicial. Hizo finalmente un recuento de su gestión por sectores. El presidente del Congreso Daniel Salaverry anunció que la legislatura se extendería hasta el 30 de enero de 2019 para atender los casos pendientes, entre ellas la implementación de la reforma judicial.

#### El asilo político de Alan García
El 15 de noviembre de 2018, Alan García acudió a una cita con la fiscalía de lavado de activos, como parte de una interrogación, llevada a cabo por, parte del fiscal José Domingo Pérez debido a irregularidades en los pagos por conferencias del expresidente, financiadas con dinero procedente de la Caja 2 de la división de operaciones estructuradas de la empresa Odebrecht, ante esto la fiscalía dictó orden de impedimento de salida del país por 18 meses para García, a pesar de que en un primer momento dijo estar a disposición de la justicia, esa misma noche acudió a la casa de Carlos Alejandro Barros, embajador de Uruguay, en donde permaneció hasta el 3 de diciembre de 2018, cuando Tabaré Vázquez, presidente de dicho país, anunció el rechazo al pedido de asilo de Alan García, al considerar que en el Perú funcionaban los tres poderes del Estado con libertad y sin persecución política.

### Cuarto período (2018-2019)

#### Caso Odebrecht

##### Destitución de los fiscales Rafael Vela y José Domingo Pérez

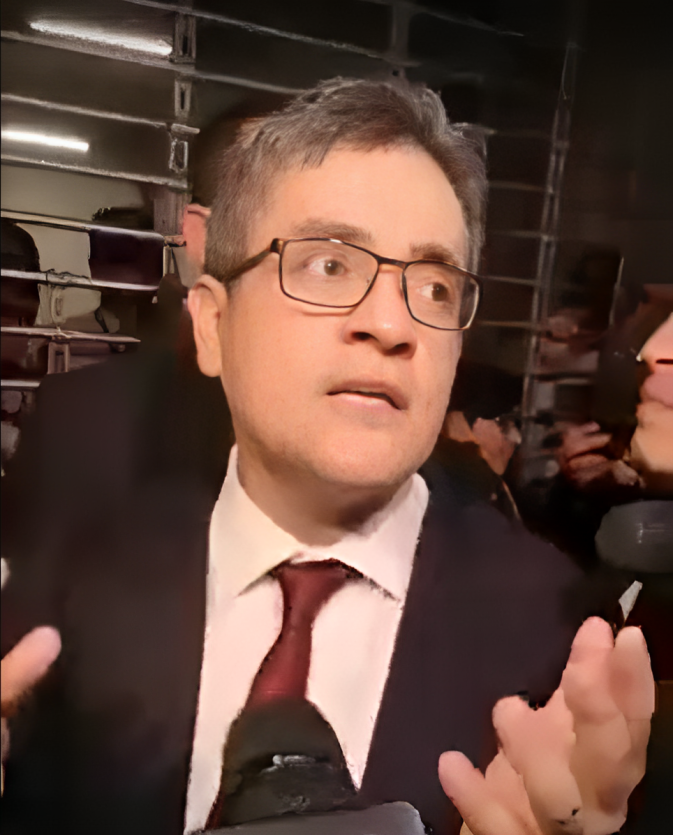
José Domingo Pérez, Fiscal Provincial que investiga el Caso Odebrecht en Perú. Abrió procesos a diversos Líderes Políticos y Empresarios del País.

El 31 de diciembre de 2018 cuando el fiscal de la Nación Pedro Chávarry removió a los fiscales Rafael Vela Barba y José Domingo Pérez del Caso Odebrecht en Perú y en su reemplazo nombró a los fiscales Frank Almanza Altamirano y Marcial Eloy Paucar, respectivamente. Este hecho provocó múltiples protestas a nivel nacional lideradas por el antifujimorismo. En conferencia de prensa, convocada para el cierre del 2018, Pedro Chávarry dijo que tomó dicha decisión, ya que los fiscales en cuestión, quienes tuvieron a su cargo importantes investigaciones, habían «afectado la institucionalidad del Ministerio Público» con sus comentarios a través de diferentes medios de comunicación. 
El presidente Martín Vizcarra, que se encontraba en Brasil para la toma de mando de Jair Bolsonaro, cuestionó la decisión de Chávarry y regresó de inmediato al Perú. El 2 de enero de 2019, Vizcarra presentó ante el Congreso un proyecto de ley que declaraba en emergencia el Ministerio Público, ese mismo día Pedro Chávarry ante las masivas protestas en su contra decidió reincorporar a Rafael Vela Barba y a José Domingo Pérez en el caso Lava Jato. Sin embargo se abstuvo a renunciar.

##### Renuncia de Pedro Chávarry

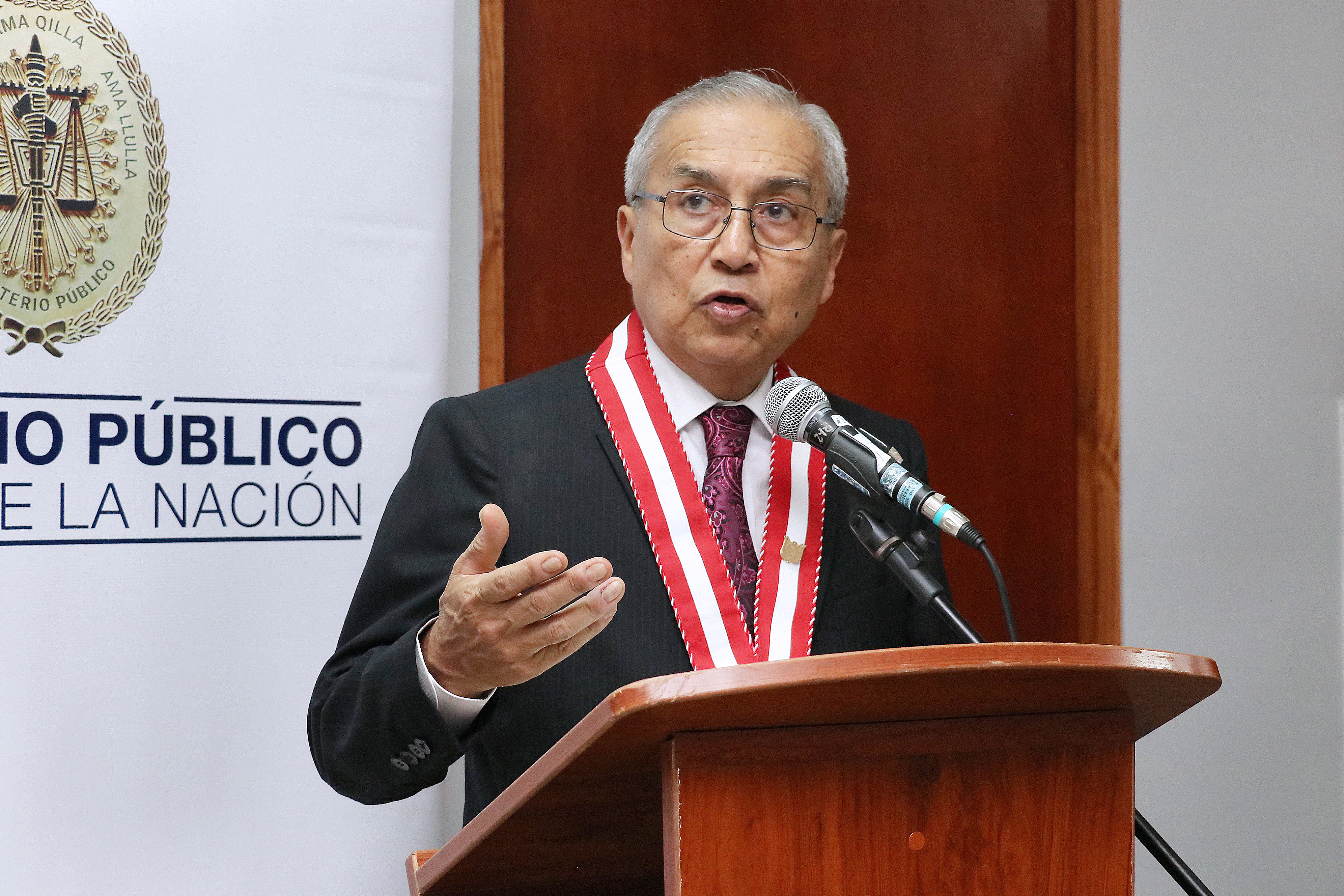
Pedro Chávarry, Fiscal de la Nación implicado en el caso de los CNM Audios. Renunció a su cargo en enero de 2019 debido a fuertes presiones ciudadanas en todo el país. Es suspendido de su cargo en el 2020, y destituido en el 2021 por graves acusaciones de corrupción. Actualmente se encuentra inhabilitado para ejercer cualquier función pública por 4 años debido a este caso

El 7 de enero de 2019 Chávarry anunció que iba a presentar su carta de renuncia. El 8 de enero ante la Junta de Fiscales Supremos Chávarry renunció a la presidencia del Ministerio Público. El 8 de enero la Junta aceptó la renuncia de Chávarry y nombró a la Fiscal Supremo Titular Zoraida Ávalos como nueva Fiscal de la Nación interina, quien en su primer mensaje como presidenta de la Fiscalía declaró en emergencia el Ministerio Público.

Desde que asumí el cargo de Fiscal de la Nación he sido víctima de ataques mediáticos con falsas afirmaciones y denuncias por parte de algunos congresistas amparados en su inmunidad parlamentaria, representantes de ONG's y periodistas digitados por los directivos de algunos medios de comunicación
Pedro Chávarry al momento de su renuncia a la presidencia de la Fiscalía de la Nación.

##### Apartamiento del juez Carhuancho del Caso Cócteles
El 16 de enero de 2019, la Segunda Sala Penal Nacional de Apelaciones resolvió apartar al juez Richard Concepción Carhuancho del caso Cócteles por los que viene siendo investigado Keiko Fujimori y otros altos miembros de Fuerza Popular. Esta medida fue presentada por la defensa de Jaime Yoshiyama. La recusación contra el juez Richard Concepción fue evaluada por la Segunda Sala Penal Nacional de Apelaciones conformada por los magistrados César Salhuanay Calsin, Jessica León Yarango e Iván Quispe Auca, quienes la aprobaron por unanimidad.
De acuerdo a la resolución de la Segunda Sala, los jueces consideraron que unas declaraciones públicas de Richard Concepción Carhuancho pusieron en duda su imparcialidad, por lo que el caso pasó a manos de otro juez de la Sala Penal Nacional. Este hecho desencadenó nuevas protestas sociales encabezadas por el antifujimorismo en distintas ciudades del país.

##### Firma del acuerdo de colaboración con Odebrecht
El 15 de febrero del 2019 se firmó en São Paulo el acuerdo de colaboración con Odebrecht entre el equipo especial Lava Jato y altos funcionarios de la empresa Odebrecht, entre la información que la empresa entregará se incluye la de los sistemas My Web Day y Drousys, softwares corporativos en los que se solicitaban, procesaban y controlaban las operaciones del pago de sobornos, nombres, datos, fechas, informes y pruebas que puedan ser usadas en un Juicio los políticos involucrados.
El acuerdo fue criticado por numerosos congresistas, esto debido a que no se tomó en cuenta el monto total de la reparación civil y la empresa obtuvo beneficios sobre el manejo de sus utilidades, con la posibilidad de volver a contratar con el Estado del Perú.

##### Detención del expresidente Kuczynski

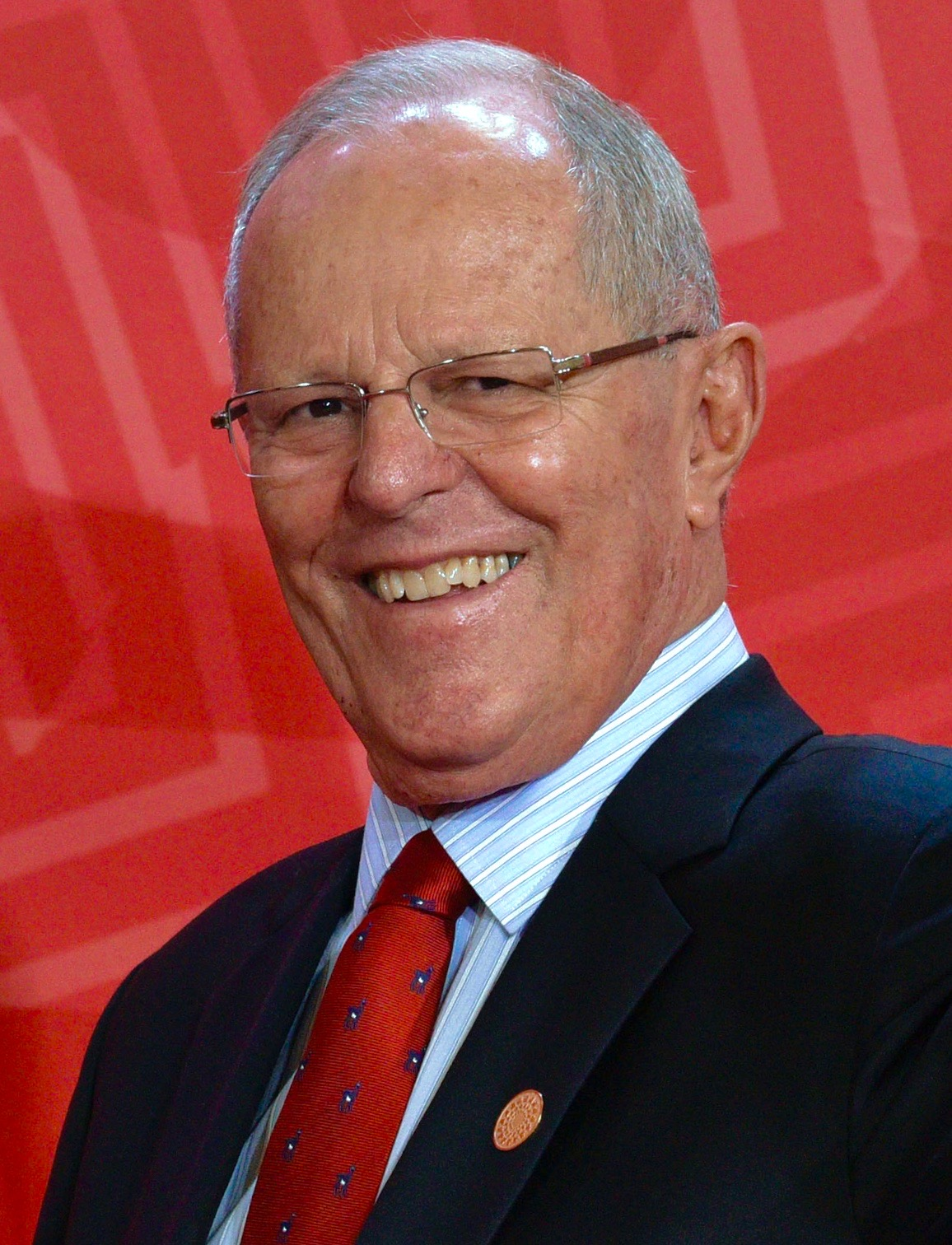
Pedro Pablo Kuczynski, Expresidente del Perú, las pruebas y delaciones contundentes en su contra revelados en el caso Odebrecht lo obligaron a renunciar a la presidencia en el 2018 tras dos pedidos de destitución en el Parlamento, el exbanquero de Wall Street afronta arresto domiciliario actualmente.

Tras su renuncia a la presidencia de la República en marzo de 2018, Pedro Pablo Kuczynski quedó impedido de salir del país por 18 meses y continuó siendo investigado por la fiscalía por lavado de activos y por presuntos pagos ilícitos que recibió de parte de la empresa Odebrecht. El 11 de septiembre de 2018, el poder judicial ordenó el congelamiento de su vivienda de San Isidro, a fin de que no pueda vender o transferir el inmueble y de esa manera se asegure el eventual pago de una reparación civil futura. 
El 10 de abril de 2019, el Tercer Juzgado de Investigación Preparatoria, a pedido del fiscal José Domingo Pérez, ordenó la detención preliminar de Kuczynski por 10 días, por un presunto delito de lavado de dinero, en la modalidad de conversión, transferencia y ocultamiento, cuando fue ministro de Estado en el gobierno de Toledo. De acuerdo a la tesis de la fiscalía, en su calidad de ministro, PPK habría favorecido el acuerdo ilícito entre Barata y Toledo en la concesión de la obra de la carretera Interoceánica Sur, mediante la firma de decretos supremos y haciendo arreglos técnicos políticos que facilitaron tal concesión, así como en otra obra, el Proyecto Olmos. La fiscalía allanó también su vivienda. Kuczynsky cumplió su detención preliminar en la carceleta de la Prefectura de Lima.
Luego de tres días de audiencia, el 19 de abril de 2019 el Poder Judicial dicta 36 meses de prisión preventiva para el expresidente Pedro Pablo Kuczynski. Sin embargo, debido a la afección cardíaca que padece, y que lo llevó a ser operado de emergencia en la clínica Angloamericana, el 27 de abril se le cambió por la detención domiciliaria.

##### Detención y suicidio de Alan García

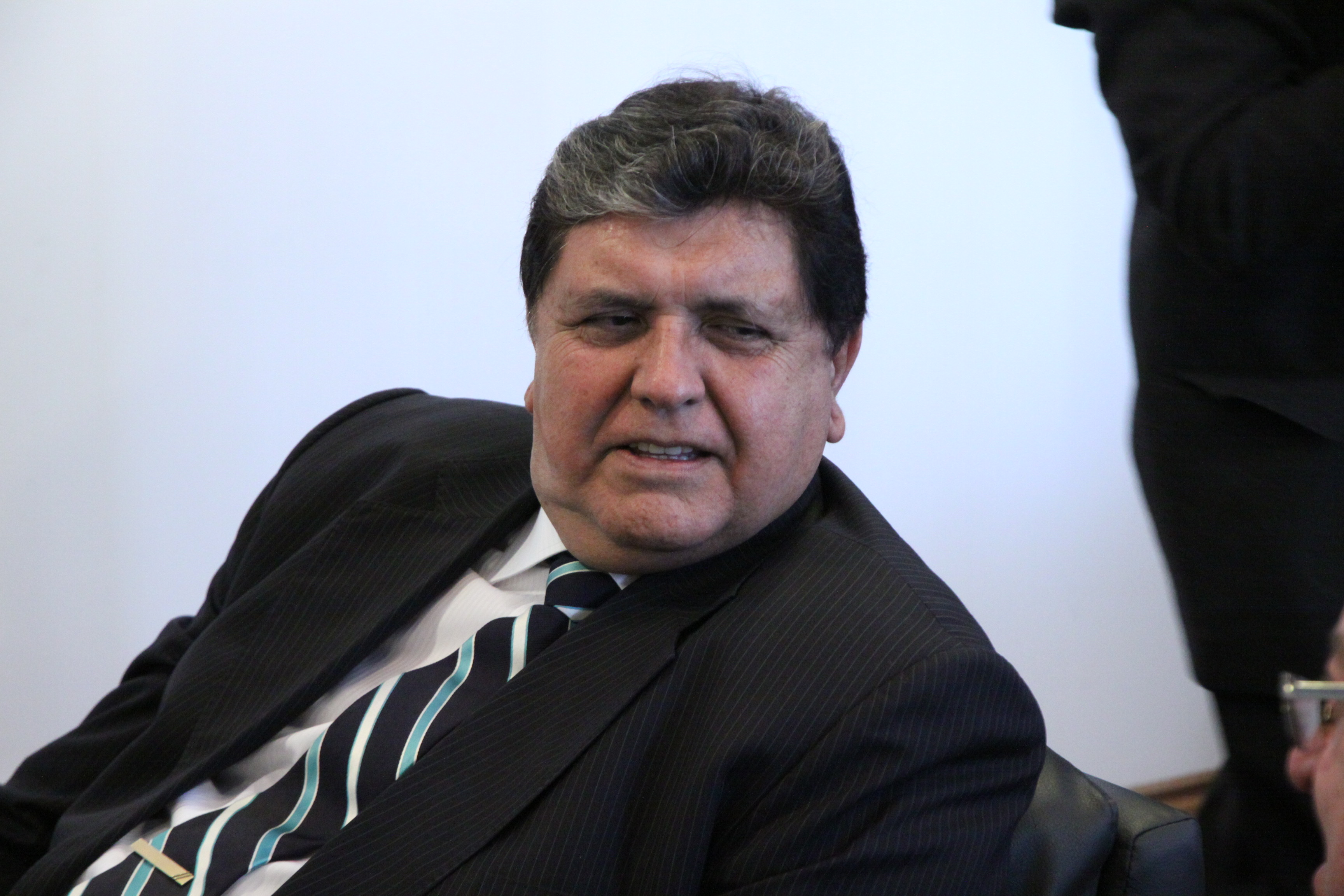
Alan García, expresidente del Perú y líder del APRA, se suicidó el 17 de abril de 2019, al enterarse de que existía una orden de prisión preliminar en su contra. Las pruebas y delaciones contundentes en su contra revelados en el caso Odebrecht lo obligaron a tomar tal decisión.

El 17 de abril de 2019 el expresidente del Perú Alan García se suicidó en el dormitorio de su vivienda personal cuando los oficiales de la policía nacional había ido a arrestarlo preliminarmente por asuntos relacionados con el caso Odebrecht. Su funeral se llevó a cabo en la Casa del Pueblo y fueron cremados el 19 de abril en el cementerio católico de Huachipa.
García no recibió los honores póstumos gubernamentales como el funeral de Estado a exmandatarios, por petición de familiares y partidarios del APRA, según algunos analistas nacionales e internacionales este gesto representó un nuevo matiz de la crisis política en el país que se vino desarrollando desde 2016.
El gobierno peruano, a través del diario nacional El Peruano declaró tres días de duelo nacional: el 17, 18 y 19 de abril. Según el Ministerio Público el allanamiento del hogar de García que estaban incluidas en las investigaciones del Caso Odebrecht continuarían su curso con normalidad, a excepción del dormitorio que queda lacrado.
Poco después, Miguel Atala confesó que el dinero de su cuenta de Andorra era en realidad de Alan García, al que fue transfiriendo en partes fraccionadas entre el 2010 y 2018.

##### Acusación contra el expresidente Humala y su pareja
El expresidente Ollanta Humala y su pareja Nadine Heredia están acusados de haber recibido de Odebrecht 3 millones de dólares para financiar la campaña electoral de 2011, lo que configuraría lavado de activos. Estuvieron once meses en prisión preventiva, siendo puestos en libertad el 27 de abril de 2018, al considerarse que no hubo una adecuada fundamentación para que el juez dictara la prisión preventiva. Quedaron bajo comparecencia restringida. Los exdirectivos de Odebrecht, en los interrogatorios a los que fueron sometidos por el Equipo Especial de Fiscales de Lava Jato, confirmaron la entrega de los tres millones de dólares a la pareja Humala-Heredia.
El 7 de mayo de 2019, luego de cuatro años de investigación (pues se remonta al caso de las agendas de Nadine), el fiscal Germán Juárez formalizó la acusación contra Ollanta Humala y Nadine Heredia por el presunto delito de lavado de activos en organización criminal. Pidió 20 años de prisión efectiva para Ollanta y 26 años para Nadine. Se incluyó también en la acusación a amigos y allegados a la pareja. Causó controversia que el fiscal solicitara también la disolución del Partido Nacionalista, por haber sido «instrumentalizado» para realizar el lavado de activos.

#### Dificultades en la elección de miembros de la JNJ
La Comisión Especial, a fines de abril de 2019, realizó la convocatoria pública para elegir a los siete miembros de la primera Junta Nacional de Justicia. El proceso evidenció desde el principio una lentitud preocupante. Se inscribieron finalmente 104 candidatos. La primera evaluación fue de conocimientos, en la cual solo tres postulantes la superaron: David Dumet Delfín, Víctor Cubas Villanueva y Pedro Patrón Bedoya. Siendo siete los miembros que debían integrar la JNJ, este resultado acarreó una crisis en el interior de la Comisión Especial, ya que el plazo de dicha elección se iba venciendo. La última etapa de evaluación consistía en entrevistas personales; de los tres postulantes, solo Patrón logró pasarla.
Al menos ya se contaba con un miembro de la JNJ, pero estando ya programada la juramentación de Patrón, se suspendió la ceremonia, al conocerse que este tenía pendiente un proceso judicial por presunta falsedad ideológica en agravio del Jurado Nacional de Elecciones por haber cobrado de manera irregular sus pensiones como jubilado. Patrón consideró esto como un agravio hacia su persona y renunció irrevocablemente a formar parte del JNJ (26 de junio de 2019).

#### Fortalecimiento de la oposición y debilitamiento del gobierno
El congresista aprista Javier Velásquez Quesquén admitió que, si bien no hubo nunca una alianza política entre el Apra y Fuerza Popular, existía una «alianza estratégica» dentro del Congreso, lo que explicaba que hubieran compartido la Mesa Directiva en dos legislaturas seguidas, y que coincidieran en las votaciones del pleno y de las comisiones. Sin embargo, otros miembros del aprismo y de Fuerza Popular rechazaron de plano la existencia de dicha alianza, aunque los hechos dicen otra cosa. Un estudio da cuenta de que, durante los plenos, las posiciones mayoritarias de Fuerza Popular y la bancada del Apra coincidieron en un 90.2% de las veces en lo que va del actual periodo congresal; es decir, en 782 de las 867 votaciones, Fuerza Popular y el Apra fueron de la mano.
Peruanos Por el Kambio (PpK), el partido que había llevado a la presidencia a Pedro Pablo Kuczynski en el 2016, y que en teoría, ejercía como el partido oficialista del gobierno de Vizcarra, se declaró en reorganización. El mismo Kuczynski presentó su renuncia irrevocable a la presidencia del partido, el 4 de febrero de 2019.
La bancada de PpK en el Congreso, que inicialmente era de 17 miembros, se redujo a 11. Dos de ellos, Gilbert Violeta (a la vez dirigente de PpK) y Juan Sheput (hasta entonces solo invitado al partido) tuvieron roces con Martín Vizcarra, dando a entender que había un distanciamiento entre el partido y el gobierno.
Se entreveía que en la bancada de PpK se habían formado dos facciones: una mayoritaria, encabezada por Mercedes Aráoz y Carlos Bruce, que querían continuar apoyando con condiciones al gobierno; y otra, comandada por Gilbert Violeta y Juan Sheput, apoyados en lo que quedaba del partido, que apuntaba a romper con Vizcarra.
El distanciamiento de Vizcarra con el partido PpK se agravó más a raíz de la revelación de que el Club de la construcción había aportado cien mil dólares para la campaña de Kuczynki del 2016. Los dirigentes del partido (Violeta, Heresi y el secretario general de PpK Jorge Villacorta), acordaron responsabilizar a Vizcarra del control del financiamiento de la campaña, tal como se revela en unas conversaciones en WhatsApp filtradas a la prensa. Al no estar de acuerdo con esta posición, tres congresistas de PpK anunciaron su renuncia al partido: Jorge Meléndez (vocero de la bancada), Alberto Oliva y Janet Sánchez, aunque sin afectar su permanencia en la bancada de PpK.
El 2 de marzo de 2019, la asamblea del partido PpK acordó cambiar su nombre por el de Contigo. También oficializó la admisión al partido de Juan Sheput, que hasta entonces solo había sido invitado.
La dirigencia de Contigo dijo que el partido apoyaba a Vizcarra «al 100%» y consideró que la bancada de PpK en el Congreso debía también cambiar su nombre. Pero los congresistas de PpK, en su mayoría, acordaron mantener el nombre original. Violeta y Sheput pidieron entonces una licencia temporal a la bancada, pero esta no aceptó e incluso abrió un proceso disciplinario contra ellos. Ante ello, ambos congresistas decidieron renunciar a la bancada, que quedó así reducida a nueve miembros (6 de marzo de 2019). Ninguno de esos nueve miembros de la bancada de PpK, entre los que se contaban Mercedes Aráoz y Carlos Bruce, era militante del partido.

### Quinto período (2019)

#### Reforma política de Vizcarra
El 21 de diciembre de 2018, el gobierno oficializó la conformación de la Comisión de Alto Nivel para la Reforma Política. Estaba integrada por el politólogo Fernando Tuesta Soldevilla, como coordinador, y los académicos Paula Valeria Muñoz Chirinos, Milagros Campos Ramos, Jessica Violeta Bensa Morales y Ricardo Martin Tanaka Dongo. Se instaló el 5 de enero de 2019. Basándose en el informe que dio dicha Comisión, el gobierno presentó doce propuestas de reforma política ante el Congreso (11 de abril de 2019). Excluyó, sin embargo, el tema de la bicameralidad, por haber sido recientemente rechazado en el referéndum.
Entre los tres proyectos de reforma constitucional se encontraba el que buscaba el equilibrio entre los poderes Ejecutivo y Legislativo con el objetivo de establecer contrapesos entre ambos; la reforma que modifica los impedimentos para ser candidato a cualquier cargo de elección popular, a fin de mejorar la idoneidad de los postulantes; y la reforma que busca ampliar el mandato regional y municipal a cinco años, para que coincidan con las elecciones generales. Para el Poder Legislativo, se planteaba que la elección de los congresistas se realizara en la segunda vuelta presidencial; se proponía la eliminación el voto preferencial y el establecimiento de la paridad y alternancia en la lista de candidatos. De otro lado, para los partidos políticos, se buscaba promover la democracia interna y la participación ciudadana en la selección de candidatos, estableciendo elecciones internas, abiertas, simultáneas y obligatorias organizadas por la ONPE. Otras reformas se referían a la inscripción y cancelación en el registro de las organizaciones políticas, y los requisitos para mantener la inscripción vigente, así como la regulación del financiamiento de organizaciones políticas, para evitar la corrupción. Otra propuesta era que el levantamiento de la inmunidad parlamentaria no sea competencia del Congreso, sino de la Corte Suprema de Justicia.

##### Archivamiento del proyecto sobre la inmunidad parlamentaria

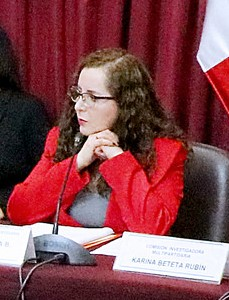
La congresista de Fuerza Popular Rosa Bartra, como presidenta de la Comisión de Constitución, se mostró intransigente en su papel de defensora de los fueros del Congreso, acentuando así la crisis política.

Una reunión realizada el 15 de mayo de 2019 en Palacio de Gobierno entre los representantes del Ejecutivo y el Legislativo, acordó un cronograma alternativo para priorizar los proyectos de reforma. Pero si hubo algún optimismo de que el Congreso, pese a los plazos cortos, llevara adelante las reformas políticas, ello se desvaneció cuando, al día siguiente, la Comisión de Constitución, luego de un corto debate, mandó al archivo el proyecto que proponía que el levantamiento de inmunidad parlamentaria fuera decisión de la Corte Suprema y no del mismo Congreso.

##### Nuevo enfrentamiento entre Poderes del Estado
En la mañana del 21 de mayo de 2019, el presidente Vizcarra, el primer ministro Salvador del Solar y el ministro de Justicia Vicente Zevallos, fueron al Congreso de la República. Los ministros habían sido citados ese día ante la Comisión de Constitución para sustentar la reforma política. Pero Vizcarra anunció que sus ministros no acudirían a la Comisión, pues consideraba que no estaban dadas las condiciones para la reforma política, como lo demostraba el hecho que la Comisión, tras un corto debate, archivara el proyecto sobre la inmunidad parlamentaria, sin esperar que los ministros fueran a la Comisión a sustentar dicha reforma y las otras. Según Vizcarra, el Congreso no estaba cumpliendo el acuerdo que había hecho con el Ejecutivo de debatir en el pleno cada una de los proyectos.

##### Cuestión de confianza por la reforma política
El 29 de mayo de 2019, desde el Gran Comedor de Palacio de Gobierno, el presidente Vizcarra dio un mensaje a la Nación, en el que anunció su decisión de plantear la cuestión de confianza ante el Congreso en respaldo a la reforma política. Ello, luego que la Comisión de Constitución, con mayoría fujimorista, enviara al archivo el proyecto sobre la inmunidad parlamentaria, y la Comisión Permanente, también con mayoría fujimorista, archivara prácticamente todas las denuncias que pesaban sobre el controvertido fiscal Chávarry. El presidente, acompañado por los miembros de su gabinete ministerial y los gobernadores regionales, manifestó que la cuestión de confianza se sustentaría en la aprobación, sin vulnerar su esencia, de seis de los proyectos de ley de reforma política, considerados los más medulares, a saber:

- Cambios en la inmunidad parlamentaria, para que no se convierta en impunidad.
- Las personas condenadas no podrán ser candidatos.
- Cualquier ciudadano deberá participar en la selección de candidatos de las organizaciones políticas, a través de elecciones primarias internas.
- Eliminar el voto preferencial y que sea la población la que lo defina en esa previa selección.
- Garantizar la participación política de las mujeres con paridad y alternancia.
- Prohibir el uso de dinero sucio de las campañas electorales.

Si el congreso negaba la cuestión de confianza, sería la segunda vez que lo haría (la anterior fue al gabinete Zavala del gobierno de Pedro Pablo Kuczynski), por lo cual, según la Constitución, frente a dos negativas, el presidente quedaría facultado para disolver el Congreso y convocar a nuevas elecciones parlamentarias en un plazo de cuatro meses.
Al día siguiente, el primer ministro Salvador del Solar se presentó ante el Congreso para entregar el oficio en el que solicita que se fije hora y fecha de la sesión plenaria en la que sustentará la cuestión de confianza. En dicho documento, Del Solar indicó que plantearía que el plazo máximo para la aprobación de las seis reformas políticas sea al finalizar la legislatura vigente (15 de junio); caso contrario, consideraría que el Congreso negaba la confianza al gabinete ministerial. Atendiendo al pedido, el presidente del Congreso Daniel Salaverry convocó al pleno para el 4 de junio para atender el pedido de confianza del Ejecutivo.
Los seis proyectos de reforma política quedaron definidos así:

- Reforma constitucional que plantea que las personas condenadas en primera instancia no podrán ser candidatos.
- Reforma legislativa sobre la democracia interna, que busca que los ciudadanos participen en la selección de candidatos de las organizaciones políticas, a través de elecciones primarias internas.
- Reforma legislativa que busca garantizar la participación política de las mujeres, con paridad y alternancia, así como eliminar el voto preferencial.
- Reforma legislativa sobre inscripción y cancelación de partidos políticos y organizaciones políticas regionales.
- Reforma legislativa que busca prohibir el uso de dinero ilegal en las campañas electorales.
- Reforma constitucional para hacer cambios en el proceso del levantamiento de la inmunidad parlamentaria, para que no se convierta en impunidad.

La Comisión de Constitución invitó a los juristas Raúl Ferrero Costa, Natale Amprimo, Ernesto Álvarez, Aníbal Quiroga y Óscar Urviola para recoger sus apreciaciones sobre el planteamiento del Ejecutivo y la constitucionalidad del planteamiento. 

##### Aprobación de la cuestión de confianza
El 4 de junio de 2019, Salvador del Solar se presentó en el Pleno del Congreso para exponer y solicitar la cuestión de confianza ante la representación nacional. Previamente, se rechazó una cuestión previa para evaluar la constitucionalidad del pedido de confianza. Varias voces en el Congreso consideraron que imponer un plazo a la aprobación de las reformas constitucionales y obligar a que se respetara su esencia, era anticonstitucional, ya que las reformas de ese tipo eran atribución exclusiva del Congreso y el Ejecutivo carecía de la facultad de observarlas. Debido a estas críticas, Del Solar, en su exposición, aligeró esa parte de su exigencia. Dijo que el Congreso estaba facultado a ampliar la legislatura si fuera necesario, y que no estaba obligado a aprobar los proyectos al pie de la letra, sino que podía enriquecerlos, aunque insistiendo que no debía alterar su esencia. «Esta cuestión de confianza no es una amenaza», concluyó.
Terminada la exposición del primer ministro, se inició el debate parlamentario, que tuvo que ser extendido hasta el día siguiente. Finalmente, al mediodía del 5 de junio de 2019 se realizó la votación. La cuestión fue aprobada con 77 votos a favor, 44 en contra y 3 abstenciones. Los miembros de las bancadas de izquierda (Frente Amplio y Nuevo Perú) y del Apra votaron en contra, mientras que los de Fuerza Popular lo hicieron de manera dividida (33 a favor, 16 en contra y 2 abstenciones).

##### Debate y aprobación de los dictámenes sobre la reforma política
La comisión de Constitución debatió los dictámenes entre el 7 de junio y el 20 de julio. Se hizo una serie de cambios en los proyectos, pero el más llamativo fue lo cometido con el último dictamen, sobre el levantamiento de inmunidad de los parlamentarios. La Comisión de Constitución, rechazó la propuesta del Ejecutivo de que sea la Corte Suprema la encargada de levantar la inmunidad a los congresistas, disponiendo que el Congreso siga conservando esa prerrogativa. La única variante era que proponía plazos definidos para que el Congreso levantase la inmunidad una vez que el Poder Judicial hiciera el pedido respectivo. Además, se planteaba que el pedido se dé solo cuando exista sentencia firme.
Consultado el primer ministro Salvador del Solar sobre los dictámenes aprobados en la Comisión de Constitución, consideró que solo cinco respetaban el espíritu de las reformas planteadas por el Ejecutivo, y que el último, sobre la inmunidad parlamentaria, significaba un retroceso, pues no respetaba la cuestión de confianza, que había surgido precisamente cuando la Comisión de Constitución mandó al archivo ese mismo proyecto.
Sometidos los seis proyectos al pleno del Congreso, se aprobaron entre el 22 y el 25 de julio, incluyendo modificaciones que acentuaron más la distorsión de los proyectos originales del Ejecutivo, sobre todo en lo que tenía que ver con la democracia interna y la inmunidad parlamentaria.

#### Mesa Directiva del Congreso

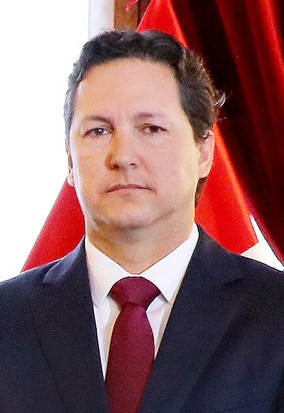
El expresidente del Congreso Daniel Salaverry, se convirtió en un férreo opositor del fujimorismo tras asumir la presidencia del legislativo. Los fujimoristas lo suspendieron del parlamento y lo denunciaron

Daniel Salaverry, elegido presidente del Congreso para la legislatura 2018-2019 con el apoyo de su entonces bancada de Fuerza Popular, protagonizó una serie de enfrentamientos con sus correligionarios, marcada por una serie de calificativos, intentos de censuras y acusaciones, que lo llevaron distanciarse de Fuerza Popular y acercarse al presidente Vizcarra, que lo vio como un aliado para frenar el predominio del fujimorismo en el Congreso. Ello le valió sufrir las represalias de sus excompañeros de bancada. Una investigación del programa televisivo Panorama denunció que Salaverry habría presentado reiteradamente datos falsos en sus informes de la semana de representación (una obligación que tienen los congresistas de visitar las provincias a las que representan, para escuchar las demandas de sus electores), que incluían fotos de otros eventos.
El 27 de julio de 2019, el Congreso eligió a su nueva Mesa Directiva para el periodo 2019-2020. Ganó la lista encabezada por Pedro Olaechea, apoyada por Fuerza Popular, el Apra, Contigo y Cambio 21, que venció a la lista encabezada por Daniel Salaverry, que buscaba su reelección con el apoyo de los demás grupos políticos. El resultado fue 76 votos a favor de Olaechea, 47 a favor de Salaverry y 2 votos en blanco. Pedro Olaechea, economista y empresario de profesión, había sido elegido congresista por PPK, y fue también ministro del gobierno de Kuczynski. Pero luego se separó de su bancada e impulsó la creación de otra, denominada Concertación Parlamentaria, para luego iniciar otra con el nombre de Acción Republicana. Aunque se autodenominaba independiente, Olaechea, a lo largo de su trayectoria parlamentaria se caracterizó por votar siempre en la línea del fujimorismo. Le acompañaban en la Mesa Directiva: Karina Beteta (Fuerza Popular) en la primera vicepresidencia; Salvador Heresi (Contigo) en la segunda vicepresidencia; y Marvin Palma (Cambio 21) en la tercera vicepresidencia.
La legislatura de 2019 mostró una nueva recomposición de fuerzas en el Congreso. Fuerza Popular sumó nuevos partidos adherentes, contaba ahora con el apoyo de las bancadas que los acompañaban en la Mesa Directiva: Acción Republicana, Contigo y Cambio 21. Ya desde la elección de Olaechea como presidente del Congreso, habían logrado 76 votos de los 77 posibles que sumaban los miembros de estas cinco bancadas. Este bloque logró imponerse en votaciones, tanto en comisiones como en el pleno. El gobierno vio con preocupación este predominio.

#### Investigaciones judiciales

##### Arresto de Alejandro Toledo en los Estados Unidos

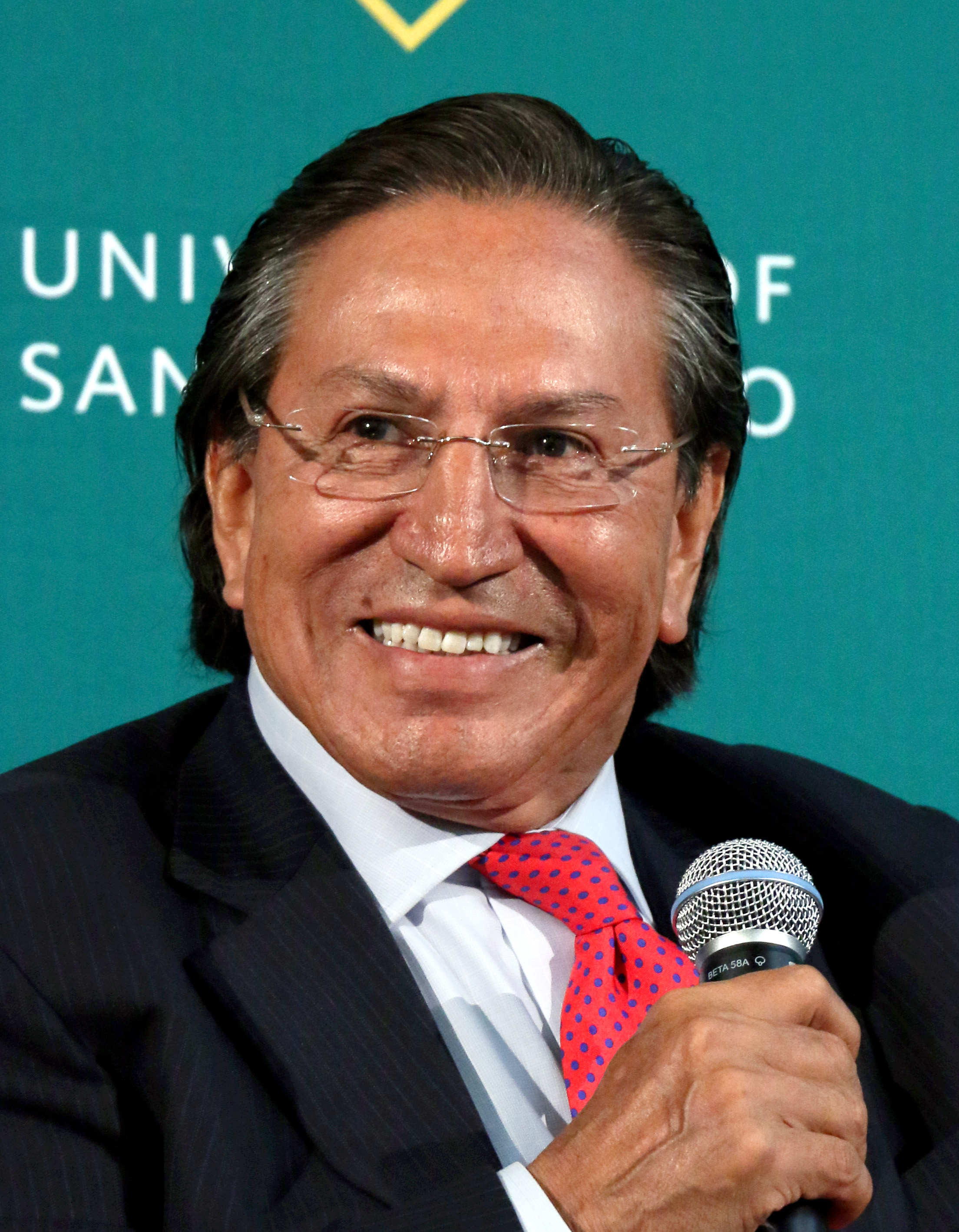
El expresidente Alejandro Toledo, se hallaba prófugo desde 2017, en los Estados Unidos. Acusado de recibir una coima de US$ 35 millones por la Interoceánica Sur, se inició el trámite para su extradición. La justicia estadounidense ordenó su prisión el 16 de julio de 2019, hasta que se resuelva el pedido de extradición.

El expresidente Alejandro Toledo, se hallaba prófugo desde 2017, luego que la justicia peruana diera dos órdenes de prisión preventiva en su contra: la primera por el caso de la Interoceánica Sur, por haber recibido presuntamente una coima de US$ 20 millones de la empresa Odebrecht (luego se dijo que fueron US$ 35 millones); y la segunda por el caso Ecoteva, bajo la acusación de lavado de activos al descubrirse propiedades cuyo valor no correspondía con sus ingresos (una de ellas a nombre de su suegra). Ahora existe la presunción de que ambos casos se hallan conectados. Al testimonio reiterado del colaborador eficaz en el caso Odebrecht, Jorge Barata, se ha sumado el de Josef Maiman, empresario israelí que había oficiado de testaferro de Toledo. Se trata de uno de los casos más sólidos que tiene la fiscalía.
Ubicado Toledo en los Estados Unidos, se inició el trámite de extradición, por el caso Odebrecht. El 16 de julio de 2019 la justicia estadounidense ordenó su detención preliminar. El 19 de julio de 2019 se realizó la audiencia presidida por el juez Thomas S. Hixson, de la Corte del Distrito Norte de California, para determinar su situación legal. Se esperaba que fuera liberado previo pago de una fianza, para que siguiera el proceso de extradición en libertad, pero el juez determinó que permaneciera en prisión al haber peligro de fuga. Uno de los argumentos a favor de esta decisión fue el haberse hallado en poder de Toledo un maletín con US$ 40 000, lo que hacía sospechar que se estaba preparando para salir del país. Se trata del primer paso en el proceso de extradición del exmandatario, cuyo veredicto final se calcula que pueda tardar de seis meses a un año.

##### Caso Los Cuellos Blancos
El 13 de mayo de 2019, la justicia española aceptó el pedido de extradición de César Hinostroza por tres delitos: tráfico de influencias, patrocinio ilegal y negociación incompatible, pero no por pertenecer a una organización criminal, ya que consideró que esto último no había sido debidamente sustentado. De otro lado, el tribunal rechazó el argumento de persecución política esgrimido por Hinostroza, ya que, a su ver, solo se trataba de una sospecha y no de un hecho comprobado. En septiembre del 2019, se confirmó la resolución que aceptaba su extradición al Perú por dichos delitos.
En una entrevista dada al programa televisivo Panorama (2 de junio de 2019), la fiscal del caso Los Cuellos Blancos del Puerto, Sandra Castro, aseveró que existía un testimonio de un «colaborador estrella» de la fiscalía, que probaría que dicha organización criminal involucraría a la mayoría de los congresistas de Fuerza Popular. Ello explicaría la persistencia de dicha bancada, sumada a la del Apra, en «blindar» al fiscal Chávarry y en exonerar de responsabilidad en organización criminal a los exconsejeros del CNM. Para la fiscal, resultaba inconcebible que una mayoría congresal rechazara el trabajo especializado de la fiscalía, bajo el argumento de que no habían «pruebas suficientes», máxime cuando solo se le estaba pidiendo al Congreso facilitar la labor de investigación, siendo el Poder Judicial la única instancia que determinará la culpabilidad o inocencia de los imputados.
Además el juez supremo Hugo Ñuñez aceptó la petición del Ministerio Público para abrirle proceso penal por encubrimiento real al exfiscal de la Nación por el Caso Odebrecht, tras haber removido ilegalmente por unas horas a los Fiscales Pérez y Vela del equipo especial. Según la fiscalía y el Poder Judicial, Chavarry intentaba sabotear el acuerdo de colaboración con la empresa Odebrecht para favorecer los intereses de algunos partidos políticos del Parlamento.

#### Proyecto de adelanto de elecciones
En su Mensaje a la Nación por Fiestas Patrias del 28 de julio de 2019, luego del recuento de su labor en la presidencia, anunció que, en vista de que el Congreso había desnaturalizado el proyecto de reforma constitucional sobre la inmunidad parlamentaria, consideraba que no le habían dado la confianza, y por tanto, anunció la presentación de un nuevo proyecto de reforma constitucional para adelantar las elecciones generales para el 2020, es decir, un año antes de 2021, año en que culmina su período. Una reforma constitucional de ese tipo, realizada por el Congreso, precisaba de dos legislaturas con votación mayoritaria de 87 votos en cada una, lo cual resultaba inviable por falta de tiempo; la propuesta del Ejecutivo era aprobarla a través de un referéndum, proyectado para fines del año en curso. La aprobación del referéndum requería solo de una votación con mayoría simple en el Congreso.
El anuncio de Vizcarra de su proyecto de adelanto de elecciones (Proyecto de Ley 4637) tomó de sorpresa a los parlamentarios y al público en general. Se había creado una gran expectativa sobre la respuesta que Vizcarra daría ante el rechazo que el Congreso había hecho de una de las propuestas medulares de la reforma política, el de la inmunidad parlamentaria; hubo quienes reclamaban al gobierno que considerara que se negaba la cuestión de confianza por segunda vez y que, de acuerdo a la Constitución, procediera a disolver el Congreso. Pero la propuesta de adelanto de elecciones era una salida que nadie había esperado.
Para algunos analistas, el anuncio del presidente era una buena salida política, pues la disolución del Congreso, bajo el argumento de la negación de la confianza, era un camino arriesgado, si se tiene en cuenta que existe una consulta ante el Tribunal Constitucional (promovida por la oposición) de que si la cuestión de confianza procede o no cuando se trata de una reforma constitucional (tipo de reforma que solo es potestad del Congreso, y sobre la cual el Ejecutivo no tiene derecho a observación). Pese a que en el momento de dar el anuncio, el presidente tenía en sus manos la carpeta donde se hallaba el título proyecto, la mesa directiva del Congreso advirtió que no llegó a recibir el documento. Finalmente, el ministro de Justicia Vicente Zeballos dio detalles del proyecto y anunció que se enviaría al Congreso el día miércoles 31 de julio, el primer día laborable luego del largo feriado. Negó también la posibilidad de que el presidente Vizcarra y la vicepresidenta Mercedes Aráoz vayan a renunciar, tal como algunos congresistas plantearon.
Hubo un cuestionamiento promovido por el aprista Jorge del Castillo, sobre si el Consejo de Ministros había aprobado el proyecto de adelanto de elecciones antes de que el presidente diera su mensaje a la Nación. La duda se disipó al mostrarse el acta de la sesión del gabinete ministerial del 24 de julio.
De acuerdo a las encuestas de opinión pública, la ciudadanía recibió positivamente el adelanto de las elecciones generales, bajo el lema de «Que se vayan todos». En el Congreso, los grupos de izquierda se mostraban a favor del proyecto. Las demás fuerzas políticas opositoras, encabezadas por Fuerza Popular, empezaron a coordinar la estrategia a seguir para hacer inviable la propuesta del gobierno, según se desprendía de las declaraciones que daban algunos de sus voceros.

##### Distanciamiento de la vicepresidenta Aráoz

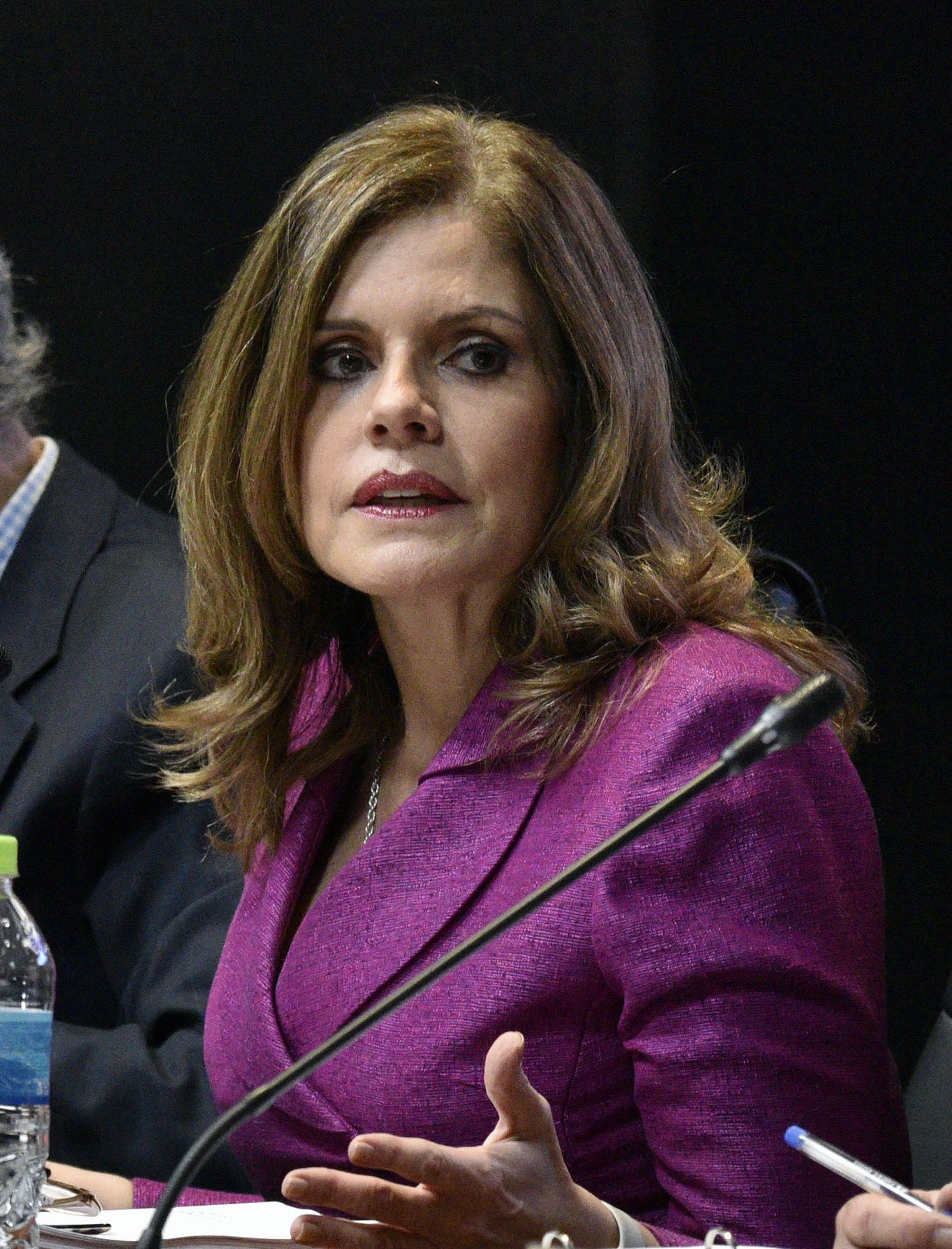
Mercedes Aráoz, segunda vicepresidenta del gobierno de Martin Vizcarra. Tras enterarse de la propuesta de adelanto de elecciones, se distancia del Gobierno, convirtiéndose en una férrea opositora; tras el cierre del Parlamento, renuncia al cargo de vicepresidenta. Su renuncia es aceptada 6 meses después.

Mercedes Aráoz dio a conocer que se enteró del proyecto del adelanto de elecciones durante el mensaje a la Nación del presidente y lamentó que no se le hubiera consultado o informado de una decisión tan trascendente en la que tenía directa injerencia por ser la segunda vicepresidenta. Aráoz mostró su disconformidad con el proyecto, pues consideraba que se debía cumplir el periodo por el cual fueron elegidos ambos y que en todo caso, el adelanto de elecciones debió ser resultado de un proceso de diálogo. Este episodio marcó un distanciamiento de Aráoz con Vizcarra.
El 15 de agosto de 2019, Mercedes Aráoz, Carlos Bruce y Ana María Choquehuanca, renunciaron a la bancada de PPK en el Congreso. Los también exministros sostuvieron que el motivo de su salida era el quebrantamiento de la democracia al interior de la bancada. Este alejamiento se produjo poco antes de que se instalaran las comisiones de trabajo del Congreso. La bancada de PPK, al quedar con solo 4 miembros, estuvo a punto de disolverse por no contar con el número mínimo de 5 miembros, pero lo evitaron al incluir en sus filas a la congresista Yesenia Ponce, ex de Fuerza Popular y de Cambio 21. El premier Del Solar criticó la decisión de Aráoz, pues según su opinión, se daba en momentos en que la oposición andaba tramando desestabilizar al gobierno.

##### Voces a favor de la vacancia presidencial
Algunos consideraban que, visto que el Congreso no tenía interés en viabilizar el adelanto de elecciones, solamente había dos caminos para resolver la crisis política: la vacancia o renuncia del presidente de la República; o la disolución del Congreso por negar una segunda cuestión de confianza. 
Uno de los promotores de la vacancia presidencial fue el congresista aprista Mauricio Mulder, que sustentaba su argumento en los audios de las conversaciones de Vizcarra con las autoridades regionales y locales sobre el asunto de Tía María, en los que se escuchaba al presidente negociando una salida irregular del conflicto. Mulder afirmaba contar con el respaldo de las bases del partido aprista, aunque sus colegas parlamentarios se mantuvieron al margen de dicha posición.
Un grupo de constitucionalistas también consideraban anticonstitucional que el presidente Vizcarra quisiera adelantar las elecciones y sostenían que, en caso de que persistiera con esa decisión utilizando cuestión de confianza, podría ser pasible de ser acusado de infracción constitucional, motivo suficiente para ser vacado. Los fujimoristas eran partidarios de dicha posición. Sin embargo, es de señalar que otros constitucionalistas consideraban que el presidente si podía hacer cuestión de confianza sobre cualquier tema, y mencionaban como antecedente lo ocurrido bajo el mismo gobierno de Vizcarra, con las cuatro reformas constitucionales sometidas a referéndum, y con dos de las reformas políticas de carácter constitucional (inmunidad parlamentaria y el impedimento para ejercer cargos públicos); en ambos casos el presidente solicitó cuestión de confianza y se le concedió. Por lo demás, la propuesta de Vizcarra era una salida política extraordinaria a una terrible crisis política que llevaba ya dos años, y escapaba a una discusión meramente de doctrina constitucional.

##### Diálogo entre Vizcarra y Olaechea

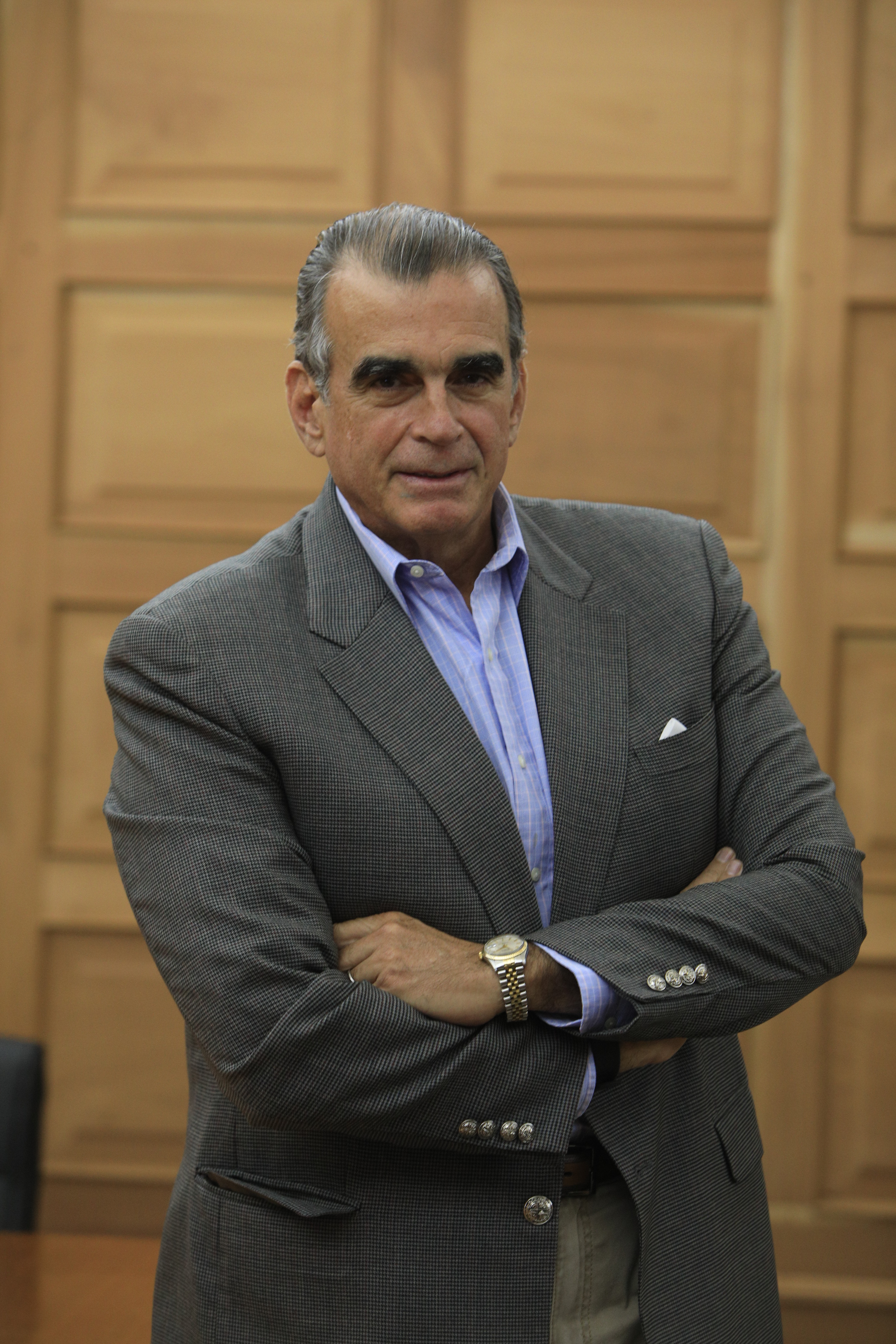
Pedro Olaechea, presidente del Congreso del Perú, del periodo 2019 - 2020. Se convirtió en el principal defensor del fuero Parlamentario tras el cierre del congreso en el 2019. Además de defender la demanda competencial ante el Tribunal Constitucional

El 19 de agosto de 2019, el presidente del Congreso Pedro Olaechea pidió al presidente Vizcarra que se rectificara de sus expresiones reveladas en los audios grabados de Tía María, ya que, según su opinión, alentaban a la radicalización de las protestas y generaba más conflicto entre peruanos. De paso, exhortaba a los políticos y a la ciudadanía a defender la Constitución. «Presidente Vizcarra, le vuelvo a extender la mano de demócrata. Trabajemos en una agenda conjunta por el bien del Perú. No tenga miedo de gobernar. El Perú está primero», concluía Olaechea su alocución.
Olaechea ofreció también, vía Twitter, dialogar con Vizcarra para llegar a una salida de la crisis política, sugiriendo la Iglesia de San Francisco como lugar de reunión. Luego, el 26 de agosto de 2019, volvió a dirigirse al mandatario, para plantearle una agenda de cuatro puntos a discutir: la generación de trabajo en grandes cantidades; la seguridad ciudadana; la reconstrucción del norte; y el adelanto de las elecciones.
La reunión entre Vizcarra y Olaechea se llevó a cabo el 3 de septiembre de 2019 en Palacio de Gobierno, y duró una hora y quince minutos. Ambos coincidieron en dar prioridad al proyecto para adelantar las elecciones generales, así como a los temas económicos.

##### Consulta a la Comisión de Venecia
El 15 de agosto de 2019, el presidente del Congreso Pedro Olaechea envió una carta a Gianni Buquicchio, titular de la Comisión Europea por la Democracia por el Derecho (más conocida como Comisión de Venecia), solicitando su opinión sobre el proyecto de adelanto de las elecciones generales, que de acuerdo a la tesis del fujimorismo y sus aliados, es anticonstitucional. En el fondo, se trataba de una queja del Congreso ante el supuesto avasallamiento que le pretendía imponer el Ejecutivo. Este pedido de opinión no fue bien recibido por el Ejecutivo. El ministro Vicente Zeballos consideró que era algo impertinente. Aunque la opinión de la Comisión de Venecia no tiene carácter vinculante. Entrevistado por la prensa, el presidente Gianni Buquicchio dijo que la Comisión de Venecia no se pronunciaría si el proyecto de adelanto de elecciones era constitucional o no, sino que solo daría una opinión que ayudase a los poderes del Estado peruano a evaluar opciones y hallar una solución.
El 24 de septiembre de 2019, los miembros de la Comisión de Venecia visitaron el Congreso, donde escucharon las distintas posiciones de las bancadas sobre el proyecto de adelanto de elecciones. Más tarde, fueron recibidos por la Comisión de Constitución, donde los congresistas fujimoristas digresaron sobre otros temas que no tenían nada que ver con el análisis jurídico del proyecto. La más llamativa fue Milagros Salazar, la vocera de Fuerza Popular, que proyectó la imagen de un meme viral en la que se comparaba a Martín Vizcarra con Hugo Chávez. Al día siguiente, los miembros de la Comisión de Venecia se reunieron en privado con el premier Salvador del Solar y el ministro de Justicia Vicente Zeballos en representación del gobierno. Se anunció que a mediados de octubre, la Comisión de Venecia daría su opinión.
El 14 de octubre de 2019, la Comisión de Venecia emitió su pronunciamiento acerca del proyecto del Ejecutivo sobre el adelanto de elecciones. Indicó que la Constitución peruana no pone alguna limitación explícita con respecto a los asuntos que podrían estar relacionados con la cuestión de confianza y que corresponde al Tribunal Constitucional decidir si las propuestas para las reformas constitucionales deban estar relacionadas con la cuestión de confianza. Señala que, en derecho comparado, relacionar reformas constitucionales a una cuestión de confianza es inusual. Además, que una cuestión de confianza por una reforma constitucional puede alterar el principio de separación de poderes. Precisa además que un proceso de reforma constitucional debe ser llevado de manera abierta, transparente y democrática. Es de señalar, sin embargo, que el proyecto de adelanto de elecciones no fue presentado con cuestión de confianza.

##### Análisis y exposición del proyecto de adelanto de elecciones
El 3 de septiembre de 2019, la comisión de Constitución y Reglamento del Congreso anunció la conformación de un Consejo Consultivo de treinta personas, entre las cuales se encontraban los expresidentes del congreso Martha Chávez Cossío y Ántero Flores-Aráoz Esparza; los expresidentes del Tribunal Constitucional Víctor García Toma, César Landa Arroyo y Ernesto Álvarez Miranda; constitucionalistas como Javier Valle Riestra González Olaechea, Raúl Ferrero Costa, Domingo García Belaúnde, Natale Amprimo Plá, Aníbal Quiroga León y Fernán Altuve-Febres Lores; los juristas Francisco Tudela van Breugel-Douglas y Javier de Belaunde López de Romaña, así como analistas políticos y abogados.
El 4 de septiembre de 2019, el presidente del Consejo de Ministros, Salvador del Solar y el ministro de Justicia, Vicente Zeballos asistieron a la comisión de Constitución para sustentar el proyecto de adelanto de elecciones. También fueron citados los titulares de entidades como la Oficina Nacional de Procesos Electorales (ONPE), el Jurado Nacional de Elecciones (JNE) y el Registrado Nacional de Identificación y Estado Civil (Reniec), así como constitucionalistas y economistas. Las opiniones se mostraron divididas: para unos era constitucional el adelanto de elecciones; para otros era anticonstitucional y antidemocrático.

#### Caso Odebrecht

##### Recurso de casación de Keiko Fujimori
La lideresa de Fuerza Popular, Keiko Fujimori, presa desde el 30 de octubre de 2018, presentó un recurso de casación ante el Poder Judicial, para anular su prisión preventiva. El 9 de agosto de 2019 se realizó la audiencia en la Sala Penal Permanente de la Corte Suprema. No se llegó a un acuerdo entre los cinco miembros de la Sala: dos de ellos declararon infundado el pedido, y otros tres se mostraron a favor en parte, pero solo en reducir el tiempo de la prisión preventiva de 36 a 18 meses (es de destacar que ninguno de ellos se mostró a favor de la libertad de Keiko). Como se necesitaban 4 votos concordantes para dar una sentencia sobre la casación, esta quedó pendiente, debiéndose recurrir a un juez dirimente.
Como jueza dirimente fue designada Susana Castañeda, que en su fallo del 12 de septiembre de 2019 decidió que Keiko Fujimori continuar en prisión preventiva, pero por 18 meses, rebajándose así los 36 meses que se le había impuesto. La jueza se sumó así a los tres magistrados que se habían pronunciado en la misma línea y decidió así la resolución. La hermana de Keiko, Sachi Fujimori, interpuso un recurso de habeas corpus ante el Tribunal Constitucional, a favor de la libertad de su hermana.

##### Disyuntiva por Chaglla
En abril de 2019, la constructora Odebrecht vendió el proyecto de la hidroeléctrica de Chaglla (Huánuco) a un consorcio estatal chino. De esa venta, el Estado peruano retuvo S/ 524 millones, con el objetivo de asegurar el pago de la reparación civil de Odebrecht. Pero, según una interpretación, ese dinero debía regresar a las cuentas de Odebrecht, pues en la homologación del acuerdo de colaboración eficaz se establecía dicha devolución, siempre en cuando no existiera investigación o proceso penal en curso que involucrase a la constructora por casos distintos a los establecidos en el acuerdo de colaboración. El Equipo de Fiscales Lava Jato consideraba que la devolución del dinero procedía, pues todavía no existían investigaciones avanzadas sobre casos nuevos, sino solo investigaciones preliminares. Otros opinaban que cualquier tipo de investigación era válida, por lo que no procedía esa devolución.
La polémica fue usada por la oposición al gobierno para seguir criticando la firma del acuerdo de colaboración, tachándola de favorecer más a la empresa brasileña. Esta, por su parte, consideraba vital la devolución de ese dinero, pues de eso dependía de que se mantenga en actividad, pues solo así podría pagar deudas a sus proveedores y cumplir con las reparaciones civiles, y a fin de cuentas, seguir aportando información a la fiscalía peruana. El Equipo de Fiscales Lava Jato y la Procuradoría ad hoc se mostraron a favor de la devolución del dinero a Odebrecht, señalando la importancia de mantener en pie el acuerdo de colaboración eficaz.
La encargada de dilucidar esta cuestión era la jueza que homologó el acuerdo de colaboración con Odebrecht, María Álvarez. Esta se pronunció en noviembre de 2019, con posterioridad a la disolución del Congreso: consideró que al no haber  controversia entre la Fiscalía, la Procuradoría y la empresa Odebrecht, procedía la devolución del dinero a Odebrecht.

##### Los codinomes
La investigación de un medio ecuatoriano, llamado La Posta, dio a conocer una serie de planillas del Departamento de Operaciones Estructuradas o Caja 2 de Odebrecht, que son listas de pagos ilícitos dados a personas, ocultas bajo seudónimos o codinomes. Esta información fue extraída del sistema My Web Day, el soporte informático de la Caja 2, que llegó a ser intervenido en el Lava Jato de Brasil. En lo referente al Perú, se trataría de pagos ilícitos a funcionarios sobre varias obras, como el Gasoducto del Sur, Olmos, Rutas de Lima, Chavimochic, Metro de Lima, Interoceánica del Sur, IIRSA Norte, etc.
En gran parte se trataba de información nueva, y en algunos casos de situaciones ya conocidas, todo lo cual llegó a manos del Equipo de Fiscales Lava Jato, que programó entonces interrogatorios a Jorge Barata, el exgerente de Odebrecht en el Perú, y a otros exdirectivos de dicha empresa. En agosto de 2019 se revelaron la identidad de algunos codinomes: Bigode sería Martín Bustamante, exfuncionario del exalcalde Luis Castañeda Lossio; Careca sería la exalcaldesa Susana Villarán; Almohadinha sería Horacio Cánepa, etc. También Barata declaró que Odebrecht hizo pagos a César Villanueva, cuando fue presidente regional de San Martín (luego sería premier de Humala y Vizcarra), como soborno para adjudicarse la carretera Cuñumbuque-Zapatero-San José de Sisa. El codinome adjudicado a Villanueva sería Currículum Vita.
Una nueva lista de setenta y un codinomes se reveló en septiembre de 2019, justo en plena crisis política por el proyecto de adelanto de elecciones, y se especuló si algunos de esos codinomes (Sipan, Castelo, Dr. No) serían de congresistas en funciones, como Javier Velásquez Quesquén, Jorge del Castillo y Luis Galarreta, todos ellos opositores del gobierno. El equipo de fiscales Lava Jato solicitó un nuevo interrogatorio a Barata y a otro exdirectivo. Trascendió que Barata, en principio, condicionó dar información a cambio de que se oficialice el reembolso de S/ 524 millones a favor de Odebrecht por la venta de la hidroeléctrica Chaglla. Pero luego fue convencido de acudir a dar declaraciones.
El interrogatorio se realizó el 2 de octubre de 2019. Barata explicó que, por falta de fondos (la empresa Odebrecht estaba a punto de declararse en quiebra) ya no podía corroborar las preguntas con la información almacenada en el servidor My Web Day, ya que Odebrecht no lo controlaba, sino que lo hacía otra empresa, a la que ya no podía pagar sus servicios. En el interrogatorio, Barata apeló solo a su memoria y respondió sobre las identidades de algunos codinomes. No pudo precisar si Sipán era Javier Velásquez Quesquén o Yehude Simon; confirmó que Pastor Alemao era Aurelio Pastor, pero no supo precisar si se le dio dinero por campaña electoral o por obras. Pero si recordaba que el codinome Apra se refería a la campaña electoral de Alan García. También reveló sobre los codinomes grupales: Campanha Nacional (campañas presidenciales de Keiko Fujimori, Ollanta Humala y Alan García); Campanha Regional (campañas de Luis Castañeda, Susana Villarán y Lourdes Flores); y Campaña Legislativa (campañas de postulantes de provincias al Congreso).

#### Caso Chinchero

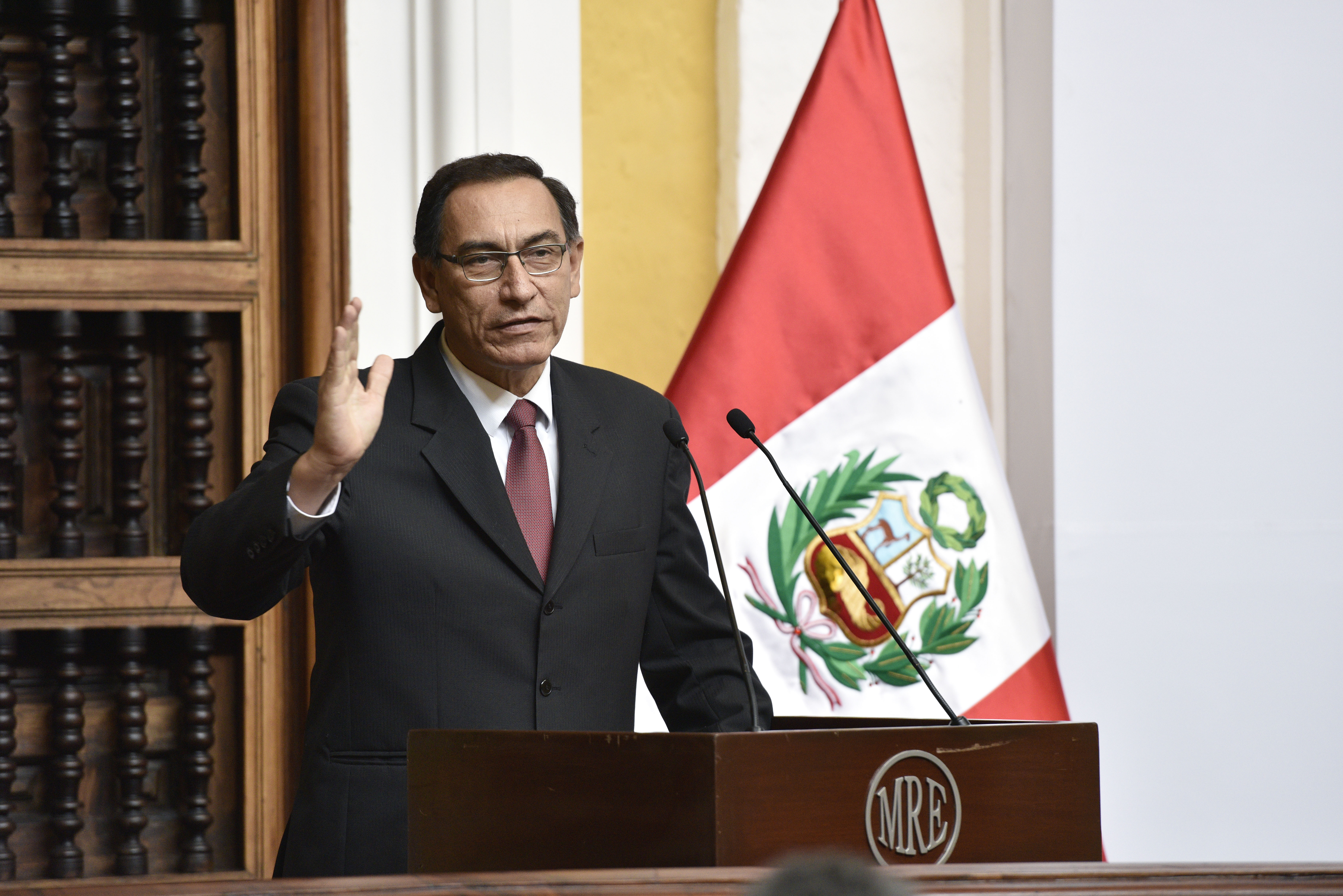
Martín Vizcarra, como primer vicepresidente del Perú (2016). Anteriormente se desempeñaba como Ministro de Transportes, en su gestión, surgió el polémico Caso Chinchero, que conllevo a su renuncia como Ministro.

El caso Chinchero surgió en el gobierno de Kuczynski, cuando Martín Vizcarra era, además de primer vicepresidente, ministro de Transportes y Comunicaciones (2017). Kuczynski decidió llevar adelante el proyecto del Aeropuerto Internacional de Chinchero, pero agregó una adenda al contrato de construcción suscrito con el consorcio Kuntur Wasi, que los opositores del gobierno consideraron lesivo para los intereses del Estado. Vizcarra, en su calidad de ministro, defendió dicha adenda, aduciendo que permitía un ahorro al Estado. Al final, el gobierno de Kuczynski tuvo que retroceder y Vizcarra, ante una inminente censura en el Congreso, se vio obligado a renunciar al ministerio. El contralor Edgar Alarcón recomendó iniciar acciones legales contra funcionarios del MTC, del MEF y de Ositran, por presuntas irregularidades en la adenda a favor de la empresa Kuntur Wasi. Una posterior difusión de un audio obligó también al ministro de Economía Alfredo Thorne a renunciar a su cargo, al ser acusado de ejercer presión política al contralor, supuestamente al condicionar el aumento del presupuesto de la Contraloría a cambio de un reporte positivo en lo referente a Chinchero.
El caso Chinchero, pese a ser archivado, no dejó de ser evocado por la oposición como amenaza contra el gobierno. En marzo de 2018, el fiscal de la Nación Pablo Sánchez concluyó que no había elementos suficientes para continuar con la investigación a Vizcarra por dicho caso. Sin embargo, especificó que de encontrarse nuevos elementos, podría reabrirse el proceso.
El 23 de agosto de 2019, la fiscal anticorrupción Zoila Sueno Chirinos formalizó la investigación preparatoria contra 13 personas —ocho funcionarios públicos y cinco del sector privado— vinculadas a la firma de la adenda del contrato de Chinchero. Entre los funcionarios públicos, el nombre más destacado es el de Fiorella Molinelli (expresidenta de EsSalud), quien como viceministra de Transportes, estampó su firma en la adenda del contrato, en lugar de Vizcarra. La fiscalía sostiene la hipótesis de colusión agravada. Entre los investigados no está incluido el presidente Martín Vizcarra, pues debido a su cargo, solamente puede ser investigado por la fiscal de la Nación, Zoraida Ávalos.
El 4 de septiembre de 2019, la Comisión de Fiscalización del Congreso pidió al pleno que debatiera el informe preliminar sobre este caso elaborado hace dos años. Ello, justo en momentos de la crisis por el pedido de adelanto de elecciones, y no faltaron opositores del gobierno que consideraban que Vizcarra podría ser incluido en la investigación y con ello habría motivo para su vacancia.

### Sexto período (2019-2020)

#### Disolución del Congreso

##### Antecedentes

###### Controversia por la elección de los miembros del Tribunal Constitucional

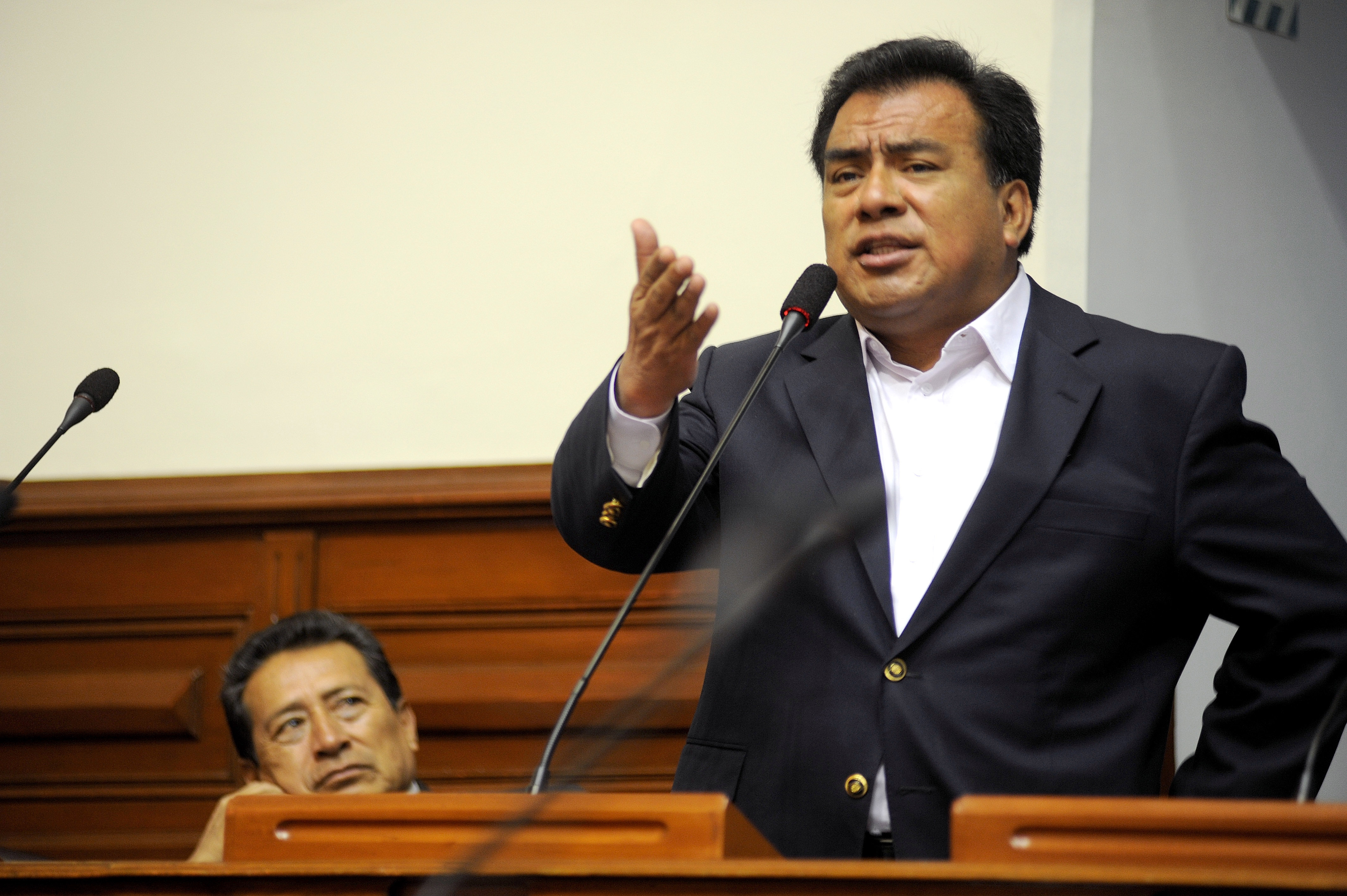
Los experimentados congresistas apristas Javier Velásquez Quesquén (en la imagen) y Mauricio Mulder, durante el periodo congresal de 2016-2019 fueron casi siempre de la mano con Fuerza Popular, en el pleno y en comisiones. De allí se originó la denominación de fujiaprismo o aprofujimorismo.

Coincidiendo con la discusión por el proyecto de adelanto de elecciones y de la solicitud de habeas corpus a favor de Keiko Fujimori ante el Tribunal Constitucional (TC), en septiembre de 2019, el fujimorismo y sus aliados del Congreso apresuraron el proceso de selección de los magistrados de dicho tribunal, que se hallaba paralizado desde noviembre de 2018. Aunque solo se estaba cumpliendo con la ley establecida, ya que el periodo de dichos magistrados estaba vencido, las bancadas contrarias al fujimorismo destacaron la inusual celeridad con la que se seleccionaron a los once candidatos al TC, algunos de los cuales empezaron a ser cuestionados por sus vínculos con el fujimorismo, el aprismo y con Los Cuellos Blancos del Puerto.
El 22 de septiembre de 2019, un programa televisivo divulgó un audio en el que se oía al congresista aprista Javier Velásquez Quesquén coordinar la elección de magistrados del Tribunal Constitucional, junto a congresistas de Fuerza Popular. Velásquez Quesquén aparece diciendo que era necesario que tengan una pieza de recambio en el TC y que con eso se le «bajaba una llanta» a dicho tribunal. Ese audio data de noviembre de 2018, en el contexto de la conformación de la comisión especial para el nombramiento de los nuevos integrantes del dicho organismo, pero que, inexplicablemente, recién se instaló el 11 de septiembre de 2019, impulsado por Olaechea.
La preocupación del fujimorismo y sus aliados por renovar a los miembros del TC se entendía porque, por lo menos cuatro de los siete miembros de ese organismo (calificados de «rojos» [izquierdistas] o «caviares» [progresistas]) aparentemente solían votar en contra de sus intereses, como había ocurrido con la Ley Mulder que pretendía eliminar la publicidad estatal en medios de comunicación, y con la Ley antitransfugas que Fuerza Popular quiso imponer en el Congreso. Por eso, cuando Velásquez hablaba de «bajarse una llanta» al TC, se refería a que bastaba colocar un magistrado afecto a sus intereses para desequilibrar a su favor las decisiones del TC.
Se programó para el 30 de septiembre de 2019 la sesión del pleno para elegir a los nuevos magistrados que conformarían el Tribunal Constitucional.

###### Archivamiento del proyecto de adelanto de elecciones
El 25 de septiembre de 2019, la Comisión de Constitución presidida por Rosa Bartra dio un predictamen que aconsejaba archivar el proyecto de adelanto de elecciones, pues consideraba que era «per se anticonstitucional». Rechazaba también todo lo planteado por el Ejecutivo: negaba que existiera una crisis política, consideraba que un referéndum no era una salida idónea, así como considerar que el cronograma electoral propuesto por el gobierno resultaba inviable. Al día siguiente, el predictamen se debatió durante dos horas en el seno de la Comisión, y finalmente, fue aprobado con 13 votos a favor y uno en contra. Votaron a favor: Héctor Becerril, Mario Mantilla, Ángel Neyra, Luz Salgado, César Segura, Gladys Andrade, Yeni Vilcatoma, Tamar Arimborgo (todos de Fuerza Popular), Sonia Echevarría (Acción Republicana), Salvador Heresi (Contigo), Julio Rosas (Acción Republicana), Estelita Bustos (Cambio 21), Marisol Espinoza (APP) y Javier Velásquez Quesquén (Apra). El único que votó en contra fue Yonhy Lescano (Acción Popular). Los representantes de las otras bancadas (Frente Amplio, Nuevo Perú, PpK, Unidos por la República y Bancada Liberal) no participaron pues se retiraron como protesta, luego que la mayoría rechazara que el proyecto fuera debatido en el pleno.
Ese mismo día se realizó también una sesión del Consejo de ministros y en la tarde, el premier Salvador del Solar salió acompañado de los miembros del Consejo de Ministros a dar una conferencia de prensa. Del Solar cuestionó a los congresistas que mandaron al archivo el proyecto de adelanto de elecciones, lamentando que sobrepusieran sus intereses personales a los del país. Y es que pese a que el mismo Congreso había solicitado la opinión no vinculante de la Comisión de Venecia, antes de tener una respuesta procedía a archivar el proyecto. «Nuestro gobierno no se va a quedar con los brazos cruzados. Vamos a actuar con la autoridad y fortaleza que nos dan la Constitución y las leyes, y actuar con la responsabilidad que este Parlamento no ha sabido demostrar el día de hoy», dijo, aunque no precisó qué medida tomaría el Ejecutivo. Invocó también a la reacción de la ciudadanía.

###### Cuestión de confianza sobre elección del Tribunal Constitucional
El viernes 27 de septiembre de 2019, a la una de la tarde, el presidente Vizcarra dio un mensaje a la Nación en el que anunció que presentaría ante el Congreso una cuestión de confianza orientada a suspender el proceso de elección de los magistrados del Tribunal Constitucional (TC) y modificar el mecanismo para dicha elección, a fin de garantizar su transparencia. Dijo que ante la evidente repartija política que estaban haciendo el fujimorismo y sus aliados para copar dicho tribunal con sus allegados, era necesario frenar ese intento; aludió también a un semanario local (Hildebrandt en sus trece) que ese mismo día publicó una entrevista del periodista César Hildebrandt a la magistrada del TC, Marianella Ledesma Narváez, que reveló que uno de sus colegas del TC le había sugerido permanecer en el Tribunal si votaba a favor de la libertad de Keiko Fujimori. Sobre el archivamiento del proyecto de adelanto de elecciones, Vizcarra no dijo nada, aunque luego el premier aseguró que se seguirá insistiendo en ese tema.
Horas después, el primer ministro Salvador del Solar llegó al Congreso para presentar un documento dirigido a Pedro Olaechea, pidiéndole que le permita solicitar ante el pleno del Parlamento una cuestión de confianza por la elección de magistrados del TC. En respuesta, Olaechea convocó a Junta de Portavoces para el día lunes 30 de septiembre, previo al inicio del pleno programado para tratar la elección de los magistrados del TC. De modo que, ambas decisiones trascendentales, la elección de los magistrados y el pedido de cuestión de confianza del Ejecutivo al Congreso, coincidieron en programarse el mismo día.
En la noche del 29 de septiembre de 2019, en una entrevista concedida a un programa televisivo (Cuarto Poder de América Televisión), el presidente Martín Vizcarra adelantó que si el Congreso no atendía con prioridad la cuestión de confianza que buscaba modificar la ley orgánica del TC y continuaba con el proceso de elección de los jueces del Constitucional, asumiría que la confianza solicitada le había sido negada, y por lo tanto, estaría facultado a disolver el Parlamento.

##### Sucesos del 30 de septiembre

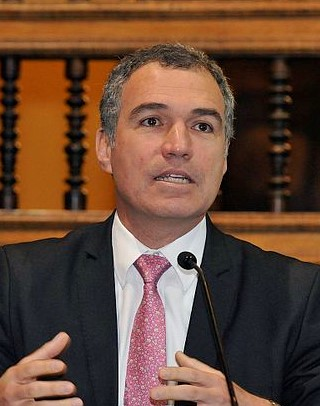
Salvador del Solar, Presidente del Consejo de Ministros del Perú durante la Gestión de Martin Vizcarra, su gestión estuvo marcada por enfrentamientos con el Poder Legislativo que terminó con la disolución de este poder del estado en septiembre del 2019

En la mañana del 30 de septiembre, se reunió la Junta de Portavoces del Congreso de la República, y acordó que, en la sesión del pleno programada para ese día, se realizara primero la elección de los miembros del Tribunal Constitucional, como estaba programado desde hacía una semana. Asimismo, determinó que recién al término de dicho proceso se debía recibir al primer ministro Salvador del Solar y a los integrantes de su gabinete para que sustentaran la cuestión de confianza solicitada, que buscaba modificar la ley orgánica del TC.
Esa misma mañana, Del Solar y su consejo de ministros llegaron al Congreso y esperaron en la sala de embajadores para ser recibidos en el pleno. Insólitamente, cuando se encaminaban al hemiciclo, encontraron las puertas trancadas. Los fujimoristas y sus aliados habían decidido no dejarles ingresar, pese a que los ministros si pueden participar en las sesiones del pleno del congreso, según el artículo 129 de la Constitución. Solo con la ayuda de los congresistas Jorge Meléndez Celis, Clemente Flores (ambos de la bancada de PpK) y Patricia Donayre, que golpearon y empujaron la puerta, fue que Del Solar pudo colarse e ingresar al hemiciclo. Incluso la ministra de la mujer y también congresista, Gloria Montenegro les tomo fotografías a los guardias que les restringian el ingreso amenazandolos con denunciarlos sino abrían las puertas del hemiciclo. También se recibió la ayuda del congresista Richard Arce, que ganó con su fuerza a los guardias de seguridad que intentaron frenarle el paso.
Mientras tanto, en el pleno, las bancadas de Frente Amplio, Nuevo Perú, Unidos por la República y Liberal habían presentado una moción de orden del día, que planteaba dejar sin efecto la elección de magistrados del TC y poner como único tema de agenda de la sesión plenaria de ese día la cuestión de confianza que iba a solicitar el Ejecutivo. El documento estaba suscrito por los legisladores Indira Huilca Flores (Nuevo Perú), Patricia Donayre (Unidos por la República), Hernando Cevallos (Frente Amplio) y Gino Costa (Bancada Liberal).
Al poco rato, se suscitó el alboroto por la entrada del premier Del Solar al hemiciclo y se suspendió la sesión. Al reanudarse esta, el pleno Congreso rechazó la cuestión previa para suspender la elección de los magistrados del TC con 34 votos a favor, 80 en contra y cero abstenciones.
Luego se permitió, por cortesía, que Del Solar hablara en el pleno por diez minutos, es así que el congresista Gino Costa le ofreció su escaño al premier para que presente la cuestión de confianza. Del Solar presentó entonces ante el pleno la cuestión de confianza sobre el proceso de elección de magistrados del Tribunal Constitucional, declarando que era importante que el mencionado proceso sea realizado con transparencia, ya que la confianza de la ciudadanía sobre las autoridades estaba debilitada.

Debido a nuestra preocupación hemos presentado un proyecto de ley para un proceso transparente, un proyecto de ley ya presentado ante este Congreso, por el cual en nombre del Consejo de Ministros hago cuestión de confianza en este mismo momento, para que el parlamento decida si nos otorga la confianza y que considera por lo tanto que hay que hacer uso de transparencia o para que nos la niegue si va a seguir adelante con este procedimiento
Del Solar en su Intervención en el Congreso de la República. Lima, 30 de septiembre del 2019.

###### Elección de Gonzalo Ortiz de Zevallos como magistrado del TC
Pese a que en el pedido de cuestión de confianza presentado por Del Solar se incluía que se suspendiera el proceso de elección iniciado hacía una semana (además de la aprobación de un nuevo mecanismo para dicha elección), la mayoría del Congreso decidió llevar adelante la elección. El primer candidato al TC en ser votado fue Gonzalo Ortiz de Zevallos Olaechea (primo del presidente del Congreso), quien obtuvo 87 votos a favor, 13 en contra y 2 abstenciones. Luego se intentó elegir a otro candidato, pero no alcanzó los 87 votos necesarios. Acto seguido, se suspendió la sesión.
Durante la elección de Ortiz de Zevallos, se produjo un incidente cuando la congresista María Elena Foronda, de Frente Amplio, denunció que supuestamente otro legislador la había suplantado y votado en su lugar a favor de Gonzalo Ortiz de Zevallos. Al momento de realizarse la votación electrónica, Foronda se hallaba al medio del hemiciclo, protestando junto a los miembros de Frente Amplio y Nuevo Perú contra la elección, por lo que aseveró que ella no había podido dar ese voto. Por tanto, exigió que se declarara nula la votación. Luego se supo que el congresista Manuel Dammert había activado el botón de manera casual. No obstante, el Congreso ratificó la elección, considerando que sí se habían contabilizado 87 votos tomando en cuenta el último voto de la congresista Yeni Vilcatoma, quien votó a mano alzada.
Pedro Olaechea solicitó la dispensa del trámite de sanción del acta para ejecutar todo lo acordado y comunicar la designación de Ortiz de Zevallos al Tribunal Constitucional.  

###### Martin Vizcarra disuelve el Congreso

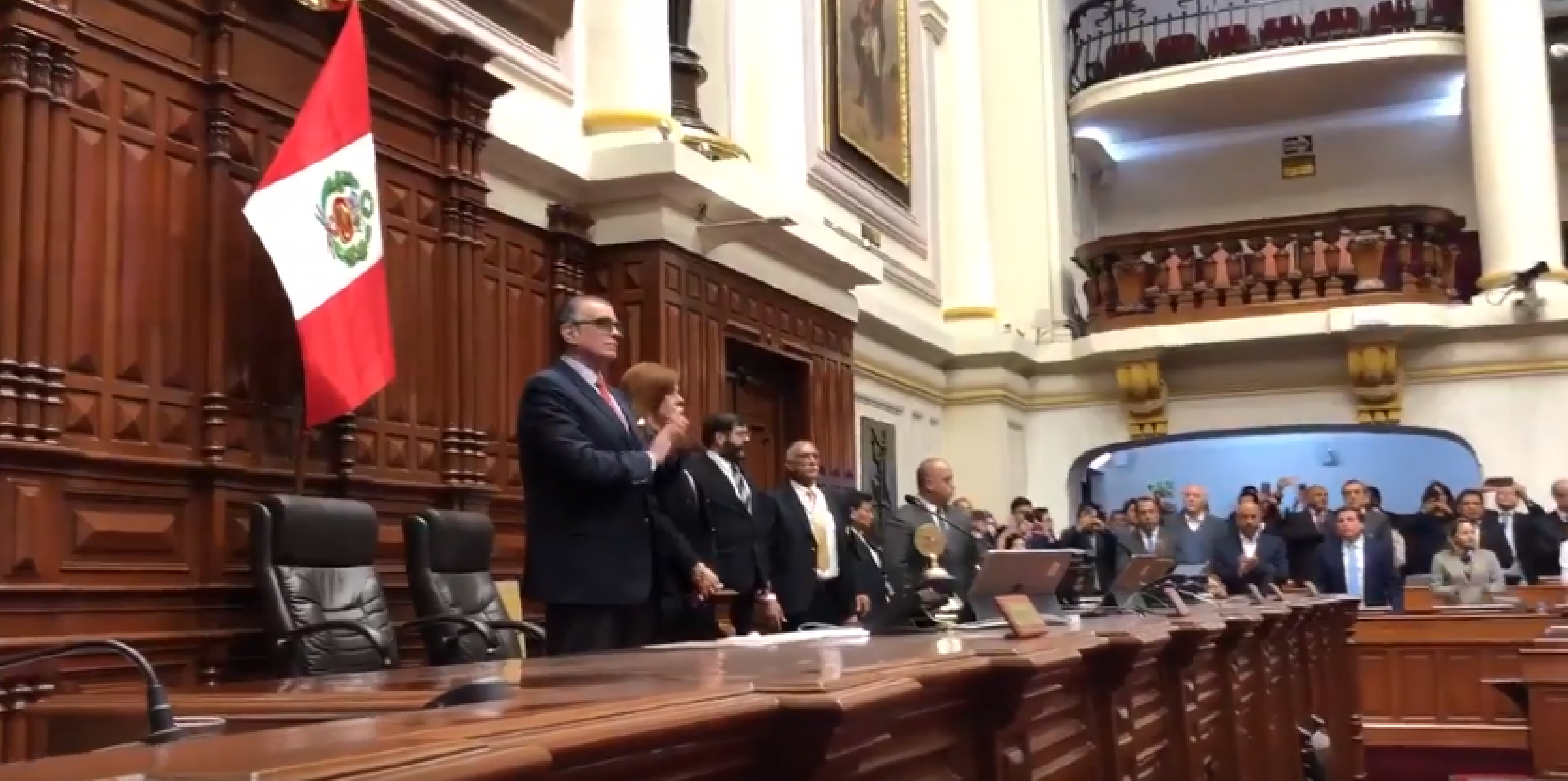
Mercedes Aráoz juramentando como «presidenta interina» ante el congreso disuelto. Dicha medida no prosperó. Y renunció al día siguiente.

En la tarde, el pleno del Congreso de la República se volvió a reunir y tal como lo habían anunciado, iniciaron el debate para decidir si se otorgaba o no la confianza al Ejecutivo. Cuando a las 5 y 25 de la tarde se anunciaba que el presidente Vizcarra empezaba a emitir su Mensaje a la Nación, los congresistas apresuraron la votación, aprobando dar la cuestión de confianza al Ejecutivo con 50 votos. En contra votaron 31 y hubo 13 abstenciones.
Pero ya Vizcarra, en su Mensaje a la Nación, anunciaba la disolución de Congreso de la República, al considerar que la elección de un candidato al TC era una «negación fáctica» a la cuestión de confianza presentada por su premier Del Solar en la mañana. Dijo además que, como paso siguiente, llamaría a elecciones de congresistas de la República.

Que sea finalmente el pueblo el que decida. El cierre que dispongo está dentro de mis facultades contenidas en la Constitución dando fin a esta etapa de entrampamiento político. Que se defina en las urnas el futuro del país.
Martín Vizcarra, 30 de septiembre de 2019.

Luego, pasadas las 8 y 40 de la noche, el pleno del Congreso, integrado por un grupo de 86 parlamentarios opositores al gobierno, votó por la suspensión por 12 meses de Vizcarra en el ejercicio de la Presidencia de la República, por incapacidad moral, invocando el artículo 114 de la Constitución. No pudieron declarar la vacancia del presidente según el artículo 113, pues para ello era necesario 103 votos de aprobación, cuando se trata de una resolución inmediata. Acto seguido, juramentó la segunda vicepresidenta Mercedes Aráoz como presidenta interina de la República en reemplazo de Vizcarra. Sin embargo, esta maniobra fue considerada ilegal por el oficialismo, al estar ya el parlamento disuelto. Tampoco generó apoyos masivos de la ciudadanía ni de la comunidad internacional.
Al mismo tiempo, se produjo la juramentación de Vicente Zeballos como Presidente del Consejo de Ministros en reemplazo de Salvador del Solar y la publicación del decreto de disolución del Parlamento y la convocatoria a nuevas elecciones para el 26 de enero de 2020, firmado por Vizcarra y Zeballos (Decreto Supremo 165-2019-PCM). Las Fuerzas Armadas y la Policía Nacional respaldaron al gobierno de Vizcarra.

##### Consecuencias

###### Renuncia de Mercedes Aráoz a la vicepresidencia de la República
El 1 de octubre de 2019, Mercedes Aráoz renunció de manera irrevocable a su cargo de vicepresidenta constitucional del Perú. También anunció que declinaba al cargo de presidenta interina que le había conferido el ya disuelto Congreso, y pidió la convocatoria a elecciones generales.
Entrevistada por la prensa extranjera, Aráoz dijo que su juramentación como «presidenta interina» había sido solo un «acto simbólico político» y que renunciaba a esa investidura al no haber garantías para ejercerla. El premier Zeballos saludó la decisión de Aráoz de renunciar a la vicepresidencia de la República, pero luego hizo notar que su renuncia no era válida, pues su carta lo había presentado ante Olaechea, el expresidente del Congreso ya disuelto. Uno de los excongresistas, Marco Arana, denunció a Aráoz ante la fiscalía por usurpación de funciones.

###### Reunión de la Comisión Permanente
El 2 de octubre de 2019, se reunió por primera vez durante el interregno la Comisión Permanente del Congreso, conformada por 28 congresistas, representantes en proporción de todas las ex bancadas y presidida por Pedro Olaechea, tal como está previsto en la Carta Magna en caso de disolución constitucional del Congreso. Cabe señalar que la Comisión Permanente tiene funciones muy limitadas y ya no puede legislar, correspondiéndole al Ejecutivo esta función mediante decretos de urgencia. Olaechea, sin embargo, hizo reiteradas declaraciones afirmando que seguía siendo el presidente del Congreso y no solo de la Comisión Permanente. Incluso sugirió la posibilidad de convocar al pleno. Cabe destacar que el Reglamento del Congreso establece que el presidente del Congreso tiene entre sus atribuciones presidir la Mesa Directiva y la Comisión Permanente.
La Comisión Permanente acordó permanecer en sesión continua. Los representantes de Nuevo Perú, Frente Amplio, Bancada Liberal y Peruanos por el Kambio se retiraron del hemiciclo al no estar de acuerdo con la posición de Fuerza Popular y sus aliados de arrogarse facultades que ya no le correspondían. Uno de los primeros acuerdos de la Comisión fue presentar un recurso competencial ante el Tribunal Constitucional para declarar nula la disolución del Congreso.
Olaechea también envió una controvertida carta al presidente del Tribunal Constitucional Ernesto Blume, pidiéndole que oficializara la elección de Gonzalo Ortiz de Zevallos Olaechea como miembro de dicho tribunal, incluso sugiriendo que reemplazara al magistrado con mandato vencido con la colegiatura de menor antigüedad. Se criticó esto último, pues solo compete al mismo Tribunal Constitucional decidir cuál de sus miembros es el que debe dejar su cargo en beneficio del elegido por el Congreso. Además, la elección de Ortiz de Zeballos en el Congreso fue cuestionada por recursos de reconsideración y nulidad pendientes, que el próximo Congreso tendrá que resolver.

###### Opiniones de la oposición
Otro punto importante de resaltar es que, tras la renuncia de Araóz a la vicepresidencia, tanto Olaechea como los representantes de Fuerza Popular y sus aliados, dejaron tácitamente de insistir en la suspensión temporal del presidente Vizcarra por incapacidad moral y pasaron a exigir su renuncia a la presidencia, así como el adelanto de las elecciones generales. Esto desató ácidas críticas contra Olaechea y el fujimorismo, pues el adelanto de elecciones había sido precisamente el proyecto del Ejecutivo, que Fuerza Popular y sus aliados habían mandado al archivo en la Comisión de Constitución, una semana antes de la disolución del Congreso.

###### El TC rechaza la incorporación de Gonzalo Ortiz de Zevallos
Durante una conferencia de prensa realizada el 14 de octubre de 2019, el presidente del Tribunal Constitucional, Ernesto Blume, anunció la convocatoria del pleno de dicho organismo para el día 17 de octubre, donde se vería la admisión de la demanda competencial promovida por Pedro Olaechea contra la decisión del Ejecutivo de disolver el Congreso, así como los pedidos de incorporación de Gonzalo Ortiz de Zevallos para ser integrante del TC. Blume se mostró además enfático al sostener que tanto él como los demás miembros del TC actuaban siempre con honradez e imparcialidad, sin dejarse llevar por ninguna tendencia política.
El pleno del Tribunal Constitucional se reunió el 17 de octubre de 2019 y luego de un debate, rechazó por mayoría la incorporación de Gonzalo Ortiz de Zevallos a dicho organismo. De los siete magistrados, cinco votaron en tal sentido, al considerar que no había concluido la elección de Ortiz de Zeballos, pues estaban pendientes de resolverse dos recursos en contra: uno de reconsideración presentado por la congresista Patricia Donayre (Unidos por la República) y otro de nulidad por la congresista María Elena Foronda (Frente Amplio). Todo lo cual el próximo Congreso debería resolver. A lo que se suma que el nombramiento de Ortiz de Zeballos no fue publicado en el diario oficial El Peruano.
De otro lado, ese mismo día, el pleno del TC eligió al magistrado Carlos Ramos Núñez como el ponente encargado de presentar un borrador de informe respecto a si se admitía o no a trámite la demanda competencial interpuesta por Olaechea contra el Ejecutivo por la disolución del Congreso.

#### Interregno parlamentario

##### Juramentación del Gabinete Zeballos

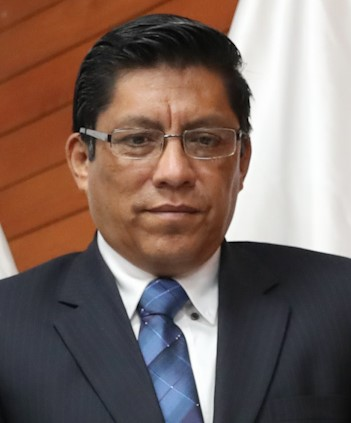
Vicente Zeballos, presidente del Consejo de Ministros entre el Periodo del 2019 - 2020. Tuvo que esperar a que se instale el nuevo congreso para plantear las políticas del gobierno.

El 3 de octubre de 2019, a las doce del día, juramentó ante el presidente Vizcarra el nuevo gabinete presidido por Vicente Zeballos. Se mantuvo a la mitad de los integrantes del anterior gabinete: Carlos Morán Soto (Interior), Flor Pablo Medina (Educación), Zulema Tomás (Salud), Sylvia Cáceres (Trabajo), Édgar Vásquez (Comercio Exterior y Turismo), Miguel Estrada Mendoza (Vivienda), Rocío Barrios (Producción), Gloria Montenegro Figueroa (Mujer y Poblaciones Vulnerables). La que fuera ministra de Agricultura Fabiola Muñoz regresó a la cartera de Ambiente. Los nuevos miembros son: Gustavo Meza-Cuadra (Relaciones Exteriores), María Antonieta Alva (Economía y Finanzas), Ana Teresa Revilla (Justicia), Francesco Petrozzi (Cultura), Juan Carlos Liu Yonsen (Energía y Minas), Walter Martos Ruiz (Defensa) y Jorge Montenegro Chavesta (Agricultura y Riego). También se dieron las reincorporaciones de anteriores ministros: Edmer Trujillo (Transportes y Comunicaciones) y Jorge Meléndez Celis (Inclusión Social). Se dijo que se trataba de un gabinete compuesto por allegados al presidente. También se resaltó la juventud de la ministra de Economía y la presencia de ocho mujeres en el gabinete, con lo que se empezaba a recuperar la paridad de género.
El 6 de octubre de 2019, el diario El Comercio publicó una entrevista al presidente Vizcarra, quien asumió la responsabilidad del acto de disolución del Congreso, y dijo que no tuvo otra opción después de los intentos de diálogo con la oposición emprendidos por su premier Del Solar. También señaló que la negación fáctica de la cuestión de confianza por la elección de los miembros del TC, fue el último rechazo que en ese sentido le hizo el Congreso, pues en dos anteriores oportunidades en las que también planteó cuestión de confianza y que le fue concedida de palabra, igual se lo negaron en la práctica. Se refería, en primer término, al proyecto de la bicameralidad (uno de las reformas sometidas a referéndum del 9 de diciembre de 2018), que el Congreso desnaturalizó, incluyendo de contrabando modificaciones a diversos artículos, entre ellos el referente a la cuestión de confianza, a fin de restar de prerrogativas al Ejecutivo, llevando al mismo Vizcarra a pedir a la ciudadanía que no votaran por dicha reforma. El segundo rechazo fáctico a la cuestión de confianza fue sobre la inmunidad parlamentaria (una de las reformas políticas), que el Congreso aprobó en julio de 2019 sin hacer ninguna mejora esencial, conservando su cuestionada prerrogativa de decidir el levantamiento de dicha inmunidad.

###### Exposición del Plan de Trabajo del gobierno
El día 30 de octubre de 2019, desde Palacio de Gobierno, el presidente Vizcarra y el primer ministro Zeballos, expusieron su plan de Gobierno ante la ciudadanía. Dicho plan incluía un conjunto de medidas para fomentar, mejorar y fortalecer el desarrollo social, económico y político del país, en los siguientes meses de gobierno. Contemplaba los siguientes importantes puntos:
- En Salud, se puso como meta el acceso universal a los servicios de salud pública para todos los peruanos, mediante el Aseguramiento Universal en Salud (AUS). Se dio también a conocer un decreto de urgencia para que las farmacias y boticas públicas y privadas tengan existencias permanentes de medicamentos genéricos de calidad.
- En el aspecto laboral, se anunció que se coordinará con el Consejo Nacional del Trabajo un incremento de la remuneración mínima vital de acuerdo al costo de vida, y que este aumento debería institucionalizarse para que se haga periódicamente bajo criterios técnicos y no obedeciendo a coyunturas políticas.
- En el rubro de Mujer y Poblaciones Vulnerables, se anunció un aumento del presupuesto para la lucha contra la violencia hacia la mujer.
- En seguridad ciudadana, se planteó una estrategia integral que contempla la formación de policías profesionales, el aumento del patrullaje, el fortalecimiento de la investigación policial, el control y uso de armas, la situación de los penales, etc.
- En Educación, se fortalecería las funciones de la Superintendencia Nacional de Educación Superior Universitaria (SUNEDU), así como se impulsaría una secundaria técnica productiva que brinde a los estudiantes mayores oportunidades, entre otras disposiciones.
- En Transportes, se anunció que se continuaría la ampliación del Aeropuerto Jorge Chávez y la construcción del Aeropuerto de Chinchero, de modo que para 2024 el país contaría con dos grande aeropuertos internacionales.

###### Decretos de urgencia
Durante los cuatro meses del interregno parlamentario, el gobierno, dio un total de 67 decretos de urgencia, los cuales estarán sujetos a revisión por el nuevo Congreso. Por lo pronto, fueron puestos a consideración de la Comisión Permanente, que se limitará a elevar un informe de cada uno de ellos a la directiva del nuevo parlamento. El presidente del Consejo de Ministros deberá acudir ante el nuevo Congreso para explicar los alcances de estos decretos de urgencia. A pesar de que la Constitución prohíbe que se dicten decretos de urgencia en materia tributaria (artículo 74), el Ejecutivo emitió cuatro decretos sobre impuestos, lo que tendrá que ser revisado por el Congreso de la República.
Tras las elecciones congresales del 26 de enero de 2020, el Ejecutivo anunció que ya no daría más decretos de urgencia.

##### Demanda competencial
El 10 de octubre de 2019, Pedro Olaechea, presentó al Tribunal Constitucional una demanda competencial contra el Ejecutivo por la disolución del Congreso. Esta demanda consta de cuatro puntos:
1. Que se declare que el Poder Ejecutivo no tiene competencia para realizar pedidos de cuestión de confianza sobre atribuciones que son competencia exclusiva del Congreso.
2. Que se declare que la cuestión de confianza solo puede ser otorgada por el Congreso de forma expresa, a través de una votación del pleno, y no de manera tácita o «fáctica».
3. Que se declare que la cuestión de confianza debe plantearse, debatirse y someterse a votación, respetando los procesos establecidos en el reglamento del Congreso.
4. Que se declare la nulidad de la disolución del Congreso.

Olaechea también presentó una medida cautelar ante el TC para que se suspenda la disolución del Parlamento.
El 12 de octubre de 2019, el procurador público de la Presidencia del Consejo de Ministros interpuso ante la Fiscalía de la Nación una solicitud para que se le abra investigación preliminar a Pedro Olaechea, por el presunto delito contra la administración pública, en la modalidad de usurpación de funciones y en agravio del Estado. Ello, debido a que Olaechea seguía firmando documentos como Presidente del Congreso de la República. En respuesta, Olaechea dijo que solo defendía la Constitución y que nada le haría retroceder. Cabe destacar que existen diversas posiciones sobre el cargo de Olaechea, pues el reglamento del Congreso establece que «la Comisión Permanente es presidida por el Presidente del Congreso» y que «los Vicepresidentes de la Comisión Permanente son Vicepresidentes del Congreso».

###### Admisión de la demanda competencial
El 29 de octubre de 2019, tras escuchar el informe del magistrado Carlos Ramos, que recomendaba la admisión de la demanda competencial, el pleno del Tribunal Constitucional votó, en unanimidad, en dicho sentido. Pero rechazó por cinco votos contra dos la medida cautelar que buscaba la restitución del Congreso. Los dos votos a favor de la medida cautelar fueron del presidente del TC, Ernesto Blume, y del magistrado José Luis Sardón.
El 5 de noviembre de 2019, el TC notificó al procurador del Ministerio de Justicia especializado en materia constitucional, Luis Huerta, y al presidente de la Comisión Permanente Pedro Olaechea, sobre la admisión a trámite de la demanda competencial. Lo interesante del documento del TC era que precisaba que el recurso no suspendía el cronograma electoral en curso, y que la sentencia que daría sobre la controversia tendría «efectos a futuro». Es decir, quedaba de plano descartado que el Congreso fuera restituido, al considerar su disolución como un hecho consumado, y que el TC solo daría recomendaciones sobre los procedimientos que deberían realizarse en adelante, en caso de presentarse situaciones similares.

###### Resolución
El magistrado Carlos Ramos fue el encargado de presentar ante el TC la ponencia de la demanda competencial sobre el reclamo de Pedro Olaechea contra la disolución del Congreso. En su proyecto de sentencia, Ramos aconsejó declarar infundada la demanda competencial, al considerar que si bien existió la aprobación de la cuestión de confianza a través de una votación por parte del Congreso, en la práctica se rechazó puesto que no se procedió a la suspensión de la elección de los miembros del TC.
El 14 de enero de 2020, el pleno del TC, presidida por Marianella Ledesma, se reunió para discutir el proyecto de sentencia presentado por Ramos. Se esperaba que el debate fuera prorrogado, pero ese mismo día se cerró el debate y se procedió a la votación. De los siete miembros del TC, cuatro respaldaron la ponencia de Ramos, declarando infundada la demanda competencial. Ellos fueron Marianella Ledesma, Carlos Ramos, Manuel Miranda y Eloy Espinosa-Saldaña. Los tres restantes que votaron a favor de la demanda competencial fueron Ernesto Blume, Augusto Ferrero y José Luis Sardón.
El presidente Vizcarra saludó la decisión del TC y dijo que nunca había dudado que el acto de disolver el Congreso se ajustaba al marco constitucional. Por su parte, Pedro Olaechea afirmó que acataría la decisión del TC, pero señaló que será la historia la que se encargara de juzgarla.

##### Conformación de la Junta Nacional de Justicia
El 30 de diciembre de 2019, la Comisión Especial para la conformación de la Junta Nacional de Justicia (JNJ) anunció a los candidatos para este organismo que superaron el concurso público. El JNJ reemplazaba al antiguo Consejo Nacional de la Magistratura, cuestionado por el caso CNM Audios que puso al descubierto a la organización criminal de Los Cuellos Blancos del Puerto. En orden de méritos, los siete miembros titulares del JNJ eran: Aldo Vásquez Ríos, José Ávila Herrera, Luz Inés Tello de Ñecco, María Zavala Valladares, Imelda Tumialán Pinto, Marco Tulio Falconí y Antonio Humberto de la Haza Barrantes.
La ceremonia de juramentación de los miembros fue programada para el 6 de enero de 2020. Pero antes de ello, el diario El Comercio publicó un registro de llamadas telefónicas que mostraban que dos de los integrantes elegidos, María Zavala Valladares y Marco Tulio Falconí, sostuvieron diversas comunicaciones con algunos personajes implicados en la organización Los Cuellos Blancos del Puerto, entre ellos el juez César Hinostroza. Además, se cuestionó que Falconí, obtuviera una bonificación del 10% adicional en su calificación por haber consignado que fue licenciado de las Fuerzas Armadas, así como se le acusó de supuestos plagios en su tesis.
La fiscal de la Nación, Zoraida Ávalos, consideró que la juramentación de todos los miembros debía suspenderse, hasta que se absolviesen los cuestionamientos. Pero la Comisión Especial acordó solo suspender la juramentación de los dos miembros cuestionados y procedió a realizar la ceremonia para los cinco restantes (6 de enero de 2020).
Días después, la Comisión Especial para la JNJ procedió a la juramentación de María Zavala Valladares, tras escuchar sus descargos. La Comisión consideró que no había mérito suficiente para revisar su nombramiento (9 de enero de 2020).
El 16 de enero de 2020, la Comisión Especial dejó sin efecto el nombramiento de Marco Falconí como miembro de la JNJ, retirándole el 10% de la bonificación que se le otorgó en el concurso, al considerar que no le correspondía ese beneficio (que solo es para los licenciados de las fuerzas armadas, pero no para los egresados de los colegios militares, como es el caso de Falconí). Falconí pasó a ser suplente de la JNJ, ocupando en su reemplazo como titular Guillermo Thornberry. De ese modo quedó completa la JNJ, con siete miembros.

#### Elecciones congresales extraordinarias de 2020
El 9 de octubre de 2019, el gobierno de Vizcarra dio su primer decreto de urgencia que autorizaba a los organismos electorales a emitir reglamentos, normas y otras disposiciones necesarias para el buen desarrollo de las elecciones parlamentarias, convocadas para el 26 de enero de 2020.
El 10 de octubre de 2019, JNE, ONPE y RENIEC aprobaron el cronograma para los comicios del 26 de enero, según el cual el 18 de noviembre es la fecha máxima para presentar la lista de candidatos. También establecieron que no se aplicarán las reformas políticas promulgadas en agosto de 2019, pues el artículo 4 de la Ley Orgánica de Elecciones establece la intangibilidad de la normativa electoral hasta un año antes de un proceso electoral. Sobre la posibilidad de que los excongresistas del recientemente disuelto parlamento puedan postular en las elecciones de 2020, no ha habido todavía ningún pronunciamiento de parte d eal autoridad electoral. Según un punto de vista, al haberse aprobado la no reelección parlamentaria en el referéndum de diciembre de 2018, no podrían darse dichas postulaciones.
El 26 de enero de 2020 se realizaron las elecciones congresales extraordinarias, para elegir a los 130 congresistas que deben concluir el periodo congresal de 2016-2021, en los 16 meses que restan luego de la disolución del Congreso del 30 de septiembre de 2019.
Los resultados colocaron a nueve agrupaciones políticas con derecho a bancadas en el nuevo Congreso: Acción Popular (AP), Alianza para el Progreso (APP), Unión por el Perú (UPP), Frente Popular Agrícola del Perú (Frepap), Frente Amplio (FA), Fuerza Popular (FP), Podemos Perú (PP), Partido Morado (PM) y Somos Perú (SP).
Lo primero resaltante fue la fragmentación del nuevo Congreso. Fuerza Popular, que en el Congreso anterior tuvo 73 congresistas, ahora solo logró 15. También se dio un repunte de Acción Popular, que obtuvo 25 congresistas, conformando así la «primera minoría». Para los analistas, las sorpresas fueron el Frepap, brazo político de la congregación israelita; UPP, partido-vientre de alquiler que acogió a Antauro Humala y sus seguidores etnocaceristas; y PP, el partido de José Luna Gálvez, que puso como cabeza de lista a Daniel Urresti, a quien debió en gran parte su votación. Según una interpretación, todos ellos se beneficiaron del voto de protesta antisistema.
De otro lado, partidos como el Apra (con Mauricio Mulder como cabeza de lista); el PPC (encabezado por Alberto Beingolea); Solidaridad Nacional (partido del exalcalde de Lima Luis Castañeda, que acogió a exfujimoristas como Rosa Bartra); y Contigo (ex PpK, con Juan Sheput), no pasaron la valla electoral al recibir votaciones ínfimas, lo que ha sido interpretado como un castigo de los votantes a los partidos vinculados a la corrupción y con lenguaje muy agresivo.

#### Caso Odebrecht

##### Keiko Fujimori abandona la prisión

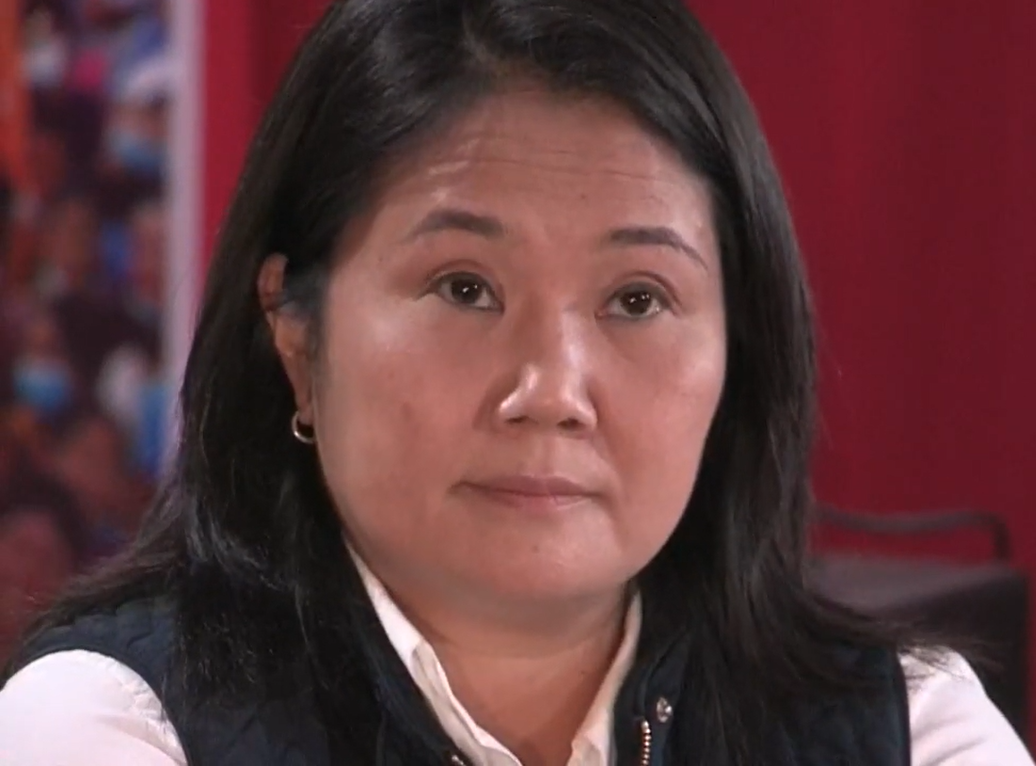
Keiko Fujimori, fue candidata presidencial en tres oportunidades, se caracterizó por tener un rol principal en la crisis política con su partido que tenía mayoritaria presencia en el Parlamento, fue detenida en octubre del 2018 y liberada en abril del 2020, se encuentra procesada por supuestamente haber recibido dinero ilegal como fondos de campaña

A mediados de noviembre de 2019, el Tribunal Constitucional empezó a debatir el pedido de habeas corpus a favor de Keiko Fujimori, cuyo ponente fue el mismo presidente de organismo, Ernesto Blume. Coincidentemente, por esos días se revelaron nuevos testimonios de Jorge Yoshiyama, que comprometían más a Keiko Fujimori en la acusación de lavado de activos y en la obstrucción a la justicia. También por esos días la fiscalía interrogó a los empresarios más importantes del Perú sobre los aportes que habían dado a las campañas electorales de Fujimori de 2011 y 2016. Fue muy impactante la confesión de Dionisio Romero Paoletti, presidente del Grupo Credicorp, sobre el aporte de US$ 3.6 millones que hizo a favor de la candidata fujimorista en 2011.
El 24 de noviembre de 2019, luego de casi una semana de debate, el pleno del TC votó mayoritariamente declarando fundado el habeas corpus a favor de Keiko. Además de su presidente Ernesto Blume, votaron a favor los magistrados José Luis Sardón, Augusto Ferrero y Carlos Ramos; el voto de este último fue decisivo para inclinar la balanza a favor de Keiko. En contra votaron Eloy Espinosa-Saldaña, Manuel Miranda y Marianella Ledesma.
El 29 de noviembre de 2019, Keiko abandonó la prisión y retornó a su casa, para seguir su proceso en libertad, tras haber cumplido 13 meses de prisión preventiva. Aunque la fiscalía, a través de la procuradoría del Poder Judicial pidió la revisión del fallo del TC, por ser aparentemente incoherente (de los cuatro que votaron a favor de Keiko, solo tres coincidían en sus razones, mientras que el cuarto, Ramos, defendía una razón distinta), el TC se mostró inflexible en su decisión y rechazó hacer una nueva votación.
El fiscal José Domingo Pérez solicitó un nuevo pedido de prisión preventiva por 36 meses para Keiko Fujimori (que luego rebajo a 18 meses), alegando nuevos elementos de convicción. Keiko Fujimori está acusada de lavado de activos, asociación ilícita, organización criminal, falsa declaración, fraude procesal, falsedad genérica y obstrucción a la justicia. Las audiencias presididas por el juez Víctor Zúñiga Urday se realizaron en enero de 2020. El juez determinó imponer a Keiko 15 meses de prisión preventiva, para que no obstruya la justicia usando su influencia política y el amedrentamiento a los testigos (28 de enero de 2020). Al día siguiente, Keiko fue trasladada al Penal Anexo de Mujeres de Chorrillos. Su defensa dijo que recurriría ante instancias internacionales para denunciar lo que consideraban una persecución y venganza política.

##### La Empresa Odebrecht provoca la salida de Ministros
Tras revelarse a través del dominical, Panorama, que el ministro de Energía y Minas, asesoró a Odebrecht para la adjudicación del Gaseoducto Sur Peruano, el lunes 10 de enero presentó su renuncia al Cargo.
Dos días después, el procurador general del Ministerio de Justicia, retiró a Jorge Ramírez de la procuraduría ad hoc para el Caso Lava Jato. Esto por haber promovido la reunión entre ejecutivos de Odebrecht y el ministro de Energía y Minas. Tras esta revelación, el día jueves 13 de febrero, la ministra de Justicia, Ana Teresa Revilla, renunció a su cargo tras revelarse que habría promovido las reuniones con Ejecutivos de Odebrecht. Ese mismo día renunció, Edmer Trujillo, entonces ministro de Transportes, por la investigación seguida en su contra por la adjudicación del Hospital de Moquegua.

### Séptimo período (2020)

#### Primer proceso de vacancia presidencial

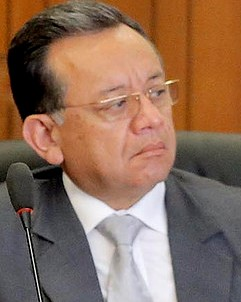
Edgar Alarcón, fue contralor general de la República (2016-2017) y luego congresista de la República, fue el promotor de la vacancia presidencial y el que reveló los audios del Caso Richard Swing, acusado de corrupción y otros delitos fue destituido del Congreso en abril del 2021

El mismo 10 de septiembre, el Congreso de la República informó de una moción de vacancia contra el presidente Martín Vizcarra, presentada por más de 30 firmas de parlamentarios de distintas bancadas. Al día siguiente, la moción fue admitida por 65 votos a favor, 36 en contra y 24 abstenciones. Su debate fue programado para el 18 de septiembre.

##### Contexto
El 10 de septiembre de 2020, el congresista de Unión Por el Perú, Edgar Alarcón Tejada, durante una sesión del pleno del Congreso de la República, presentó ante el presidente del Congreso, Manuel Merino de Lama, tres audios. Las dos primeras grabaciones revelaban conversaciones entre el presidente Vizcarra, un asesor, la asistente y la secretaria general de Palacio de Gobierno sobre el «Caso Richard Swing»; en el tercer audio, se muestra una conversación entre la secretaria Karem Roca con Richard Cisneros (principal involucrado en el caso). Por la noche, el mandatario envió un mensaje a la nación acompañado del premier Walter Martos y la ministra de Justicia, Ana Neyra, señalando que lo que ha cometido en esas grabaciones no era «ilegal». Negó que fuera a renunciar y se puso a disposición de las decisiones del Congreso. Asimismo, instó en trabajar en conjunto con el Legislativo en la lucha contra la corrupción y la pandemia.[cita requerida]

##### Controversia
El 12 de septiembre, se reveló que Manuel Merino intentó comunicarse con el jefe del Comando Conjunto de las Fuerzas Armadas del Perú, César Astudillo Salcedo y otros altos mandos militares antes de la admisión de la vacancia para comunicarles sobre el inicio del procedimiento parlamentario. El presidente del Consejo de Ministros Walter Martos y el ministro de Defensa Jorge Chávez Cresta rechazaron el accionar del titular del Congreso. La ministra de Justicia Ana Neyra anunció la intención del gobierno de presentar una demanda competencial ante el Tribunal Constitucional.
Conocidos los intentos del presidente del Congreso de contactar con las Fuerzas Armadas, varios líderes políticos como César Acuña (líder de Alianza para el Progreso) y Daniel Urresti (portavoz de Podemos Perú) se desmarcaron del intento de vacancia presidencial. Organismos como la Defensoría del Pueblo señalaron que la aprobación de dicha vacancia «estaría fuera del marco constitucional».
El 14 de septiembre del mismo año, en una entrevista, el ministro de Energía y Minas, Luis Miguel Incháustegui, aseguró que sus allegados de Acción Popular lo contactaron para tener un cargo del gabinete transitorio que haría Manuel Merino, si procede la vacancia de Vizcarra.
En la noche del viernes 18, con 32 votos a favor, 78 en contra y 15 abstenciones, el parlamento rechazó la moción de vacancia en contra de Vizcarra.
El 2 de octubre, el Poder Judicial ordenó la detención del cantante, Richard Cisneros; la ex secretaria presidencial, Karem Roca; la ex secretaria general de Palacio de Gobierno, Miriam Morales; el exasesor presidencial, Oscar Vásquez, además de otros 6 involucrados del Ministerio de Cultura en el Caso Richard Swing. La Fiscalía ordenó para todos la medida de prisión preventiva, pero solo se les impuso comparecencia restringida a todos los involucrados.

#### Segundo proceso de vacancia presidencial

##### Caso Club de la Construcción y presuntos sobornos a Martín Vizcarra
El 11 de octubre, el diario El Comercio publicó una investigación, según la cual el jefe de Estado Martín Vizcarra, de acuerdo con el testimonio completo de un nuevo aspirante a colaborador eficaz, la empresa Obrainsa, y su socia Astaldi realizaron un pago por la suma de S/1 millón al presidente cuando era gobernador regional de Moquegua.
A la semana siguiente, el diario El Comercio realizó un informe de acuerdo a la declaración de tres nuevos aspirantes a colaboradores eficaces de la Fiscalía, las empresas Ingenieros Civiles y Contratistas Generales S.A. (ICCGSA), e Incot pagaron S/1 300 000 al presidente Martín Vizcarra cuando era gobernador regional para obtener la licitación para la construcción del Hospital Regional de Moquegua.

##### Moción de vacancia
Luego de las reveladoras declaraciones por parte de estos aspirantes a colaborador eficaz, congresistas de Unión por el Perú decidieron impulsar un nuevo proceso de vacancia presidencial contra Martín Vizcarra. El 20 de octubre de 2020, congresistas de Unión Por el Perú, Podemos Perú, Frente Amplio, Acción Popular y un no agrupado; presentaron una moción de vacancia, alcanzando 27 firmas de las 26 requeridas para poder presentarla. El 2 de noviembre, con 60 votos a favor, 40 en contra y 18 abstenciones, la moción fue admitida a debate.

##### Contactos desde los Penales
El 22 de octubre de 2020, el diario Perú21 difundió una serie de audios donde registra a Antauro Humala, líder etnocacerista quien se encuentra en prisión en el penal Ancón l, en una reunión virtual con miembros de su bancada Unión por el Perú (UPP) para discutir sobre la vacancia.

##### Aprobación de la vacancia
El 9 de noviembre de 2020, el pleno del Congreso aprobó con 105 votos a favor, 19 en contra y 4 abstenciones, la moción de vacancia en contra de Martín Vizcarra. El 10 de noviembre de 2020, el presidente del Congreso Manuel Merino asume la presidencia del Perú.
La constitucionalidad de su presidencia ha sido respaldada por ciertos constitucionalistas nacionales     y cuestionada por otras organizaciones.

## Gobierno de Manuel Merino (2020)

### Octavo período (2020)

##### Protestas a nivel nacional

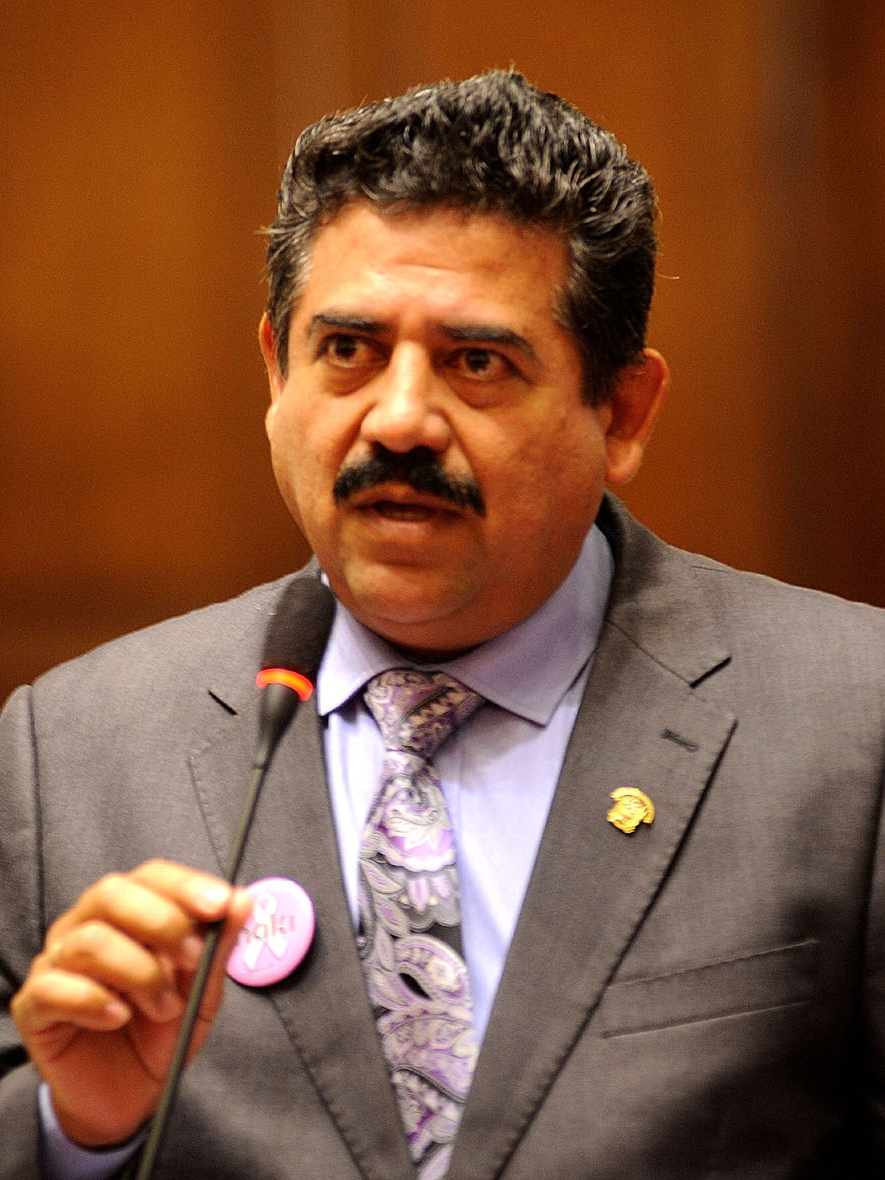
Manuel Merino de Lama, presidente de la República (noviembre del 2020), se le acusó de conspirar junto con otros parlamentarios, la salida del cargo del entonces presidente Martin Vizcarra, las protestas en su contra y la muerte de dos jóvenes, lo obligaron a renunciar, a pocos días después de haber asumido el cargo. La Fiscalía lo investiga por supuestamente haber cometido abusos durante su breve gestión

Después de que se aprobara la vacancia contra Vizcarra, se suscitaron manifestaciones en muchas ciudades del país en apoyo de expresidente y en contra de la asunción al mando de Manuel Merino como presidente del Perú, dando lugar a protestas masivas con una convocatoria récord en el país y que generaron una fuerte represión policial, ocasionando la muerte de manifestantes por el accionar de las fuerzas de seguridad. El Primer Juzgado de Investigación Preparatoria Nacional Especializado en Delitos de Corrupción del Poder Judicial dictó 18 meses de impedimento de salida del país al expresidente Martín Vizcarra.
El expresidente Ollanta Humala exigió la renuncia inmediata del actual presidente Manuel Merino y de todos sus ministros. Esto luego de la jornada de protestas en su contra que terminó con el asesinato de dos jóvenes manifestantes.
Jorge Muñoz, alcalde de Lima, exigió la renuncia de Manuel Merino a la presidencia de la República, luego de que se confirmara la muerte de Jack Brian Pintado Sánchez y Jordan Inti Sotelo Camargo, dos jóvenes de 22 y 24 años, tras las protestas registradas en la Plaza San Martín.
El expresidente de Perú, Martín Vizcarra lamentó la muerte de dos jóvenes, tras las protestas en la Plaza San Martín.
13 de los 18 ministros que forman parte del Gabinete presidido por Ántero Flores-Aráoz presentaron sus renuncias después de los fallecimientos ocurridos en la segunda Gran Marcha Nacional:
- Patricia Teullet Pipoli que dejó el cargo de ministra de la Mujer.
- Abel Salinas renunció al Ministerio de Salud.
- Fernando Hurtado Pascual dejó el Ministerio de Agricultura.
- Delia Muñoz a la titularidad del Ministerio de Justicia y Derechos Humanos.
- María del Carmen de Reparaz Zamora al Ministerio de Cultura.
- María Seminario dejó la cartera de Comercio Exterior y Turismo.
- Federico Tong renunció al Ministerio de Desarrollo e Inclusión Social.
- Fernando D´Alessio renunció al Ministerio de Educación.
- Carlos Herrera dejó el Ministerio de Energía y Minas.
- Hilda Sandoval en el Ministerio de Vivienda.
- Gastón Rodríguez dejó el Ministerio del Interior.
- Walter Chávez Cruz renunció al Ministerio de Defensa.
- José Arista se retiró del Ministerio de Economía y Finanzas.

La Asamblea Nacional de Gobiernos Regionales (ANGR) exigió la renuncia de Manuel Merino a la presidencia de la República y lo responsabilizó políticamente de los hechos de violencia registrados en la protesta en Plaza San Martín, donde murieron dos jóvenes.
El Ministerio Público informó que inició las investigaciones por las muertes de Jack Brian Pintado Sánchez y Jordan Inti Sotelo Camargo durante las manifestaciones en el Centro de Lima en contra de la asunción de Manuel Merino.
Tres congresistas del partido Alianza Para el Progreso (APP) presentaron la madrugada del domingo 15 de noviembre una moción de censura contra la Mesa Directiva del Congreso, en medio de la convulsión social provocada por las protestas contra el gobierno de Manuel Merino y que hasta el momento dejan dos muertos y más de 94 heridos.

##### Renuncia de Manuel Merino
El primer ministro, Ántero Flores-Araóz se negó a dimitir, afirmando que "el presidente me tomó como primer ministro, si se queda yo me quedo con él, si se va y dimite iré con él". El primer ministro también apoyó la actuación de las autoridades, diciendo "Yo defiendo a la policía porque los atacan y es una pena para todos. No es cuestión de quién hizo esto o aquello" y "Las manifestaciones terminan muy mal porque hay gente antisocial y ha habido actos no solo de violencia sino también de destrucción de obras públicas, privadas y comerciales".
Merino pidió a los jefes de las fuerzas armadas y policiales que asistieran a una reunión de emergencia en Palacio de Gobierno para el domingo en la mañana, aunque se negaron a asistir, en lo que The Washington Post describió como "la gota que derramó el vaso" para la presidencia de Merino. En horas de la madrugada, surgieron especulaciones sobre la huida del presidente Merino del país luego de que se informara que el Aeropuerto Internacional Jorge Chávez fuese cerrado por su operador, Lima Airport Partners. Posteriormente se descubrió que el entonces Presidente se encontraba en la Sede del Ministerio del Interior en San Isidro reunido con algunos de los Ministros que no habían renunciado, dado que las manifestaciones estaban ubicadas en el Centro Histórico de Lima. 
En la mañana, se realizaron algunas manifestaciones en Lima, tanto en el Centro Histórico como en el Distrito de Miraflores, mientras que en el Parlamento Nacional, se produjo la renuncia del Presidente del Congreso, Luis Valdez y de los dos vicepresidentes: Guillermo Aliaga y María Teresa Cabrera, quienes apoyaban una nueva elección de la Mesa Directiva y exigían la renuncia del Presidente, Manuel Merino.
Ese mismo día a las 12:00 p. m., el entonces Presidente Manuel Merino de Lama, renuncia irrevocablemente al cargo de presidente de la república, su renuncia es aceptada en la tarde por el Congreso, que luego procede a elegir una nueva Mesa Directiva para que encabece el Gobierno de Transición; en la noche, se pone a votación la lista de Roció Silva-Santisteban, quien estaba acompañada de Francisco Sagasti, Luis Roel Alva y Yessica Apaza. Al final, esta lista no obtuvo los votos necesarios y se intensificaron las negociaciones en el Parlamento.
Finalmente, la presidencia del congreso es asumida por la parlamentaria del Frente Amplio Mirtha Vásquez, mientras que la presidencia de la república es asumida por el congresista del Partido Morado, Francisco Sagasti, quien es reconocido tras su juramentación como el póstumo Presidente del Perú, este sería el 4.º presidente dentro de la gestión 2016-2021.

## Gobierno de Francisco Sagasti (2020-2021)

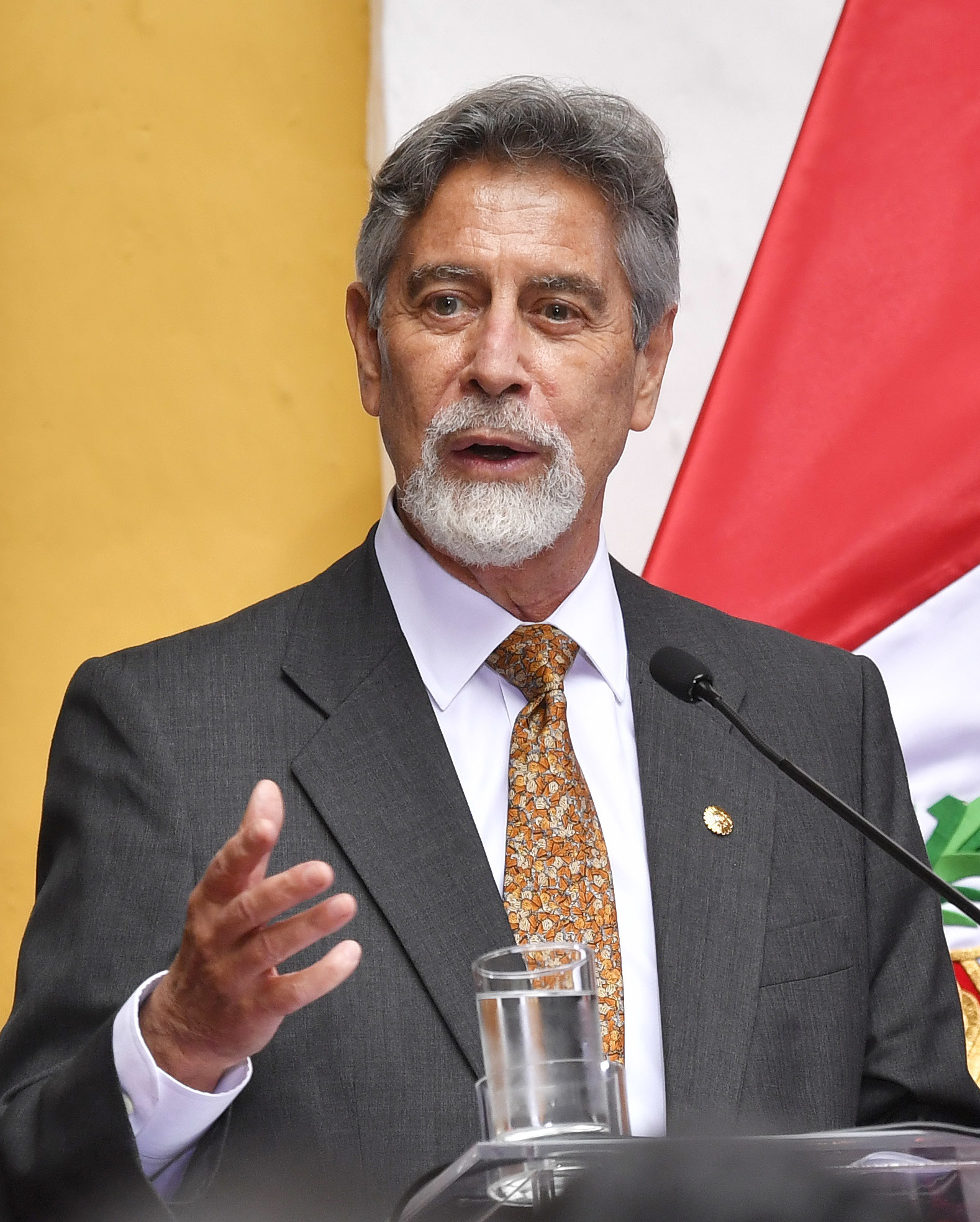
Francisco Sagasti, presidente de la República (2020-2021), fue elegido tras la renuncia de Manuel Merino, su gestión estuvo marcada por breves enfrentamientos con el Parlamento y por las negociaciones con los laboratorios para la adquisición de vacunas contra la COVID-19

El día 17 de noviembre, el Presidente del Congreso, Francisco Sagasti asumió la Presidencia de la República, siendo su primer acto como presidente dar un minuto de silencio durante su mensaje a la nación por los dos jóvenes asesinados durante las protestas, diciendo:

Sean mis primeras palabras para pedir un minuto de silencio en homenaje a los jóvenes ciudadanos Jack Brian Pintado Sánchez y Jordan Inti Sotelo Camargo, lamentablemente fallecidos durante las últimas jornadas de movilización ciudadana, realizadas en ejercicio legítimo del derecho fundamental a la protesta.

Tras el minuto de silencio, se dirigió a los padres de los fallecidos quienes habían sido invitados a la juramentación de Sagasti como Presidente y quien les dijo:

En nombre del Estado, pedimos perdón a sus familiares, a ellos y a todos los jóvenes que marcharon para defender la democracia, y que nos hicieron recordar lo que es la vocación de servicio.

El presidente Sagasti nombró oficialmente a los nuevos miembros de su Gabinete Ministerial, siendo Violeta Bermúdez Valdivia elegida como nueva primera ministra.